# Gürtel (Wien)
Der Gürtel ist neben dem Ring und der so genannten Zweierlinie (auch Lastenstraße) die dritte in einem Ringsegment um den Stadtkern führende Hauptverkehrsader in Wien. Er ist die am stärksten befahrene Landesstraße in Österreich und eine der meistfrequentierten in Europa. Der Straßenzug beginnt im 3. Bezirk und führt U-förmig entlang der jeweiligen Außengrenzen der Innenstadtbezirke 4 bis 9 weiter. Von ihm ist die Wiener Gürtel Straße (B221) zu unterscheiden, die außer dem Gürtel weitere daran anschließende Straßen umfasst.
Im amtlichen Straßenverzeichnis ist der Gürtel in mehrere Straßen aufgeteilt, deren Namen jedoch in allen Fällen Gürtel lautet (üblicherweise in Verbindung mit dem Namen des angrenzenden Vorortes). Entsprechend dem Straßenverlauf gibt es noch die Bezeichnungen Westgürtel und Südgürtel, die sich hauptsächlich in Texten zu Verkehrsplanung und -information finden.
Der Wiener Gürtel ging im späten 19. Jahrhundert aus dem Linienwall, einer Befestigungsanlage um die Wiener Vorstädte, hervor.

## Geschichte
Der Linienwall war aus militärischen Gründen mit einer Bauverbotszone versehen: 23 m innerhalb des Walls und 190 m außerhalb. Kaiser Franz Joseph I. hob 1858 das Bauverbot auf und erteilte den Auftrag, eine Trasse für eine Gürtelstraße festzulegen. Er genehmigte am 28. Juni 1861 diese Trasse mit einer Straßenbreite von insgesamt 76 m (heute mindestens drei Fahrspuren pro Richtung) unter der Bedingung, dass die Möglichkeit zum Bau einer Bahn auf der Straße vorgesehen werden müsse. Die ersten privaten Baugenehmigungen um den Gürtel wurden 1863 erteilt.
Das erste Teilstück auf dem Westgürtel wurde vermutlich um 1873 fertiggestellt. 1880 war die Passage des Gürtels über den Wienfluss im Stadtplan noch nicht als Projekt eingezeichnet, der Südgürtel, wo der Linienwall großteils im Weg war, nur projektiert. Der vorerst gewählte Name Gürtelstraße wurde bald durch die Benennung der Abschnitte nach angrenzenden historischen Orten ersetzt. (Die unten genannten Benennungsdaten sind die offiziellen; oft wurden die Namen vorher bereits nichtamtlich verwendet.)
Die dörflichen Vorstädte um den Gürtel mit Dorfplätzen und verwinkelten Gassen wurden abgebrochen und um den Gürtel wurden Gründerzeitviertel mit neuen Straßenrastern angelegt. 1874 wurde Favoriten, außerhalb des Linienwalls gelegen und bisher Teil der Wieden und Margaretens, als neuer 10. Bezirk konstituiert. Per 1. Jänner 1892 folgten die anderen Vororte der Stadt außerhalb des Walls. Die Steuergrenze, die der Wall bis dahin gebildet hatte, rückte an die neuen Außengrenzen Wiens. Die Stadt Wien stieg dadurch zur damals drittgrößten auf dem Kontinent (nach Paris und Berlin) auf: Die Einwohnerzahl des neuen Stadtgebiets hatte sich seit 1870 von 843.000 Einwohnern auf 1.342.000, somit um 60 %, vergrößert. Die Einwohnerzahl der Vororte allein hatte sich von 242.000 auf 552.000 Personen mehr als verdoppelt. Am 18. Juli 1892 beschloss der Reichsrat, das Parlament Altösterreichs, das Reichsgesetz über Wiener Verkehrsanlagen, das den Stadtbahnbau und die für die Fertigstellung des Gürtels wichtige Wienflussregulierung enthielt. Der Bau der Gürtelstadtbahn begann hierauf im Februar 1893 in Michelbeuern.

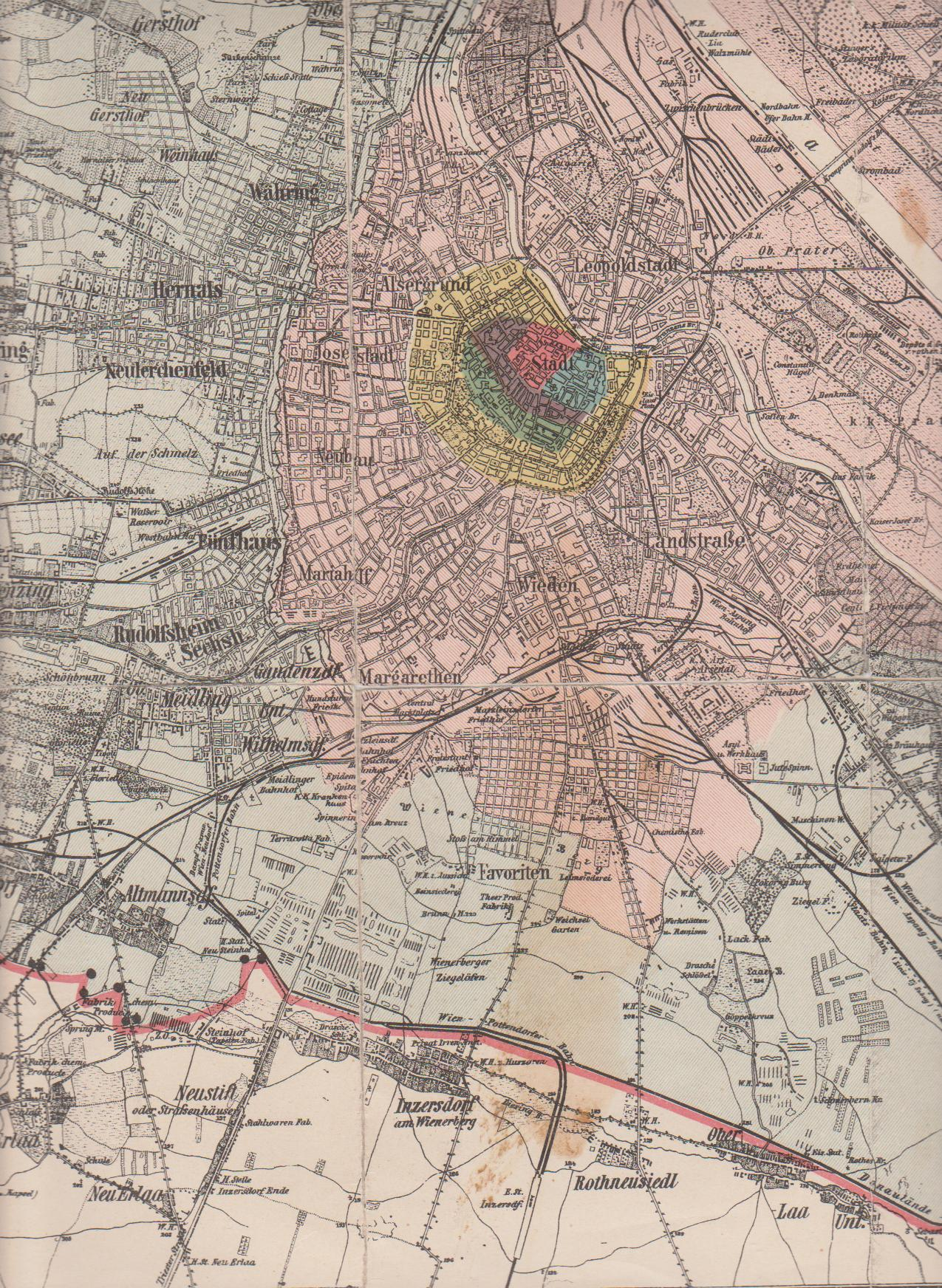
Stadtplan 1892: Der damals noch bestehende Linienwall war dem Gürtelausbau im Bereich von Michelbeuern und Gumpendorf sowie in weiten Teilen des Südgürtels im Weg.

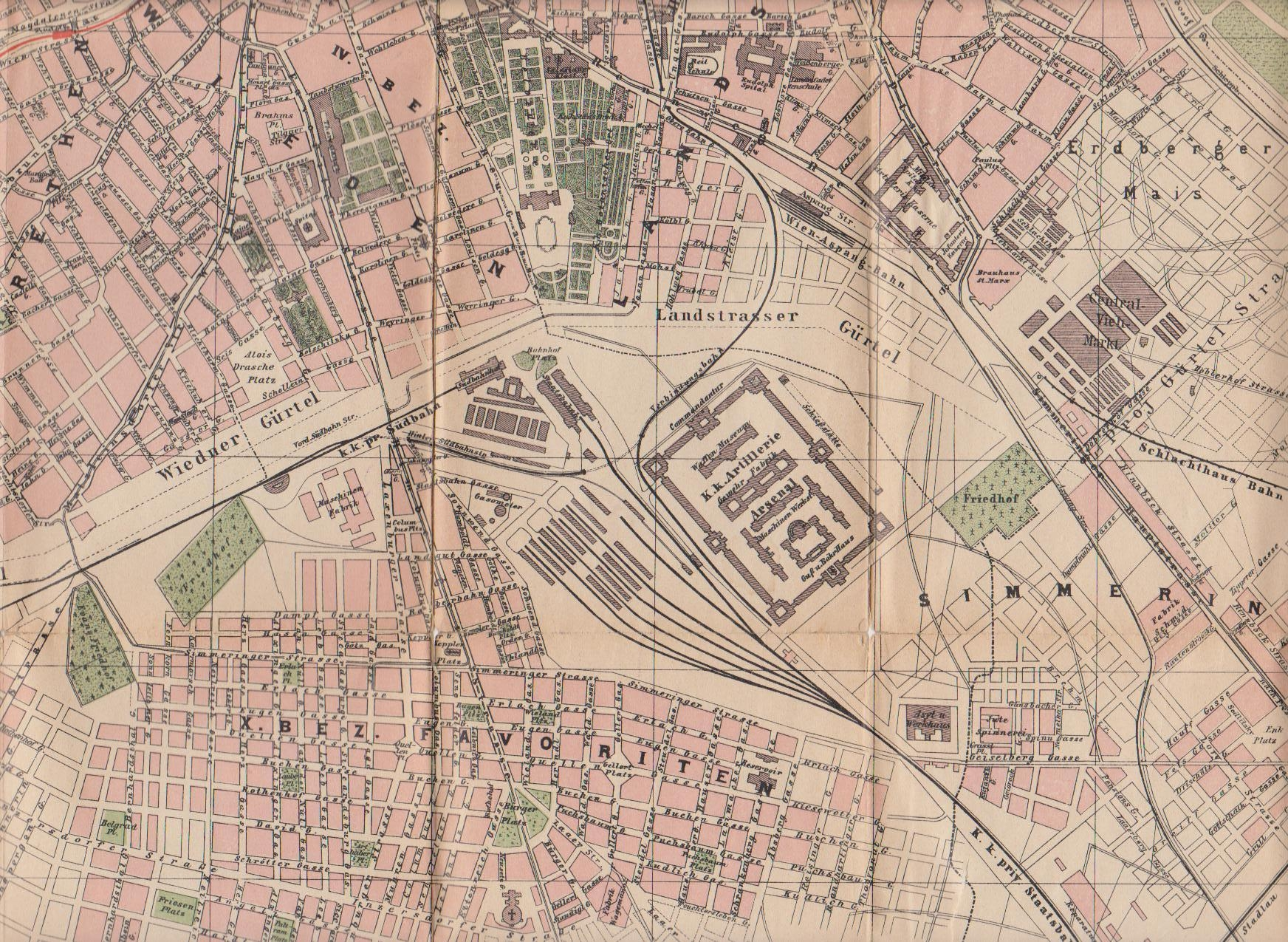
Stadtplan 1900: Ausbau und Regulierung des Wiedner und des Landstraßer Gürtels waren noch nicht abgeschlossen. Die projektierte Fortsetzung des Gürtels zwischen Sankt Marxer Friedhof und Zentralviehmarkt in Richtung Donaukanal wurde bis 1978 als Teil der Südosttangente realisiert.

Parallel dazu lief 1892/1893 der Generalregulierungs-Wettbewerb, in dem Entwürfe für die Verkehrsstruktur der gesamten Stadt gefragt waren. Otto Wagner, der mit einem der beiden ersten Preise ausgezeichnet wurde, nahm in seinem Wettbewerbsbeitrag zum Status quo und zum wünschenswerten Aussehen des Gürtels entschieden Stellung. Er schrieb, der Gürtel sei „in ästhetischer Beziehung, da ihm jedes Atom künstlerischer Disposition mangelt, als großer Missgriff zu betrachten“. Was die Stadtbahn betraf, verlangte er, dass die Hochbauten der Bahn „dem Ästhetiker, dem Baukünstler zur Ausgestaltung zu überweisen“ seien.
Nach dem offiziell am 5. März 1894, inoffiziell schon früher, begonnenen Abbau des Linienwalls, der zumeist zentrumsseitig der Gürtelstraße verlief, wurde der Straßenzug wesentlich verbreitert bzw. neu trassiert. Otto Wagner erhielt 1894 einen umfangreichen Gestaltungsauftrag für die Stadtbahn; seine prononcierten ästhetischen Forderungen waren offenbar von den Entscheidungsträgern der k.k. Regierung akzeptiert worden. Die von ihm gestalteten Stadtbahnstationen, bis heute wesentliche Akzente des Westgürtels, entstanden genau dort, wo im Linienwall die Tore, die so genannten Linien, gewesen waren, daher weder in Michelbeuern noch bei der Thaliastraße, wo sich heute U-Bahn-Stationen befinden. Die Verbreiterung entstand abschnittsweise, so dass sich der definitive Straßenquerschnitt teilweise erst bis 1900 ergab, im östlichsten Abschnitt des Südgürtels wesentlich später. Der von Hans Scherpe gestaltete Obelisk auf dem Neubaugürtel, der die Fertigstellung der Gartenanlagen zwischen den Fahrbahnen des Gürtels festhielt, wurde 1906 enthüllt.
1898 wurde die dampfbetriebene Gürtelstadtbahn eröffnet. Ab 1923 wurde sie von der Stadt Wien elektrifiziert und seit 1925 als Wiener Elektrische Stadtbahn im Tarifverbund mit der Straßenbahn angeboten. Seit 1989 wird die Gürtellinie als U-Bahn-Linie U6 geführt.
Die Auffassung, der Gürtel sei schon zur Gründerzeit als zweite Prachtstraße neben der Wiener Ringstraße konzipiert worden, wird von den Quellen nicht gestützt. Allerdings wurde nach Kritik an der sehr dichten, spekulativen Verbauung zu beiden Seiten des Westgürtels um 1900 betont, dass auf dem Gürtel jeweils fünf Baumreihen vorhanden seien. Vor allem der südliche Margaretengürtel wurde in der Zwischenkriegszeit, während der Periode des „Roten Wien“, mit repräsentativen Volkswohnhäusern, „Gemeindebauten“ genannt, ausgestattet. Die Konzeption eines alternativen zweiten Prachtboulevards stammt aus dieser Zeit. Man sprach von der „Ringstraße des Proletariats“.
Bis nach dem Zweiten Weltkrieg blieb der Gürtel wegen seines Grünblicks und seiner weiten Perspektiven auch eine beliebte Wohngegend.
In der zweiten Hälfte des 20. Jahrhunderts führte der enorme Verkehr (sechs Fahrspuren) allerdings zu einer drastischen Abnahme der Wohnqualität in den angrenzenden Gebieten und auf den westlichen Abschnitten des Gürtels entwickelte sich die Bordellmeile Wiens. Diese Intensivierung des Verkehrsaufkommens wurde von der Stadtplanung zunächst als Fortschritt begriffen. So war in den 1960er und 1970er Jahren im Bereich des Gürtels (nach Plänen von Josef Dorfwirth von der TU Wien) eine Stadtautobahn in Hochlage vorgesehen. Auch die Wiener Alwegbahnpläne (ab 1958) bezogen sich hauptsächlich auf den Bereich des Gürtels. Den Anfang der Realisierung einer Gürtelautobahn stellte die 1962 bis 1964 erfolgte Errichtung der Gürtelbrücke dar.
Im Herbst 1967 kündigte die Arbeiter-Zeitung neben dem Baubeginn der Donauinsel für das Frühjahr 1968 den grundsätzlichen Beschluss der Errichtung einer Gürtelautobahn als mittelfristiges Projekt im Bundesstraßengesetz an. Diese sollte in „Hochlage“ (also auf Stelzen) über den gesamten Gürtel die Nord Autobahn mit der „Nordostautobahn“ (heute Teil der Südosttangente zwischen Knoten Landstraße und Hirschstetten) verbinden. In dem Baupaket war auch eine Brücke im Bereich des Matzleinsdorfer Platzes von der zu errichtenden Gürtelautobahn quer über die Südbahn zur Triester Straße vorgesehen.
Gegen den Weiterbau dieser „A20“ wurden in Medien und von Bürgerinitiativen immer schärfere Proteste erhoben (z. B. in der Tageszeitung „Kurier“, 20. Mai 1972). Bürgermeister Felix Slavik proklamierte daraufhin im September 1972 eine scharfe Abkehr vom Konzept der Stadtautobahn (man sprach nur mehr von „Hochleistungsstraßen“). Heute erinnert der Landstraßer Ast der Südosttangente noch an diese Pläne. Auf Stadtplänen bis in die frühen 1990er Jahre wurde dieser Abschnitt als „Gürtelautobahn“ bezeichnet.
Anfang der 1980er Jahre verkündete Pläne für umfangreiche Tunnelbauten für den Individualverkehr im Gürtelbereich blieben im Diskussionsstadium stecken (als Problem erwiesen sich vor allem die zahlreichen erforderlichen Ein- und Ausfahrten).

## Westgürtel
Die Abschnitte des Straßenzuges werden hier von Norden beginnend gegen den Uhrzeigersinn dargestellt, innerhalb dieser Abschnitte geht die Nummerierung allerdings von Süden nach Norden.
Der Westgürtel (Döblinger Gürtel bis Sechshauser bzw. Gumpendorfer Gürtel) ist durch die U-Bahn-Linie U6 geprägt, die ehemalige Gürtellinie der Wiener Stadtbahn. Die U6 verläuft – je nach Niveau der Umgebung – teils in einem Einschnitt, teils auf einem Viadukt, immer in der Mitte des Straßenzuges. Die Stationen und Viadukte der Stadtbahn wurden von Otto Wagner entworfen und zwischen 1893 und 1898 gebaut. Auf dem Rest des Mittelstreifens des Westgürtels wurden 1898–1906 von der Stadtverwaltung fast durchgehend Grünanlagen errichtet. Der Westgürtel ist im Unterschied zu großen Teilen des Südgürtels fast durchgehend beidseitig verbaut. Die Bezirksgrenzen verlaufen seit 1. Juli 1905 fast ausschließlich an der „westlichen Grenze des Stadtbahnkörpers“. Durch die Zugehörigkeit der inneren Häuserblöcke zu den Außenbezirken bis zu diesem Zeitpunkt ergab sich auch die Benennung und Abgrenzung der Abschnitte, die sich an den Grenzen der Außenbezirke orientiert. Die einzigen Ausnahmen sind die nach innengelegenen Vorstädten benannten Abschnitte Neubaugürtel und Mariahilfer Gürtel, allerdings endet der Neubaugürtel auch an der Bezirksgrenze zwischen 15. und 16. Bezirk, während der ebenfalls nach der Vorstadt Neubau benannte 7. Bezirk weiter nach Norden reicht.
In den gemauerten Viaduktbögen (Stadtbahnbögen) befinden sich Lagerräume, Geschäfte und Lokale, vor allem am Lerchenfelder und Währinger Gürtel.

### Döblinger Gürtel
Der Döblinger Gürtel, benannt 1903, umfasst den Gürtelabschnitt im 19. Bezirk. Er ist einer der kürzesten Abschnitte des Straßenzuges und verläuft von der Nussdorfer Straße/Döblinger Hauptstraße bis zur Gürtelbrücke/Heiligenstädter Straße bzw. Guneschgasse. In diesem Abschnitt ist der innere Gürtel eine Nebenstraße mit Einbahnverkehr Richtung Süden; der vom inneren Währinger Gürtel kommende Verkehr nordwärts wird hier durch die Heiligenstädter Straße geleitet. Hier endet der Gürtel unspektakulär als Seitengasse zur Guneschgasse, allerdings wird auch die Auffahrt zur Gürtelbrücke noch als Döblinger Gürtel bezeichnet.
- Die Nr. 1, 3 und 5 bilden eine einheitliche nach 1910 entstandene Zinshauszeile.
- An den Nummern 9 bis 19 (äußere bzw. ungerade Seite) befindet sich die aus sechs Einzelobjekten bestehende knapp vor dem Ersten Weltkrieg errichtete Wohnhausanlage der Städtischen Straßenbahnen.
- Auf Nr. 10 befindet sich ein sehr expressiver Gemeindebau aus den Jahren 1928/29 von Leo Kammel
- Auf Nr. 14–26 befindet sich der Ditteshof, ein Gemeindebau aus dem Jahr 1929 von Arnold Karplus.
- Auf Nr. 21–23 befindet sich der Professor-Jodl-Hof aus dem Jahr 1926, durch den der Straßenzug führt und eine Art Hof bildet.
- Der Skywalk Spittelau überquert seit 2007 den äußeren Gürtel an seinem nördlichen Ende.

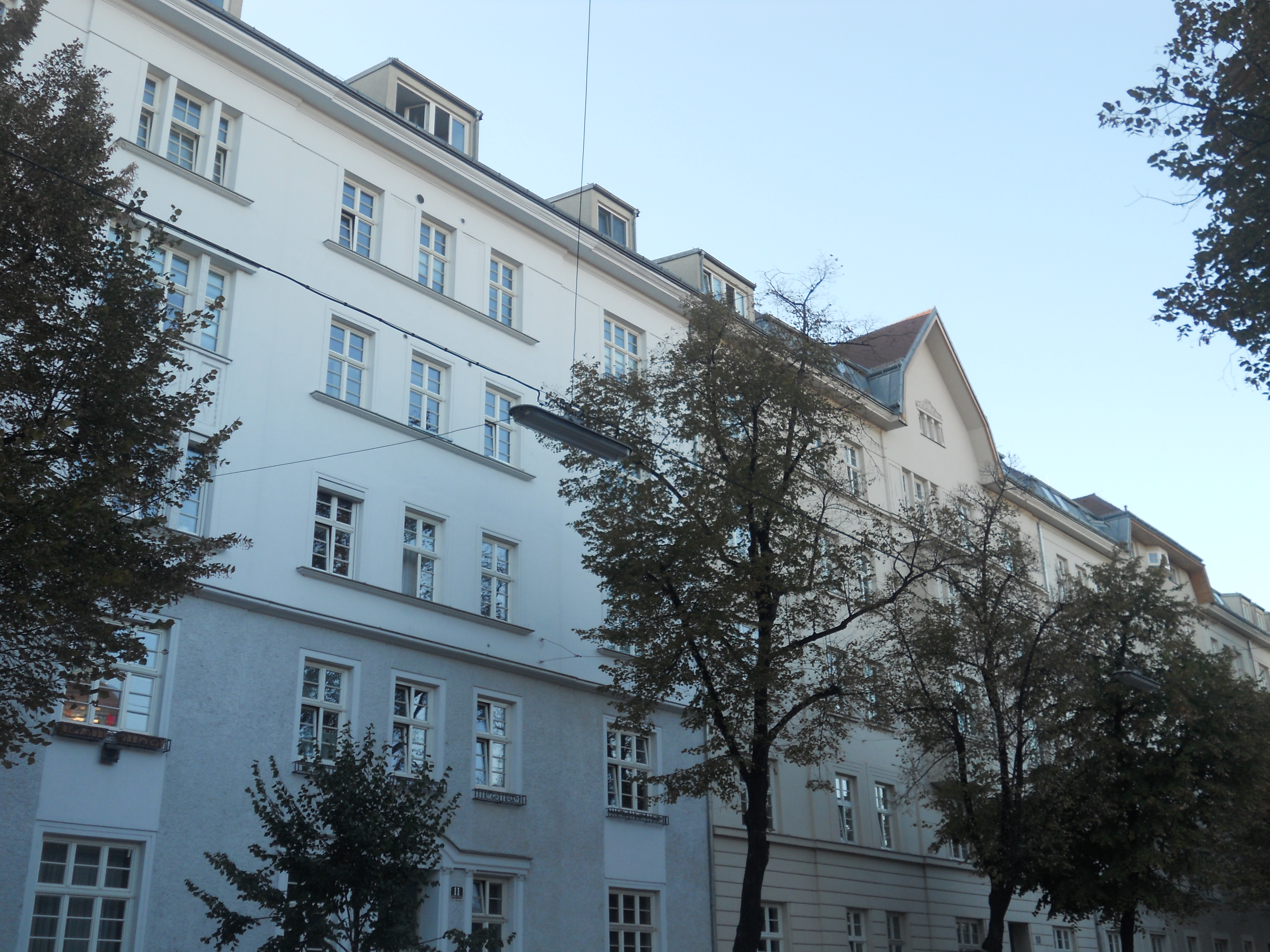
Nr. 11, Teil der Anlage der Städtischen Straßenbahnen
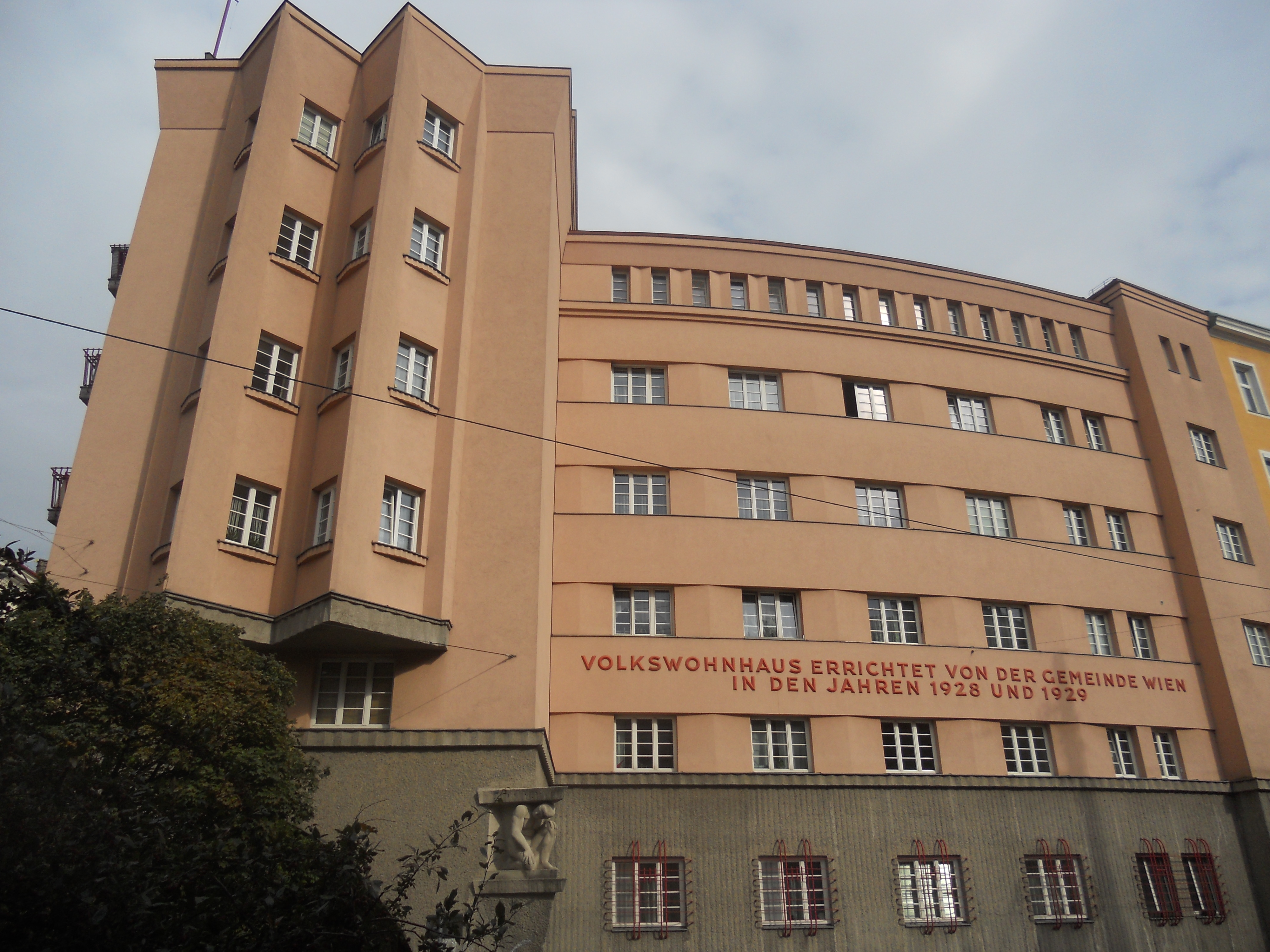
Nr. 10
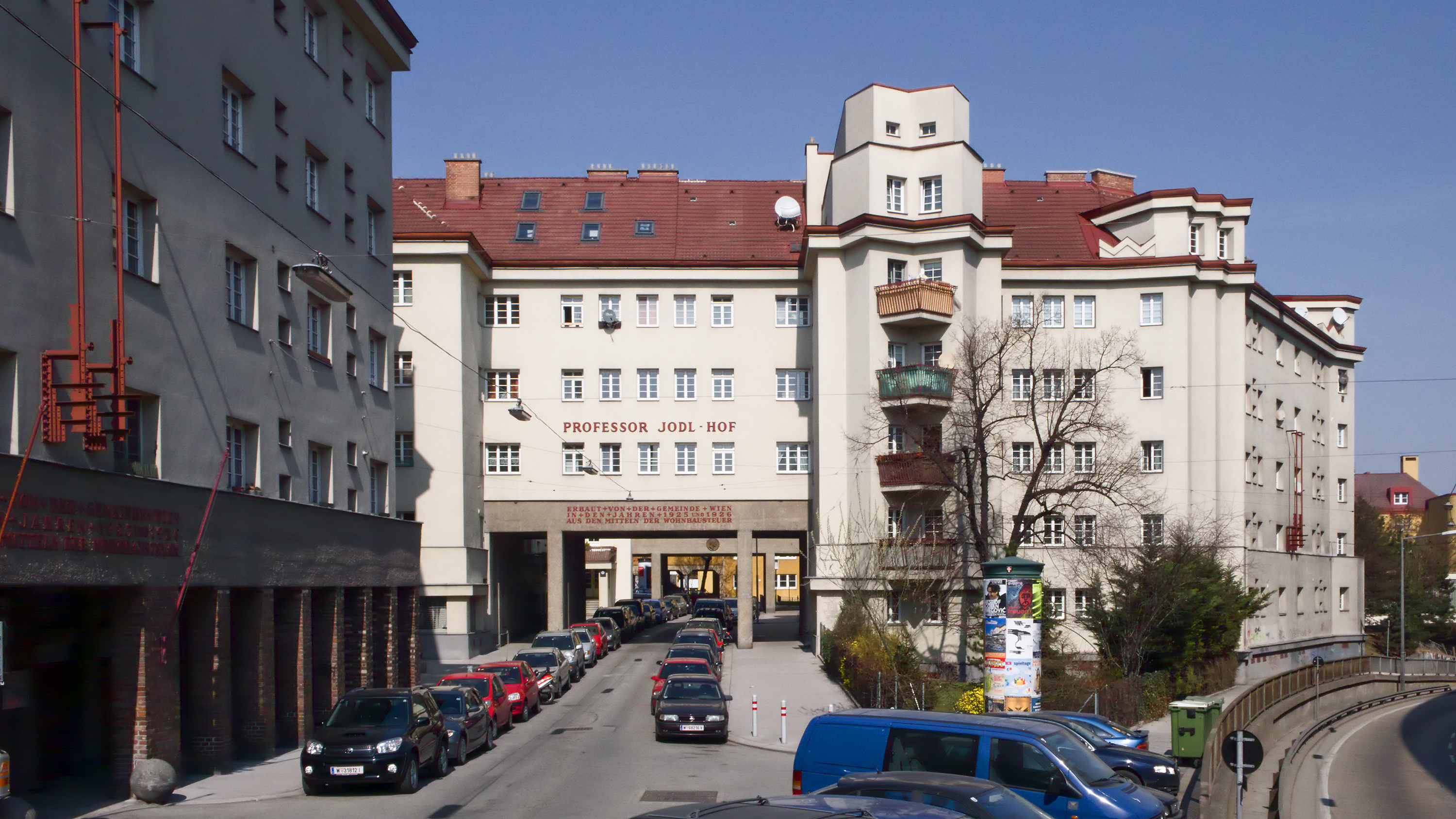
Professor-Jodl-Hof
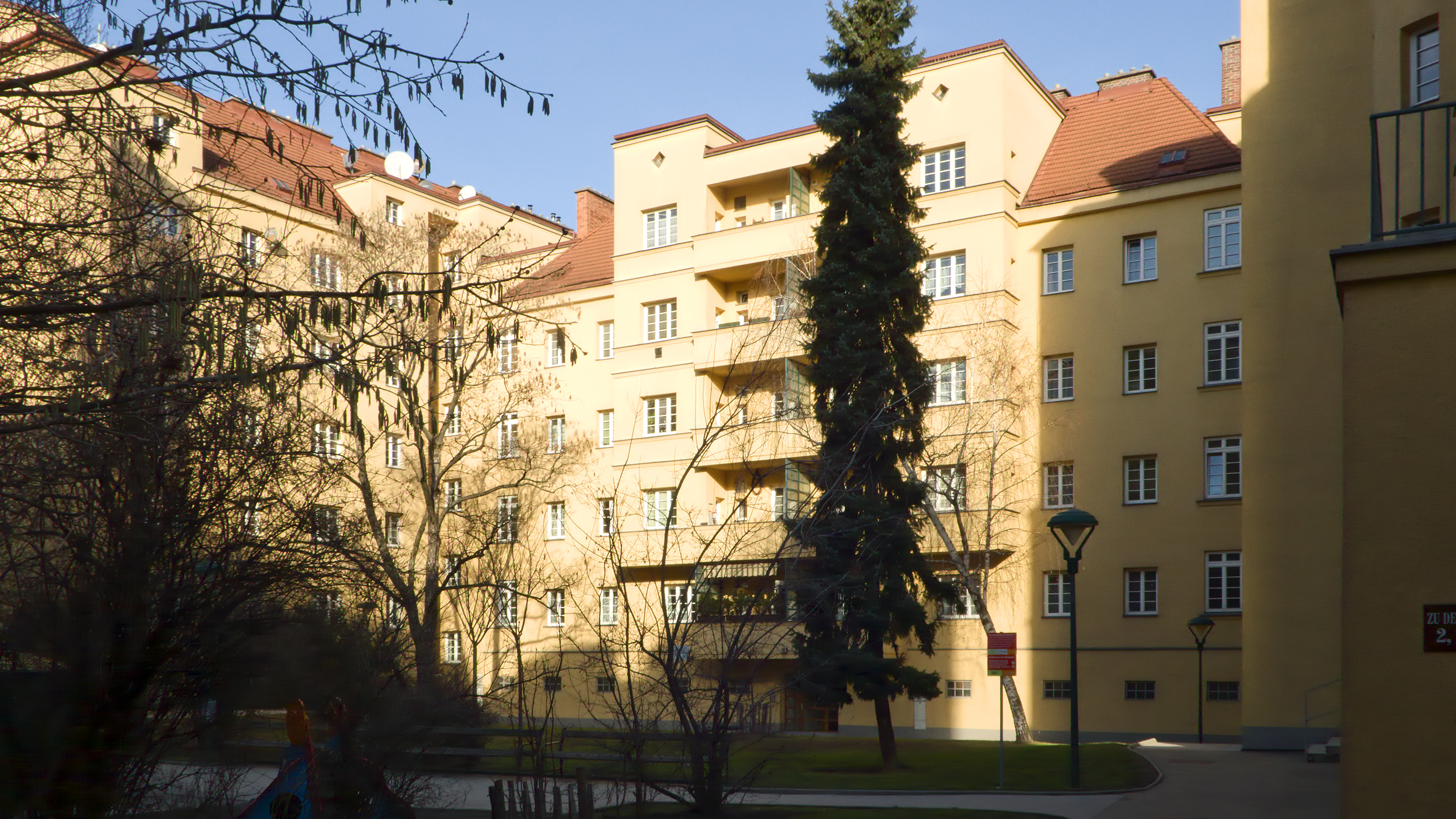
Dittes-Hof

### Währinger Gürtel

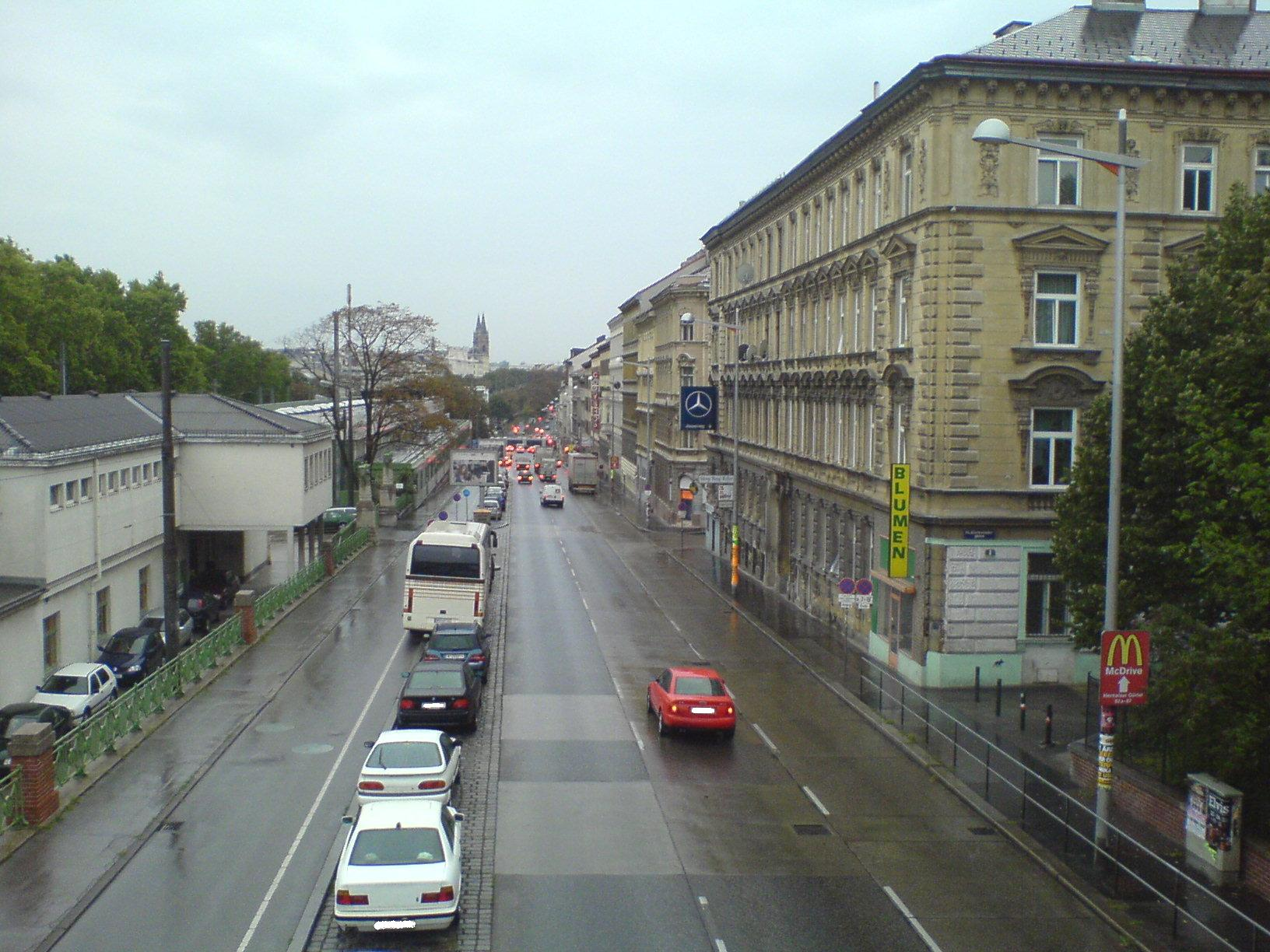
Äußerer Währinger Gürtel in Michelbeuern Richtung Süden, links abgesichert durch die typischen Stadtbahngeländer

Der Währinger Gürtel (9. und 18. Bezirk), benannt 1894, ist der Abschnitt von der Kreuzung Nussdorfer Straße/Döblinger Hauptstraße bis zur Kreuzung Lazarettgasse/Jörgerstraße. Der Abschnitt bei Michelbeuern konnte erst nach der Entfernung des Linienwalls gebaut werden. Vom nördlichen Ende des Abschnitts bis zur Einmündung in die Linie 42 bei der Schulgasse verlaufen auf dem äußeren Gürtel Betriebsgleise der Straßenbahn, die der Verbindung der Linien 37, 38, 40, 41 und 42 mit der Remise dienen. Bis 1989 verkehrte auf diesen Gleisen die Linie 8, die auf ihrem Weg zur Eichenstraße in Meidling dem äußeren Gürtel entlang bis zur Ullmannstraße folgte. Der Baubestand ist uneinheitlich, auf der Währinger Seite wurden einige Straßenzüge schon ab den 1870ern verbaut, besonders in den Nummernbereichen 50, 60, 70 und 80 sind noch historistische Zinshäuser erhalten.
- Währinger Gürtel 18–20 ist die Adresse des großen Allgemeinen Krankenhauses der Stadt Wien / Universitätskliniken, das ab den 1970er Jahren errichtet wurde. Beherrschender Vorgängerbau auf dem Hügel war seit 1852 eine lange Zeit auf dem „Brünnlfeld“ einsam gelegene Irrenanstalt, die spätere Universitätsklinik für Psychiatrie und Neurologie („Klinik Hoff“). Für Einsatzfahrzeuge besteht vom äußeren Gürtel nahe der Volksoper eine unterirdische Zufahrt zum Spital.
- Das Spital wird durch die 1987 neu gebaute U-Bahn-Station Michelbeuern erschlossen, von der Fußgängerstege über den Gürtel in den 9. und den 18. Bezirk bestehen. Zwischen der Station und dem äußeren Gürtel befindet sich der Betriebsbahnhof Michelbeuern der Wiener Linien für Garnituren der U6. Von dort besteht eine Gleisverbindung zur Straßenbahnlinie 42. Auf Nr. 40 befindet sich ein zum Betriebsbahnhof gehöriges Gebäude (ehemals Markthalle und Frachtenbahnhof), das der einzige Teil der Station ist, der noch von Otto Wagner stammt.
- Zwischen den Nrn. 31 und 33 (auf dem Ganserlberg) befindet sich der Anton-Baumann-Park mit dem Währinger Wasserturm.
- Bei Nr. 88 steht am inneren Gürtel neben dem U-Bahn-Viadukt die 1895–1898 von Otto Wagner errichtete Johannes-Nepomuk-Kapelle, Ersatz für die zuvor abgerissene Kapelle beim Tor des Linienwalls im Verlauf der Währinger Straße.
- Auf Nr. 97–99 befand sich 1873–1945 das Rothschild-Spital, seit 1942 SS-Spital, das nach Bombenschäden und kurzer Nachnutzung abgetragen und 1960–1963 durch das von Karl Schwanzer entworfene Wirtschaftsförderungsinstitut (WIFI) ersetzt wurde.
- Auf Nr. 106–108 steht ein repräsentativer späthistoristischer Zinshauskomplex aus dem Ende des 19. Jahrhunderts mit behelmten Eckerkern.
- Zur Elektrifizierung der Stadtbahn in den 1920ern wurde auf Höhe von Nr. 112 die Umformerstation (Trafostation) Thury errichtet.
- An der Kreuzung mit der Währinger Straße befinden sich die U-Bahn-Station Währinger Straße-Volksoper und das 1898 eröffnete Kaiserjubiläums-Stadttheater, die heutige Volksoper Wien. Die aus der Währinger Straße kommende Straßenbahnlinie 42 folgt ab hier dem äußeren Gürtel bis zur Kreuzgasse.
- An der Adresse Währinger Gürtel 131 (Ecke Marsanogasse) befindet sich die Abstellanlage („Remise“) Währing der Straßenbahn.
- An den Adressen Nr. 135, 137 und 139 befindet sich eine Zinshausgruppe in den Formen des Heimatstils.
- Am nördlichen Ende des Abschnitts befindet sich die U-Bahn-Station Nussdorfer Straße.

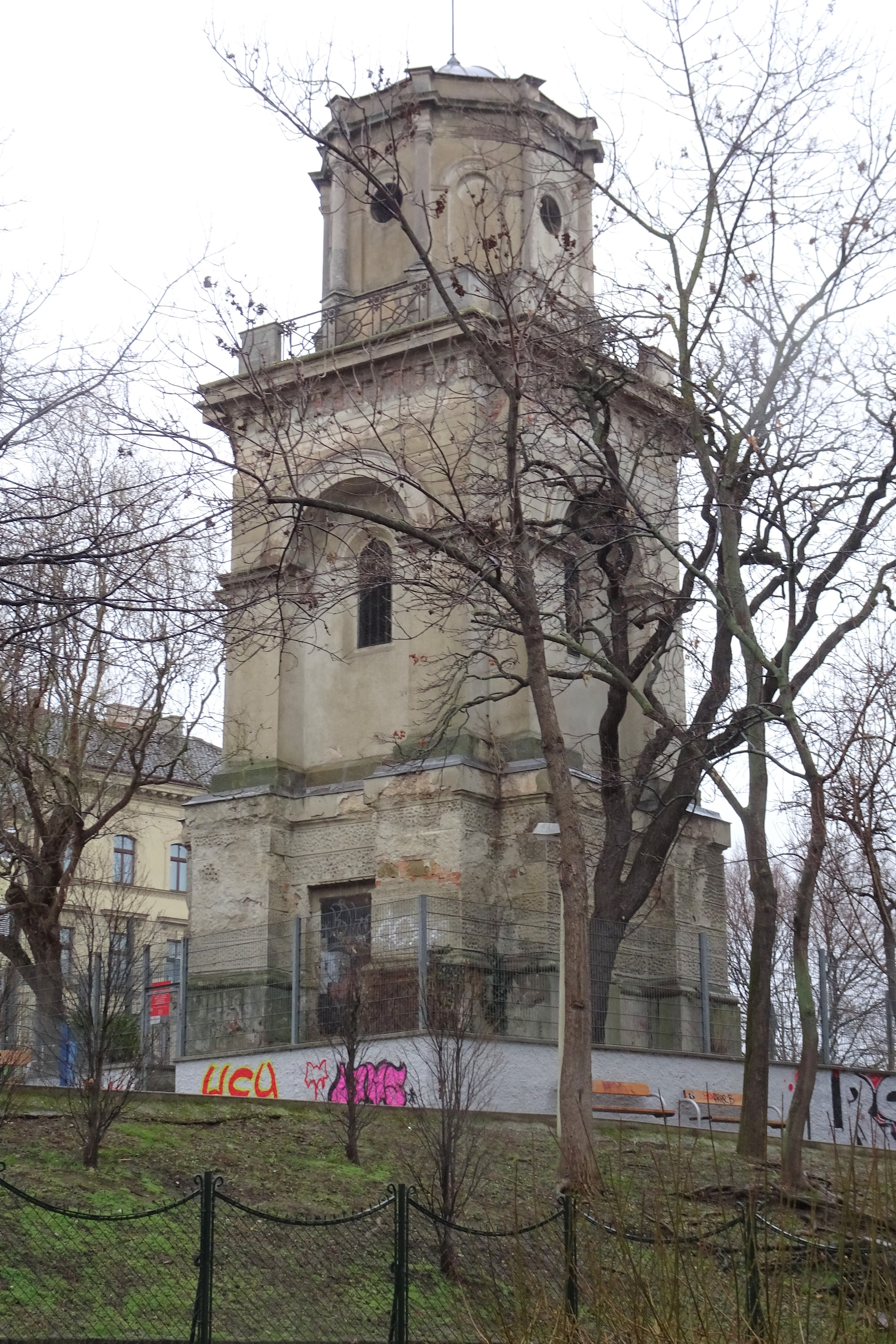
Der Währinger Wasserturm
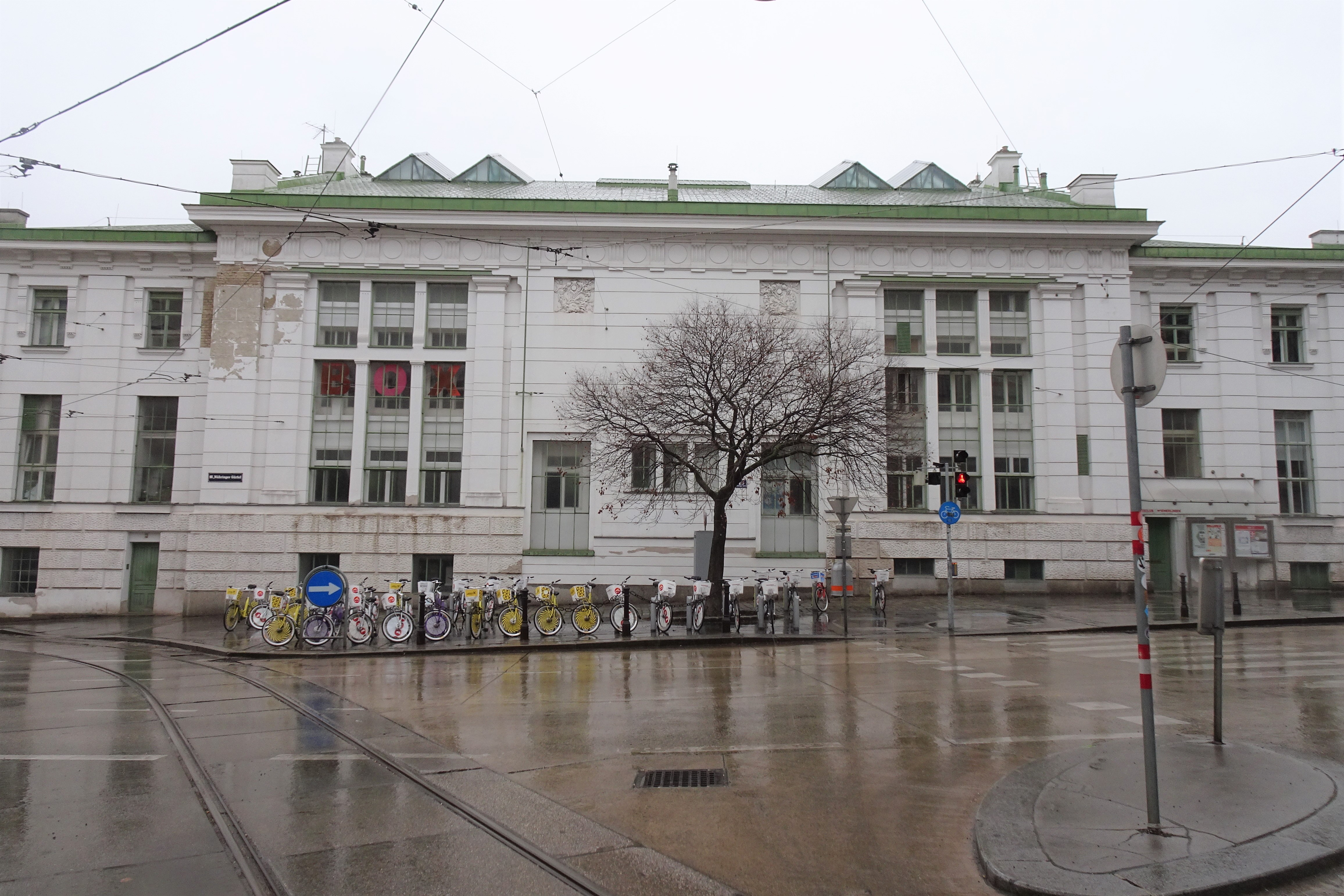
Die ehemalige Markthalle auf Nr. 40
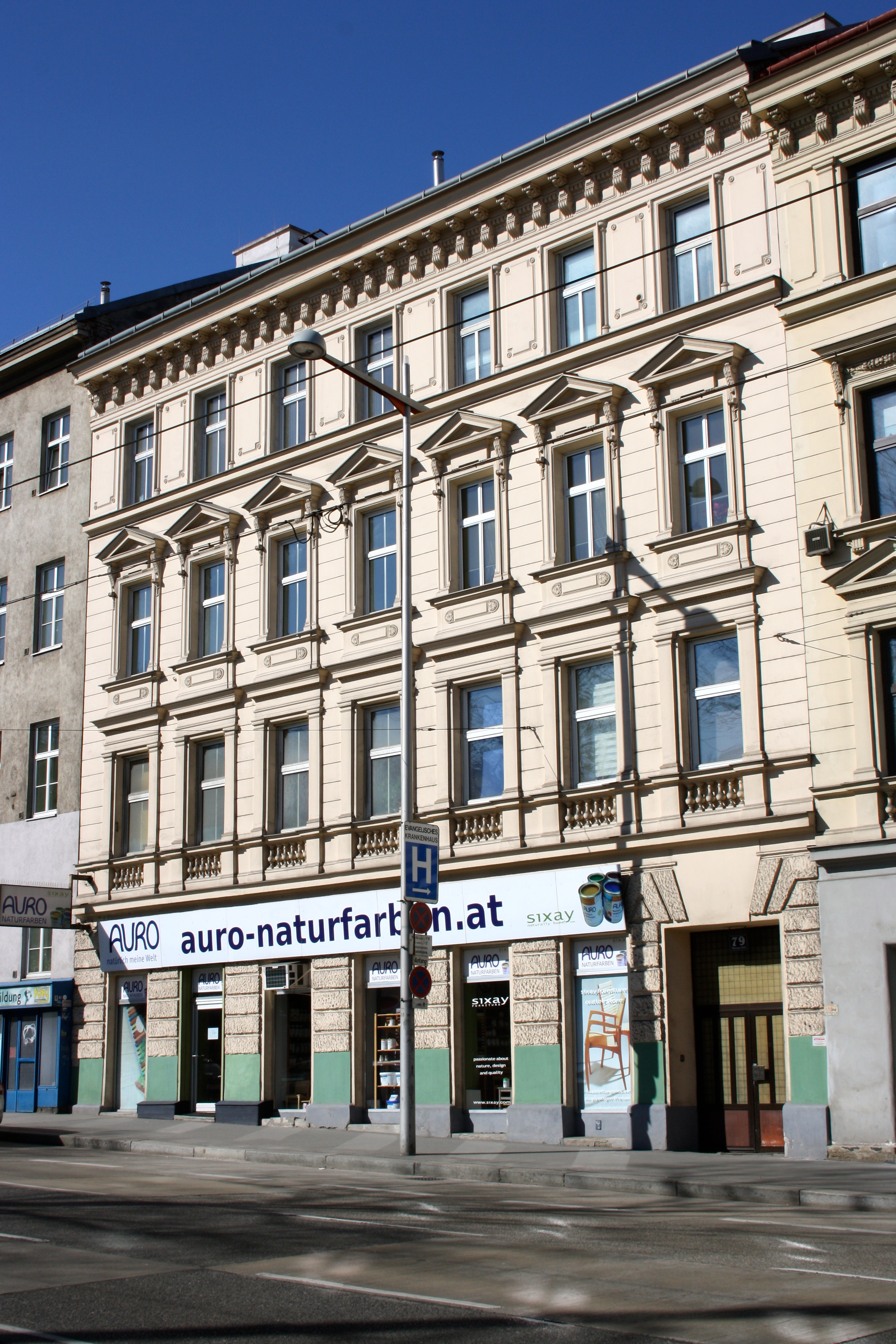
Nr. 79, Beispiel eines historistischen Zinshauses aus der Zeit um 1880
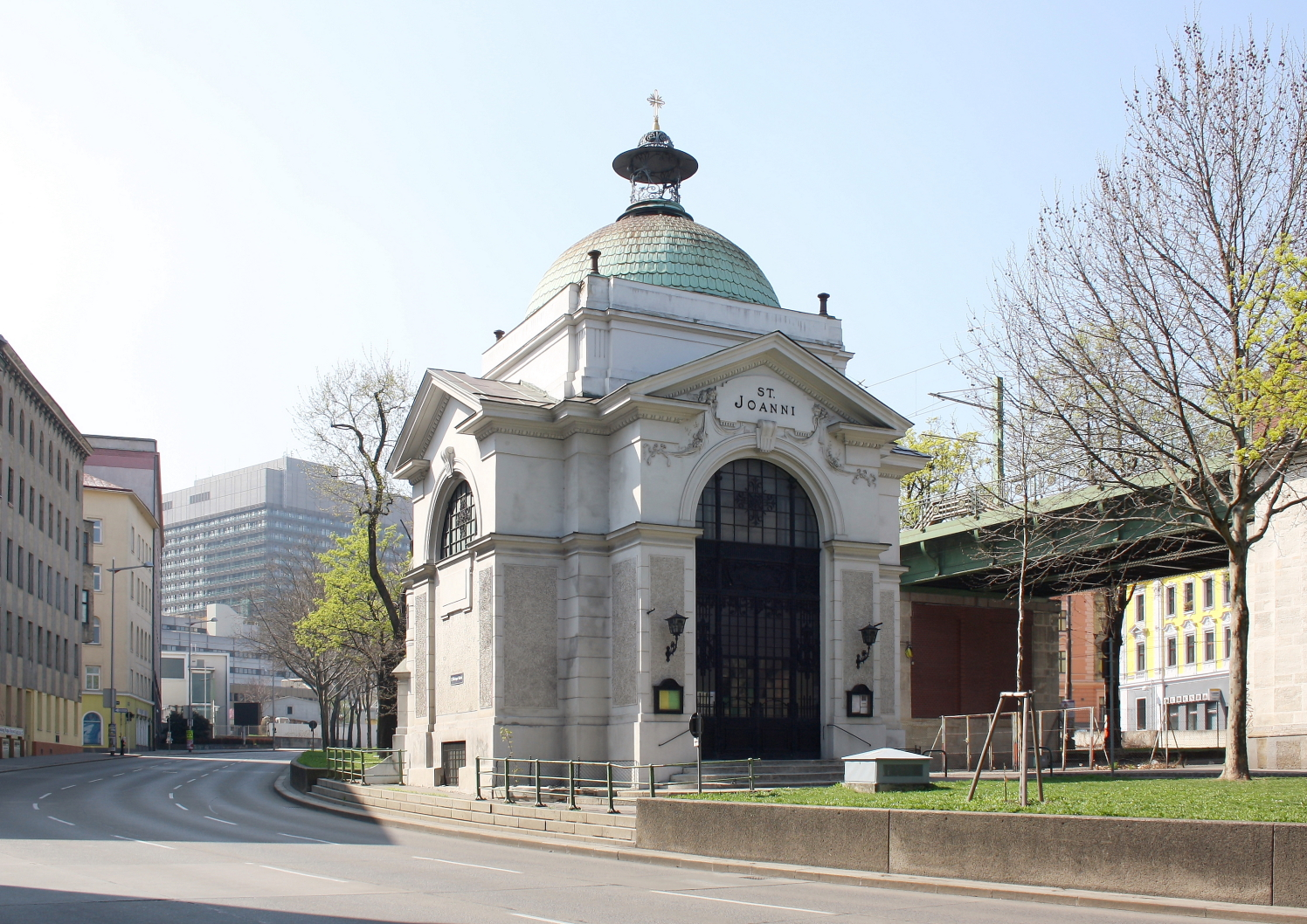
Die Nepomukkapelle, im Hintergrund einer der Bettentürme des AKH
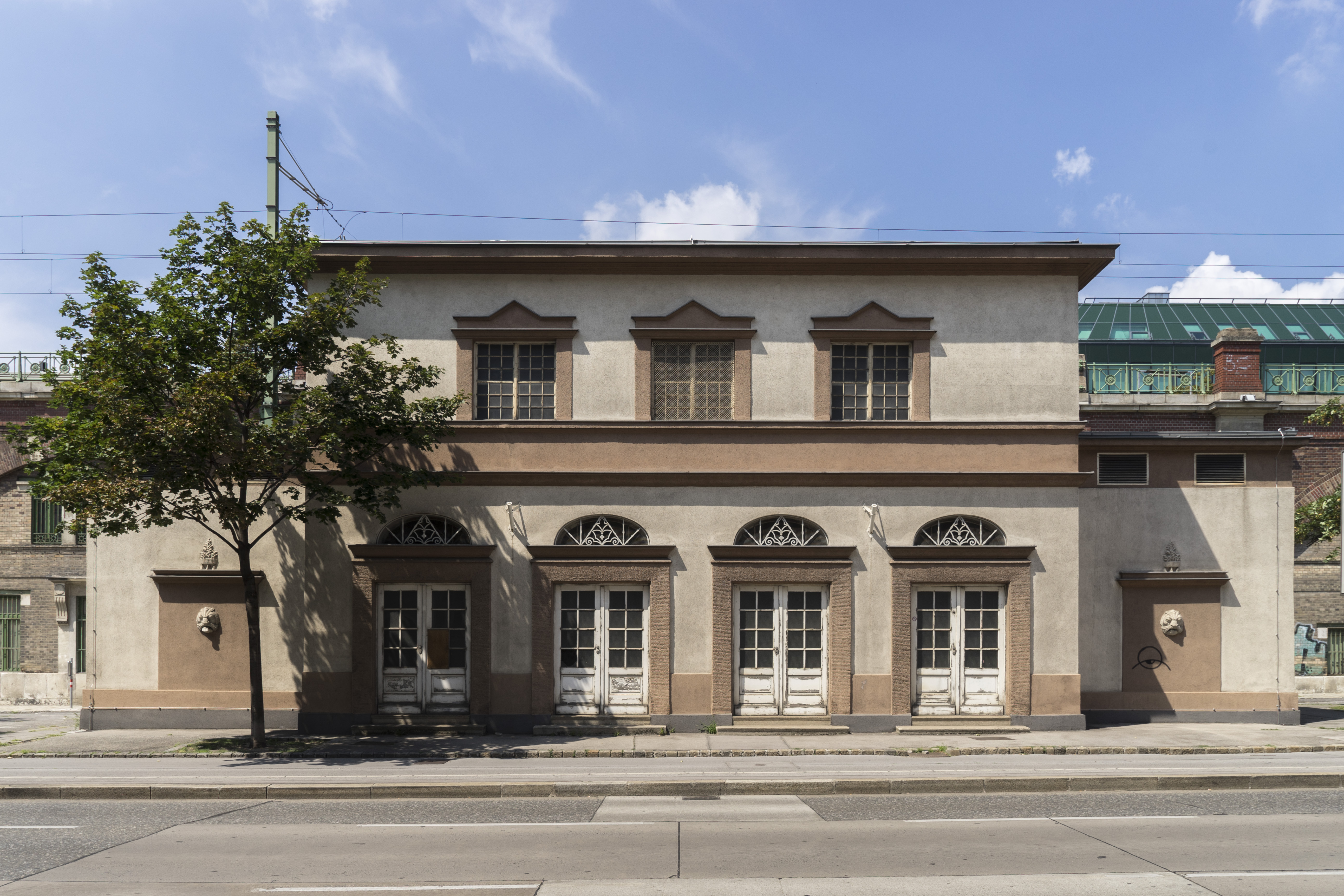
Trafostation Thury
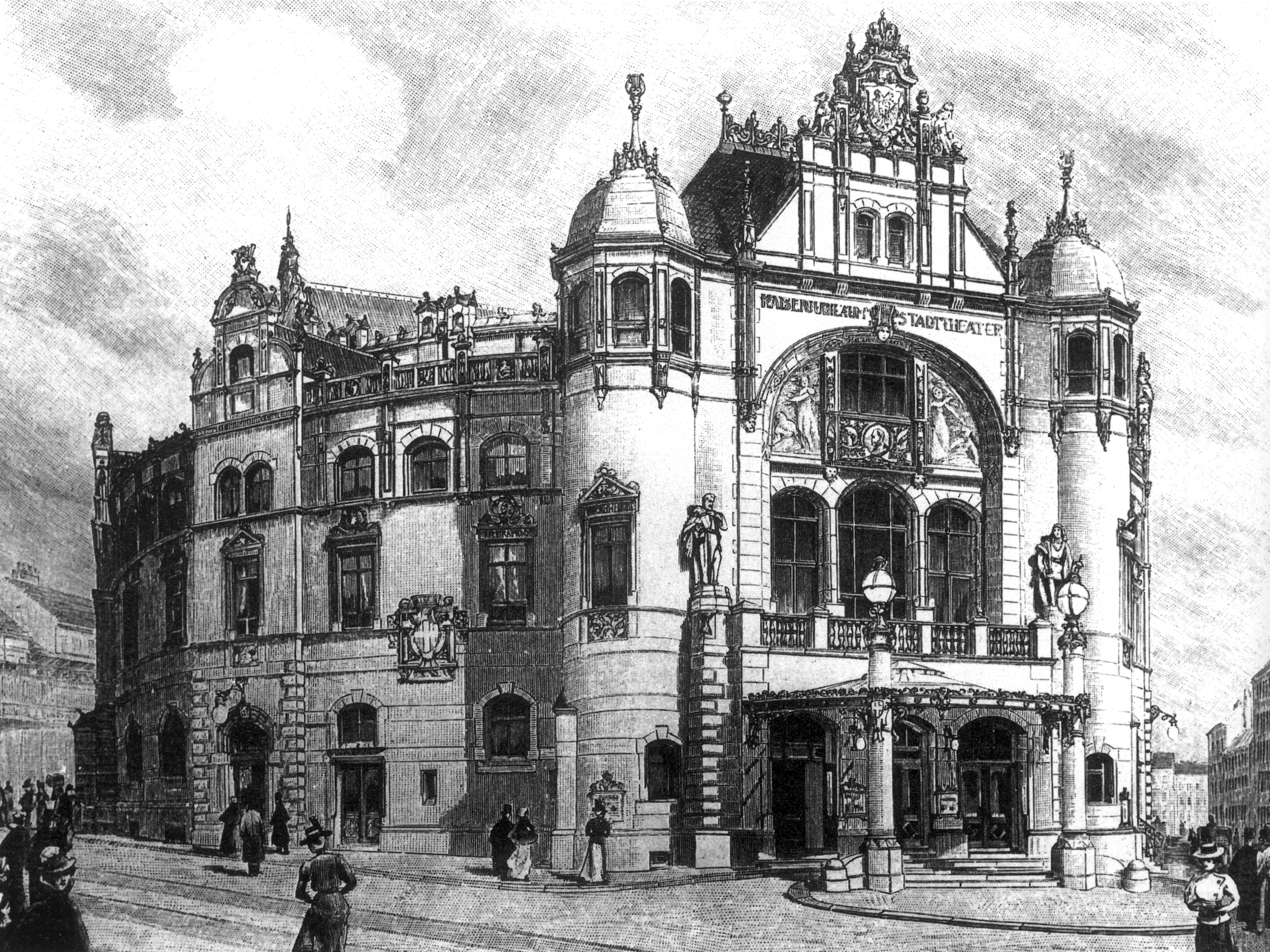
Das Kaiserjubiläums-Stadttheater von 1898, heutige Volksoper
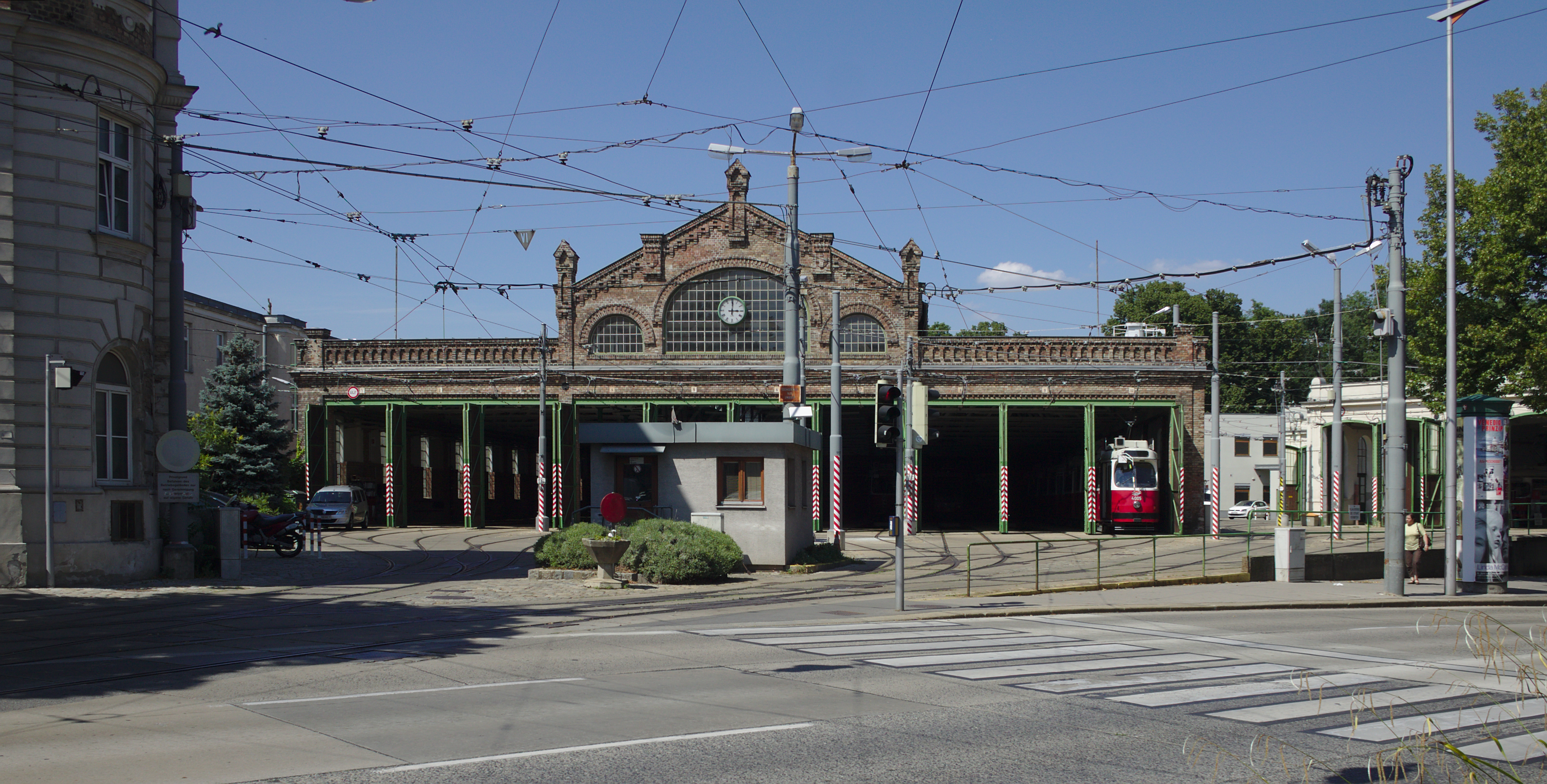
Straßenbahnhof Gürtel

### Hernalser Gürtel
Der Hernalser Gürtel (8., 9. und 17. Bezirk), benannt 1904, reicht von der Kreuzung Lazarettgasse/Jörgerstraße bis zur Querung Uhlplatz/Friedmanngasse. Repräsentative Gebäude gibt es ausschließlich an der Innenseite, die äußere Seite ist von vorstädtischem Historismus geprägt.
- Bei der U-Bahn-Station Josefstädter Straße (Straßenbahnlinien 2 und 33) grenzt im 8. Bezirk der Uhlplatz mit der Breitenfelder Kirche, dem heiligen Franz von Assisi („Franz Seraphicus“) gewidmet, an den inneren Gürtel an. Sie wurde von Alexander Wielemans entworfen und 1898 geweiht.
- Der Nicoladoni-Hof auf Nr. 2 (Uhlplatz 4) wurde 1908 von Arnold Karplus gebaut, die Fassade wurde später allerdings vereinfacht.
- Das Gebäude auf Nr. 6–12, das ehemalige k.u.k. Garnisonsgericht und ab 1920 Landesgericht für Strafsachen II („Zwarer Landl“, „Zweier Landl“) in Wien, ist heute Sitz des Fremdenpolizeilichen Büros der Landespolizeidirektion Wien und des PAZ Hernalser Gürtel. Der gut zur Stadtbahnarchitektur passende Bau wurde 1907 / 1908 nach Plänen von J. E. Swietiwy[12] errichtet.
- An der Kreuzung Alser Straße/Ottakringer Straße quert die Straßenbahnlinie 44 den Gürtel.
- Auf Nr. 26 befindet sich einer der wenigen Gemeindebauten am Westgürtel, er wurde 1930 von Josef Berger und Martin Ziegler in einem der Periode entsprechenden sachlichen Stil gebaut.
- Auf Nr. 28 befindet sich das Hygiene-Institut (Hauptadresse in der Kinderspitalgasse), das 1905–1908 von Ludwig Tremmel in einem barockisierend-secessionistischen Repräsentationsstil erbaut wurde.
- Die U-Bahn-Station Alser Straße gegenüber dem Haus Hernalser Gürtel 43–47, als Stadtbahnstation 1898 eröffnet, wurde auf dem Grundstück gebaut, auf dem sich zuvor seit dem Biedermeier „Ungers Kasino“ befunden hatte. Hier gaben Johann Strauß Vater (letzter öffentlicher Auftritt am 16. September 1849), Johann Strauß Sohn und dessen Brüder Josef und Eduard vielbesuchte Konzerte. Von 1861/1864 an als „Casino Elterlein“ betrieben, musste das Vergnügungsareal 1895 dem Stadtbahnbau weichen.

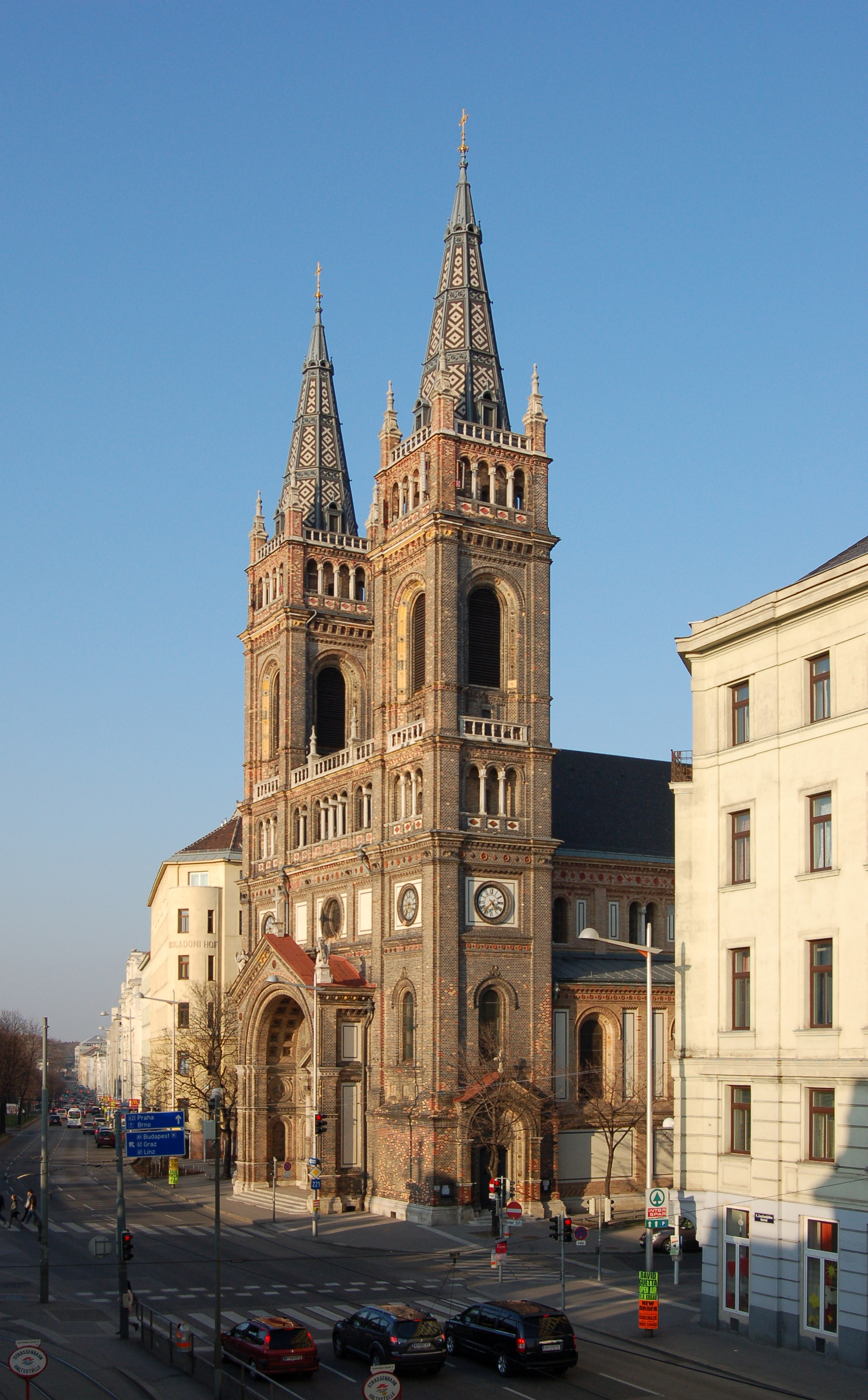
Breitenfelder Pfarrkirche
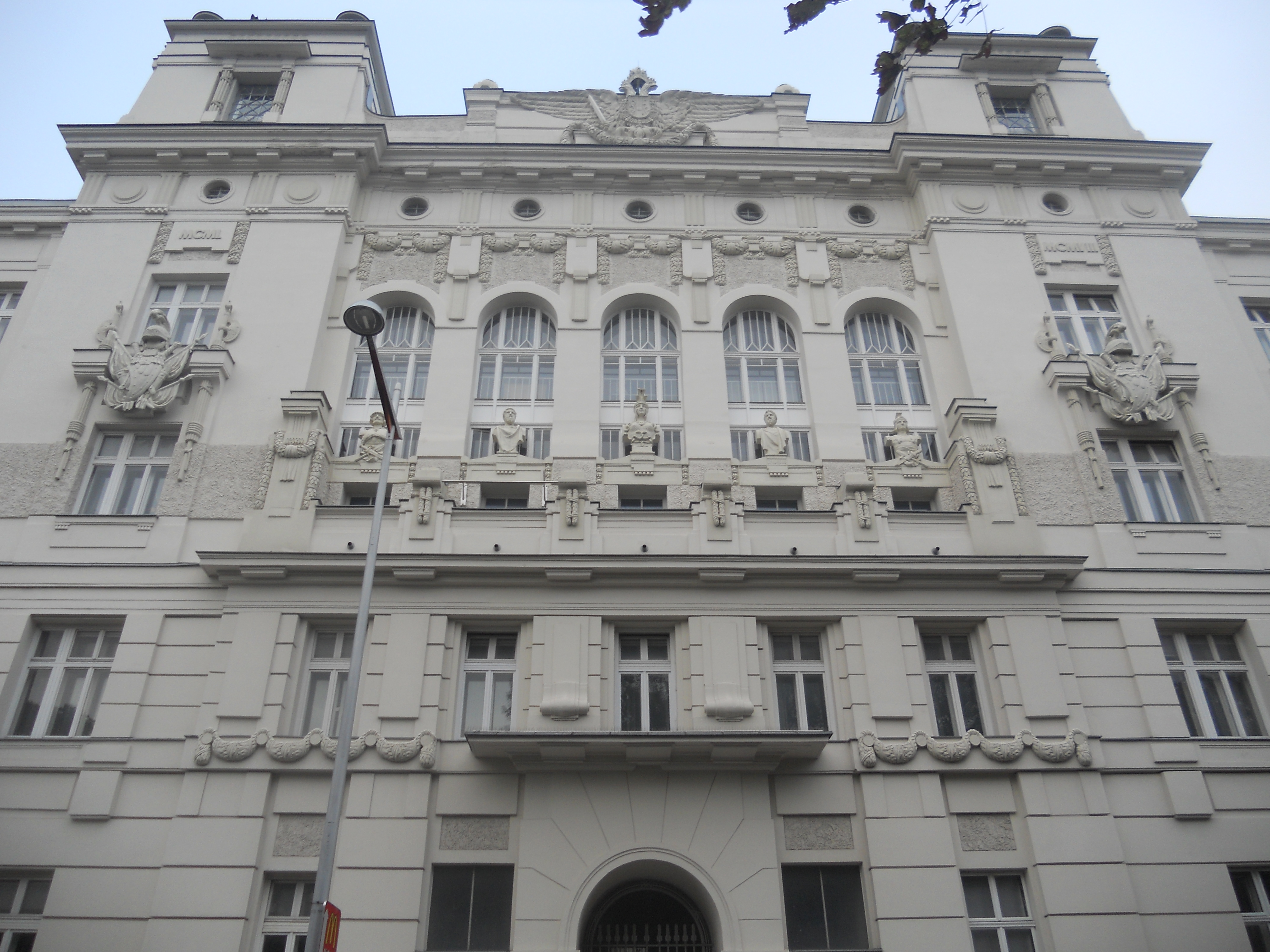
Polizeigebäude
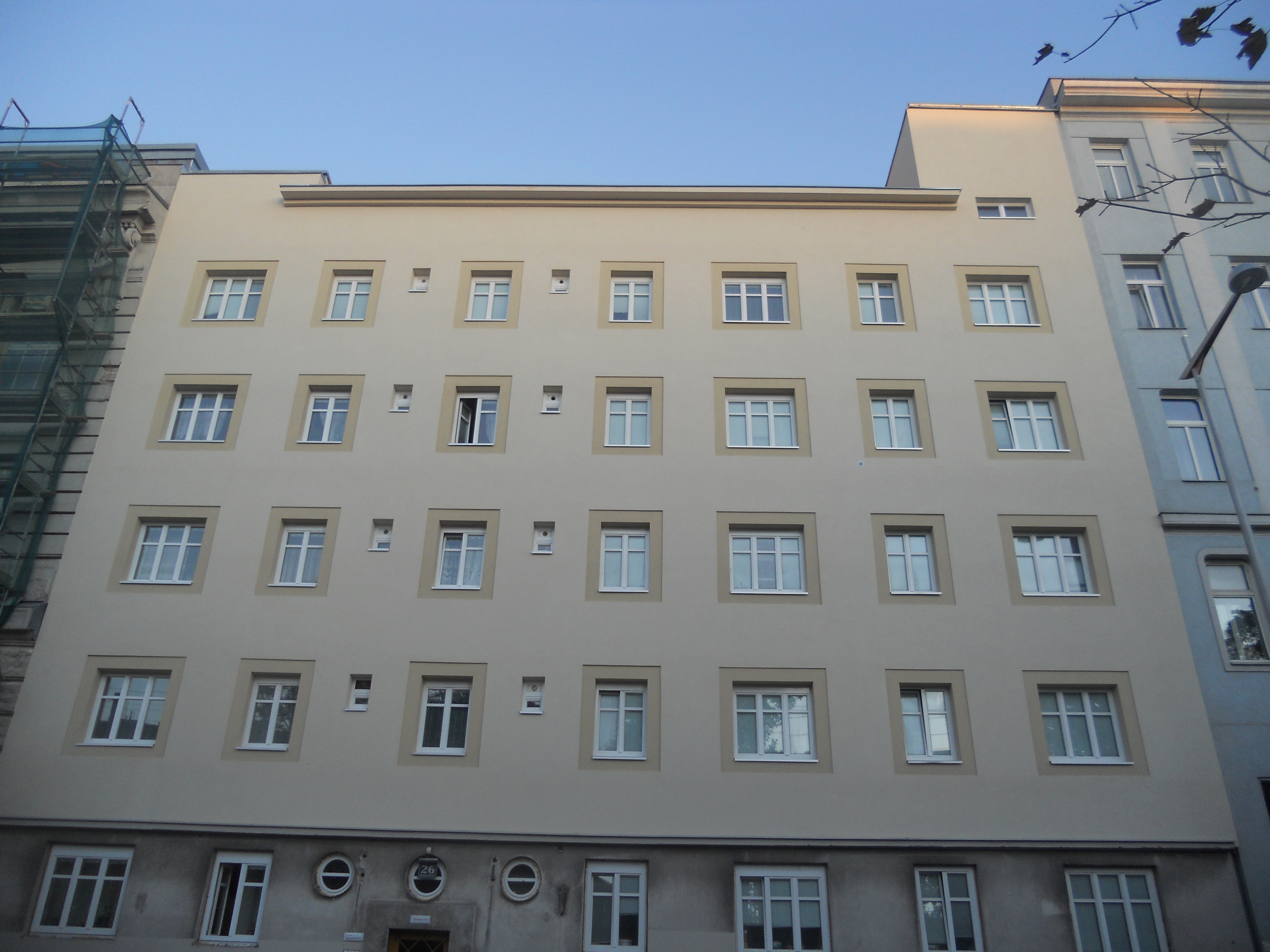
Gemeindebau auf Nr. 26
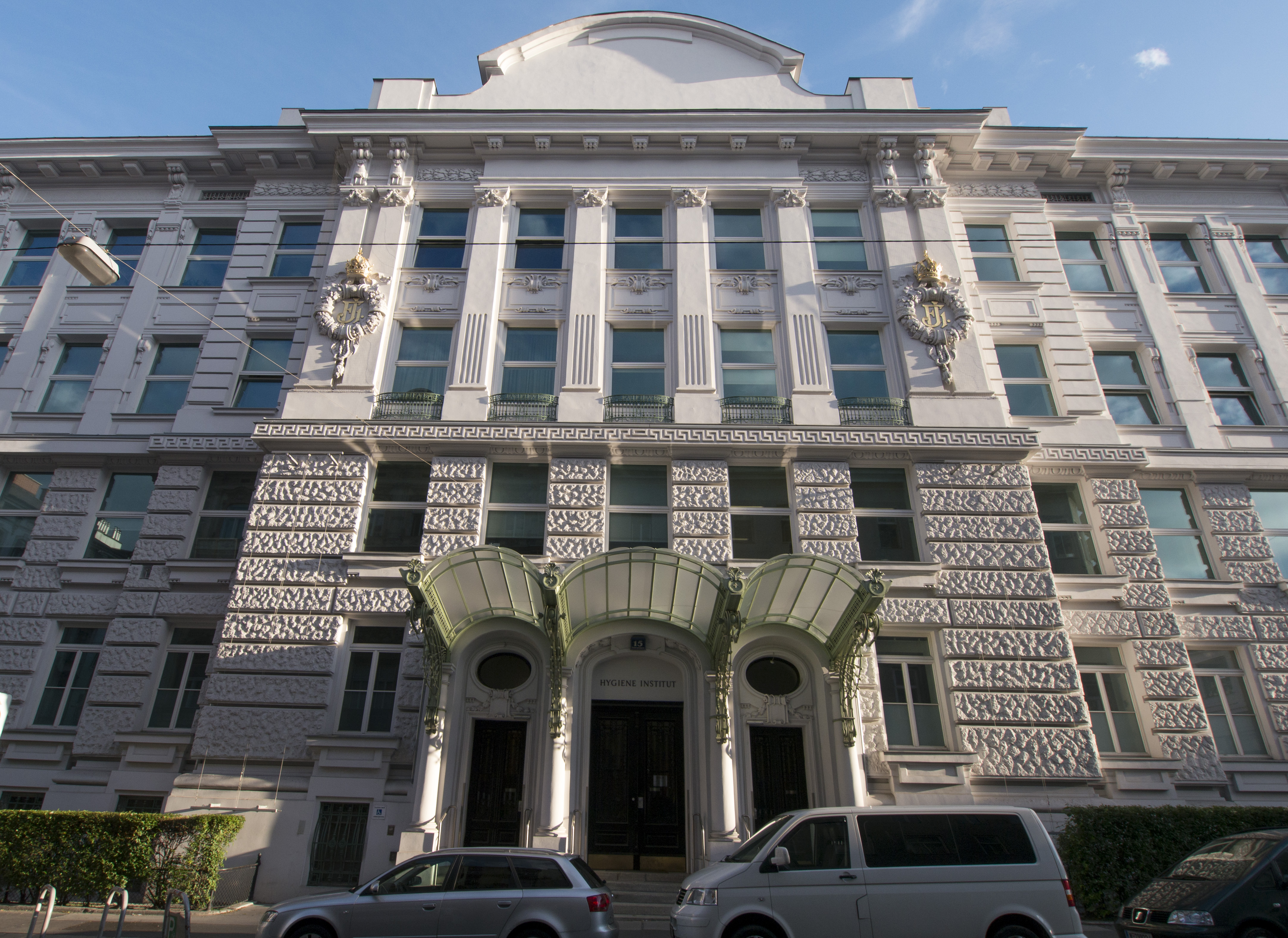
Hygiene-Institut
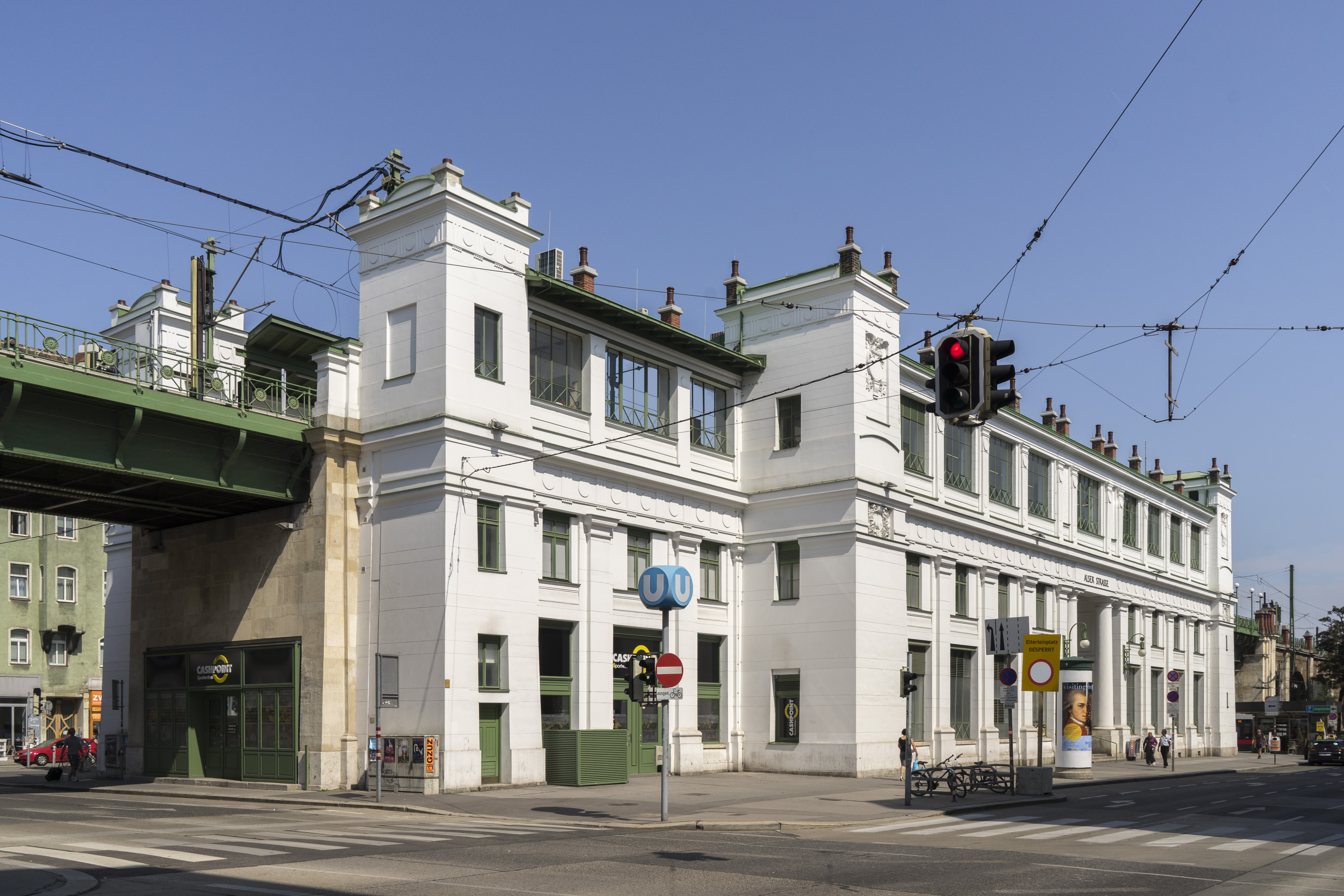
U-Bahn-Station Alser Straße am Hernalser Gürtel, innerer Gürtel, Blick nach Norden

### Lerchenfelder Gürtel
Der Lerchenfelder Gürtel (7., 8. und 16. Bezirk), benannt 1883, ist der Abschnitt von der Querung Uhlplatz/Friedmanngasse, bis zur Kreuzung Burggasse/Gablenzgasse (B223).
- Bei der Kreuzung Lerchenfelder Straße/Thaliastraße (Straßenbahnlinie 46) befindet sich die erst 1980 gebaute U-Bahn-Station Thaliastraße.
- Das repräsentative Eckhaus mit behelmten Eckerker auf Nr. 35 (Thaliahof) aus dem Jahr 1892 von Karl Mayreder steht an der Stelle des alten Thaliatheaters.
- Nr. 45 ist ein monumentaler späthistoristisch-secessionistischer Zinshausbau aus dem Jahr 1904 von Karl J. Schmidt.
- Nr. 48 ist ein Bau aus dem Jahr 1882 von Jakob Modern, der in altdeutschen Formen gehalten ist. Die Ladenfront auf der anderen Seite Richtung Blindengasse steht unter Denkmalschutz.
- Das späthistoristisch-secessionistische Gebäude auf Nr. 54 steht auf drei Seiten frei und stammt aus dem Jahr 1911 von Hans Schneider.
- Die Kreuzung Josefstädter Straße und (etwas versetzt) Neulerchenfelder Straße, die gegenwärtig von der Straßenbahnlinie 2 befahren wird, weist auf der äußeren Seite noch eine alte vorstädtische Bebauung auf, insbesondere das Ende des 18. Jahrhunderts entstandene Gasthaus Zum Goldenen Pelikan (heute Weinhaus Sittl) auf Nr. 51. Damit kontrastiert ein repräsentatives späthistoristisches Zinshaus auf Nr. 53 aus dem Jahr 1904 (Adler-Hof, nicht zu verwechseln mit dem gleichnamigen Durchhaus im 7. Bezirk).
- Auf Nr. 57, von der Straße etwas abgesetzt, ist das 1876 entstandene strenghistoristische Yppenheim, ursprünglich eine Außenstelle des Invalidenhauses. Das Gebäude und der nahegelegene Yppenplatz sind Namensgeber des Yppenviertels.
- Einen ganzen Häuserblock auf Nr. 70 nimmt der 1900 von Ignaz Sowinsky für die Windhagsche Stiftung gebaute Zinshauskomplex ein.

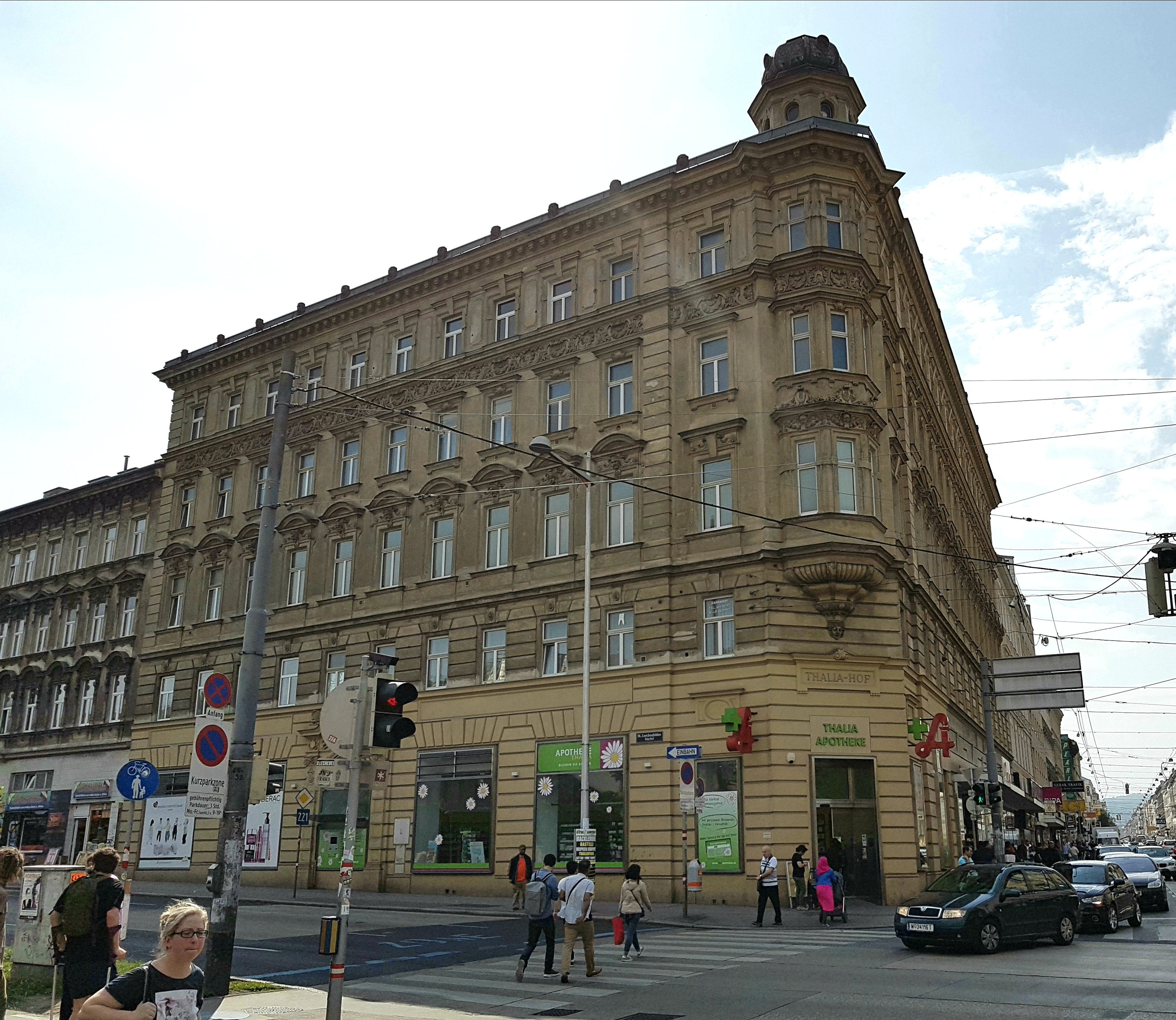
Thaliahof auf Nr. 35
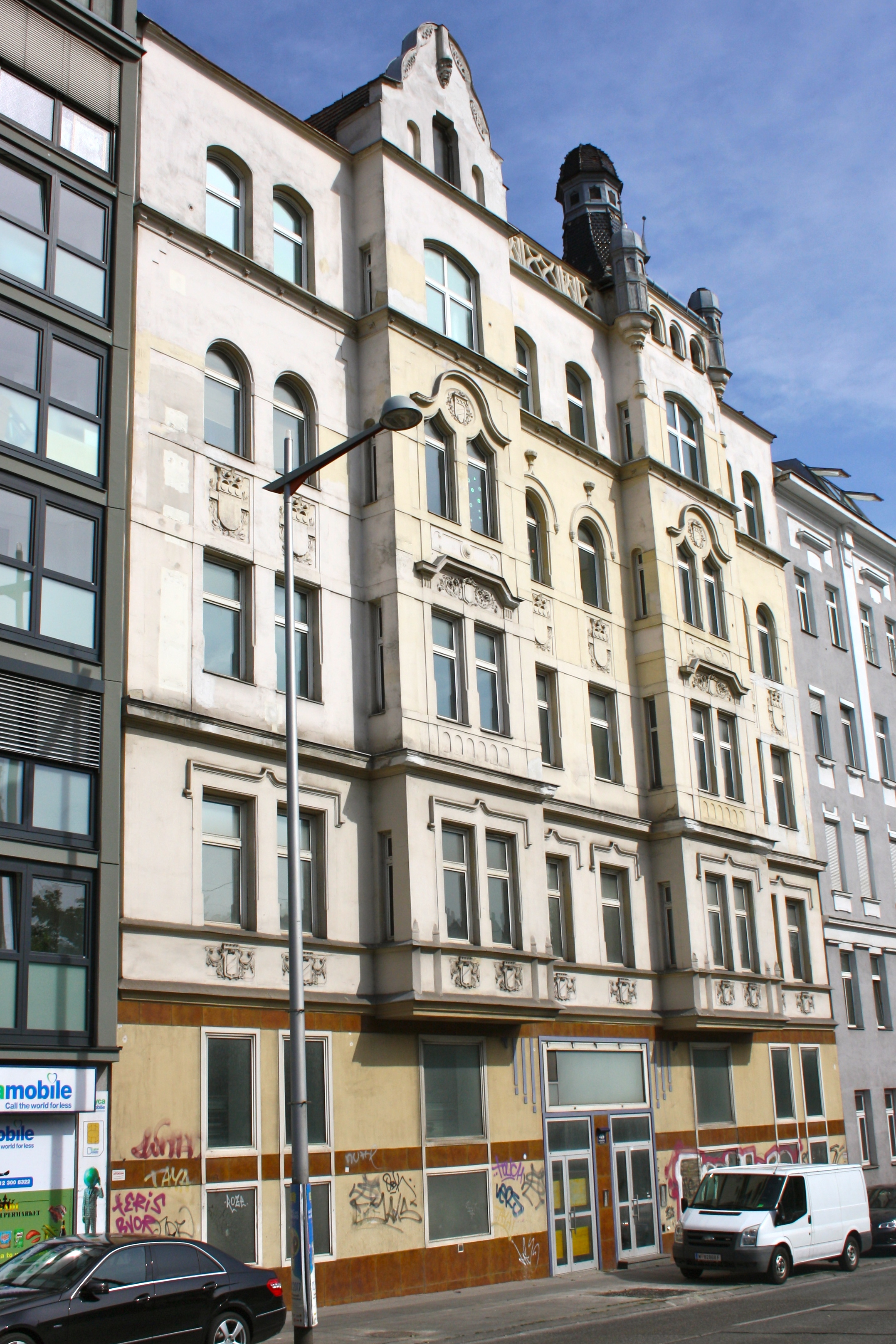
Nr. 48
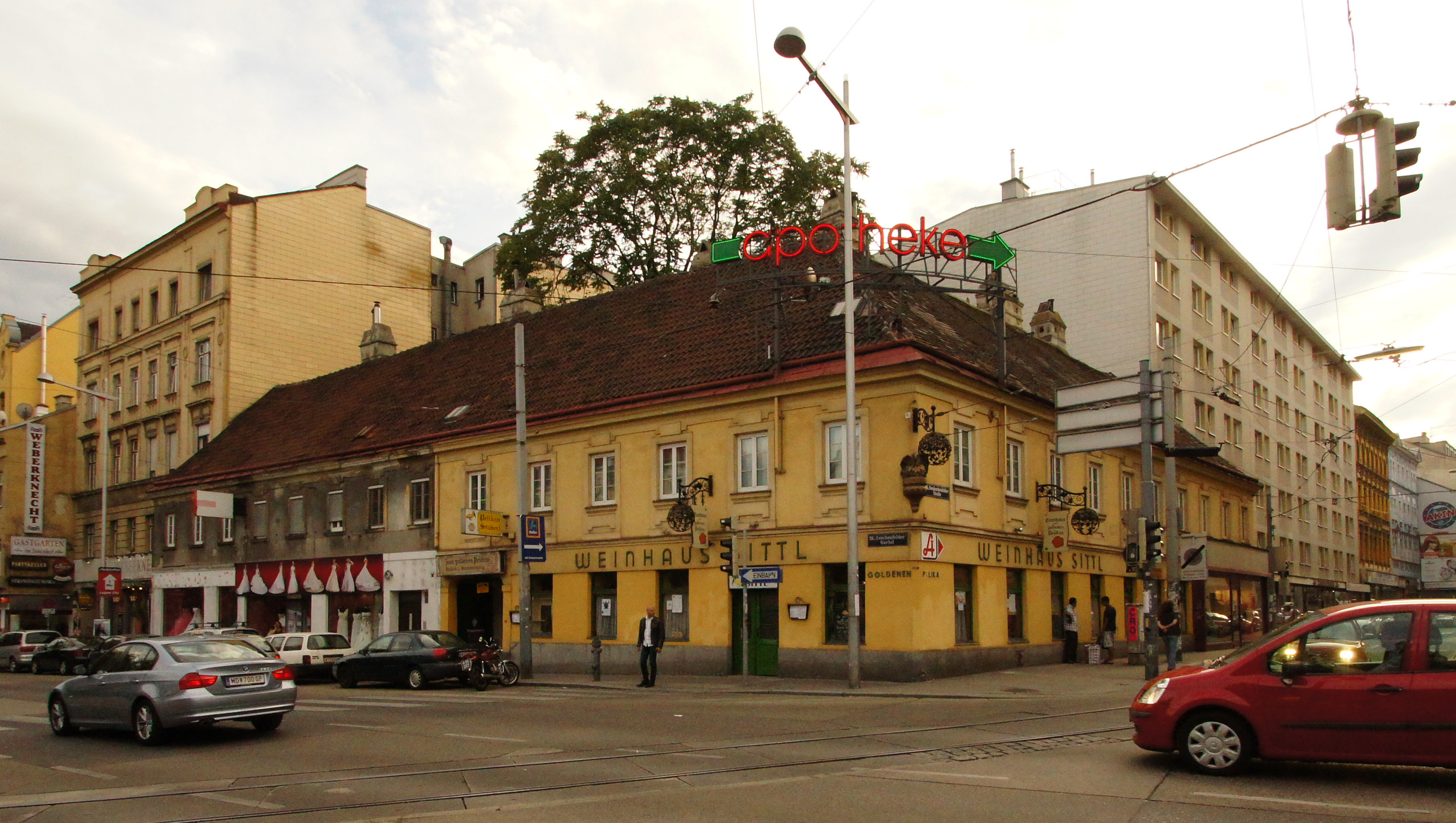
Weinhaus Sittl, ehem. Gasthaus Zum goldenen Pelikan auf Nr. 51
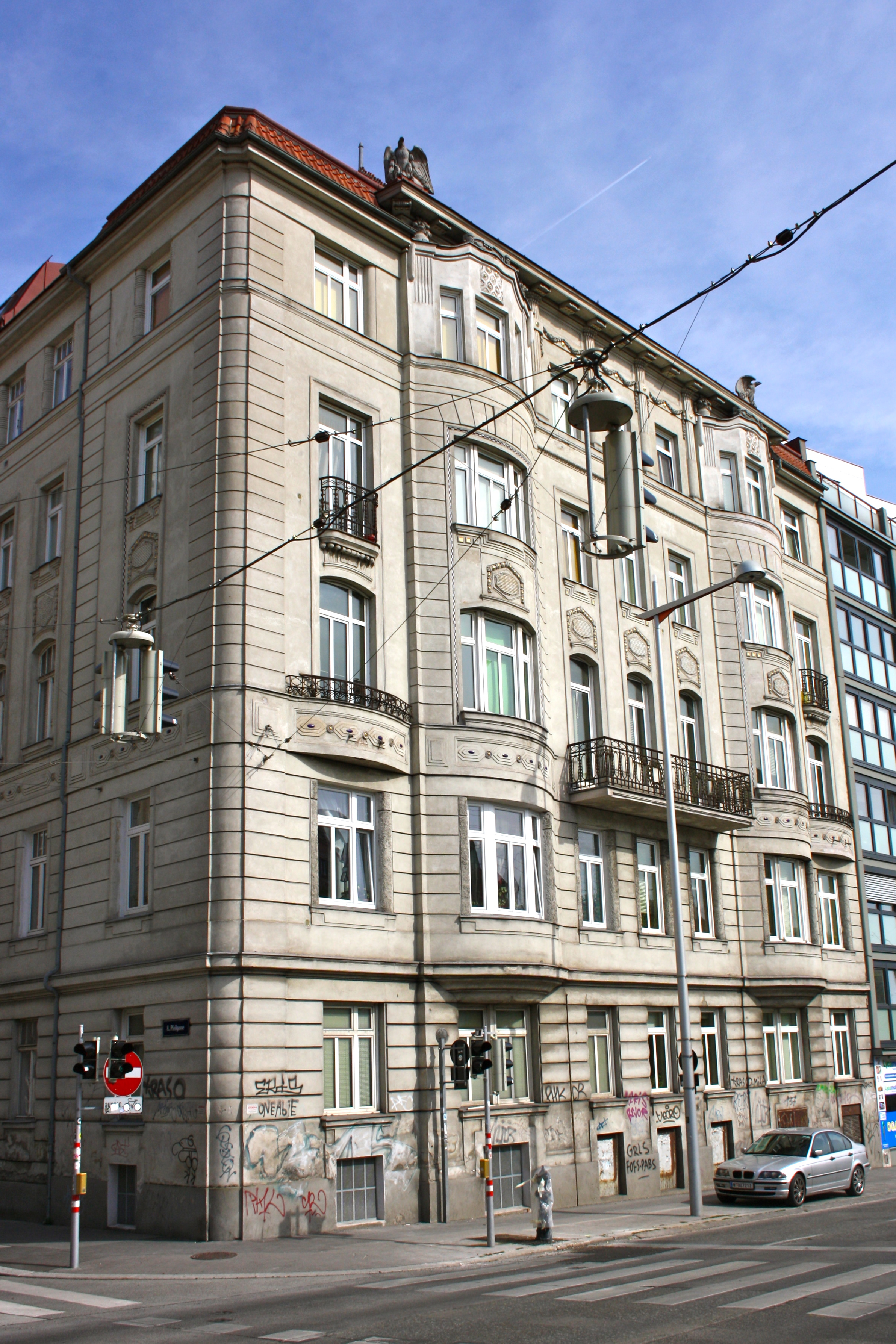
Nr. 54
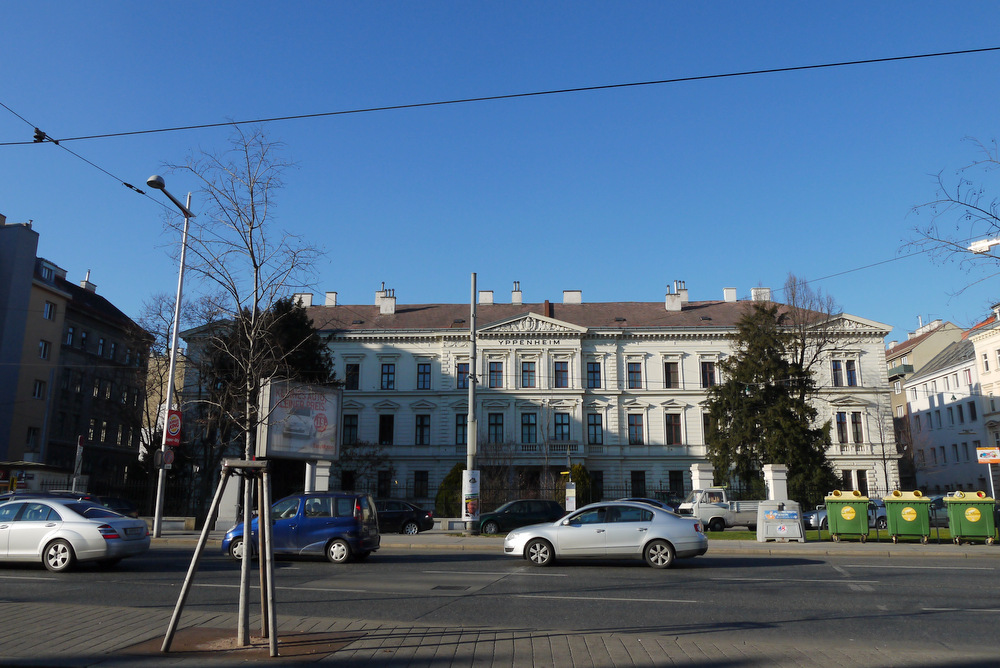
Das Yppenheim auf Nr. 57

### Neubaugürtel

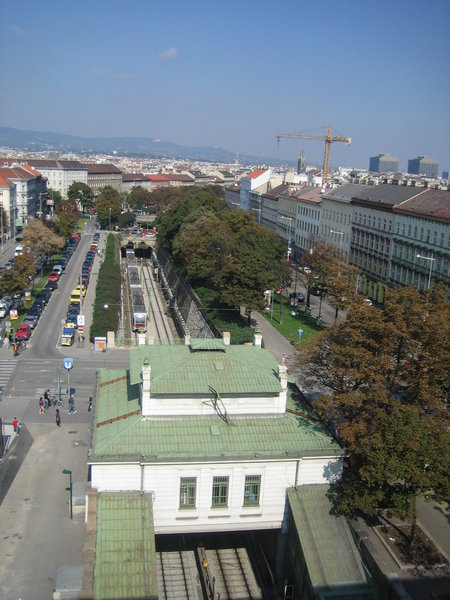
Station Burggasse-Stadthalle der Linie U6, Blick nach Norden

Der Neubaugürtel (7. und 15. Bezirk), benannt 1864/1869, reicht von der Kreuzung Burggasse/Gablenzgasse, bis zur Mariahilfer Straße (Straßenbahnlinien 6, 9, 18 auf einem Teil des Abschnitts). Die Grenze zwischen 7. und 15. Bezirk verlief bis 1905 einen Häuserblock östlich des Gürtels.
- Das repräsentative späthistoristische Gebäude auf Nr. 2 mit abgerundeter überkuppelter Ecke ist das Eckhaus zur inneren Mariahilfer Straße, es wurde 1899 erbaut und beherbergt das Café Westend.
- Durch seine ebenfalls überkuppelte Eckrundung darauf bezogen ist das 1911 erbaute ehemalige Hotel Fürstenhof auf Nr. 4.
- Daran schließt auf der geraden Seite das Gelände der Lazaristenkirche (erbaut 1860–1862 von Friedrich von Schmidt) und des ehemaligen Sophienspitals an, die Hauptfronten sind allerdings jeweils an den gürtelabgewandten Seiten (Kaiserstraße bzw. Apollogasse).
- Der erste Westbahnhof nahm 1858 den Betrieb auf, 1859 wurde das Bahnhofsgebäude fertiggestellt. Sein Aufnahmsgebäude war deutlich weiter vom in der Folge gebauten Gürtel abgerückt als der heutige, 1951 in Betrieb genommene und bis 2011 restaurierte und von Neubauten eingerahmte Bahnhof, dessen Vorplatz seit 21. Juni 1958 Europaplatz heißt. Daher machte die 1898 eröffnete Stadtbahn hier einen Schwenk Richtung Bahnhof. Die 1991 eröffnete neue U-Bahn-Station Westbahnhof wurde hingegen, wie alle anderen Stationen auf dem Westgürtel, auf dem breiten Mittelstreifen errichtet. Seit 1993 verkehrt hier neben der den Gürtel befahrenden U6 auch die den Gürtel querende U3.
- Die Bebauung auf der äußeren Seite ist vorstädtisch und entstand größtenteils in der Zeit zwischen 1870 und 1900. Ein etwas repräsentativerer Zinshausbau befindet sich auf Nr. 7–9 (frühe 1870er-Jahre).
- Bei der Kreuzung Felberstraße/Stollgasse, befindet sich auf dem Mittelstreifen das 1909 enthüllte Hesser-Denkmal zur Erinnerung an das niederösterreichische Infanterieregiment Nr. 49 Feldmarschall Freiherr von Heß, dessen Soldaten 1809 in der Schwarzlackenau bei Wien erfolgreich gegen Napoleon kämpften.
- Eine Ausbuchtung des Gürtels ist der Urban-Loritz-Platz. Er wurde von Silja Tillner[13] im Rahmen des EU-Gürtelprojekts in den 1990er Jahren mit markanten Flugdächern versehen. Die Linie 49 quert den Platz, die Linie 9 mündet von der Märzstraße kommend ein.
- Daran nördlich anschließend, wurde 2003 über dem U-Bahn-Einschnitt in der Mitte des Gürtels die neue Hauptbücherei Wien fertiggestellt (7. Bezirk). Unter ihr befindet sich der zweite Eingang zur genannten U-Bahn-Station sowie die Endstation der Straßenbahnlinien 6 und 18.
- Das um 1900 erbaute Eckhaus zur Hütteldorfer Straße (Nr. 25) fällt durch seine Gitterkuppel auf dem Eckerker auf.
- Am nördlichen Ende des Abschnitts befindet sich der historische Eingang zur U-Bahn-Station Burggasse-Stadthalle, 1898 als Stadtbahnstation Burggasse eröffnet. Von der Station führt ein glasgedeckter Fußgängersteg über den äußeren Gürtel in die „Lugner City“, eines der größten Einkaufszentren Österreichs.

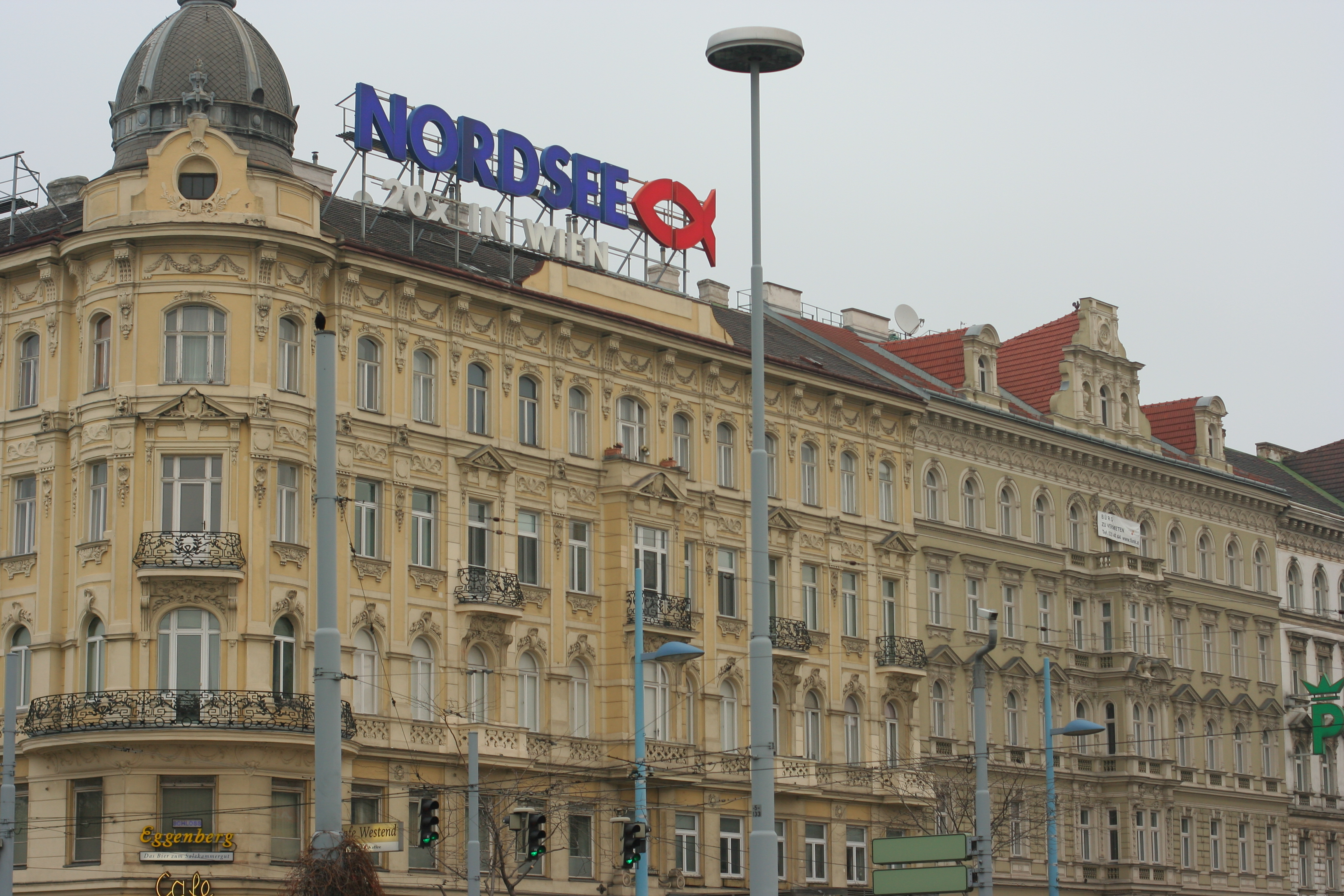
Nr. 2, Eckhaus zur Mariahilfer Straße
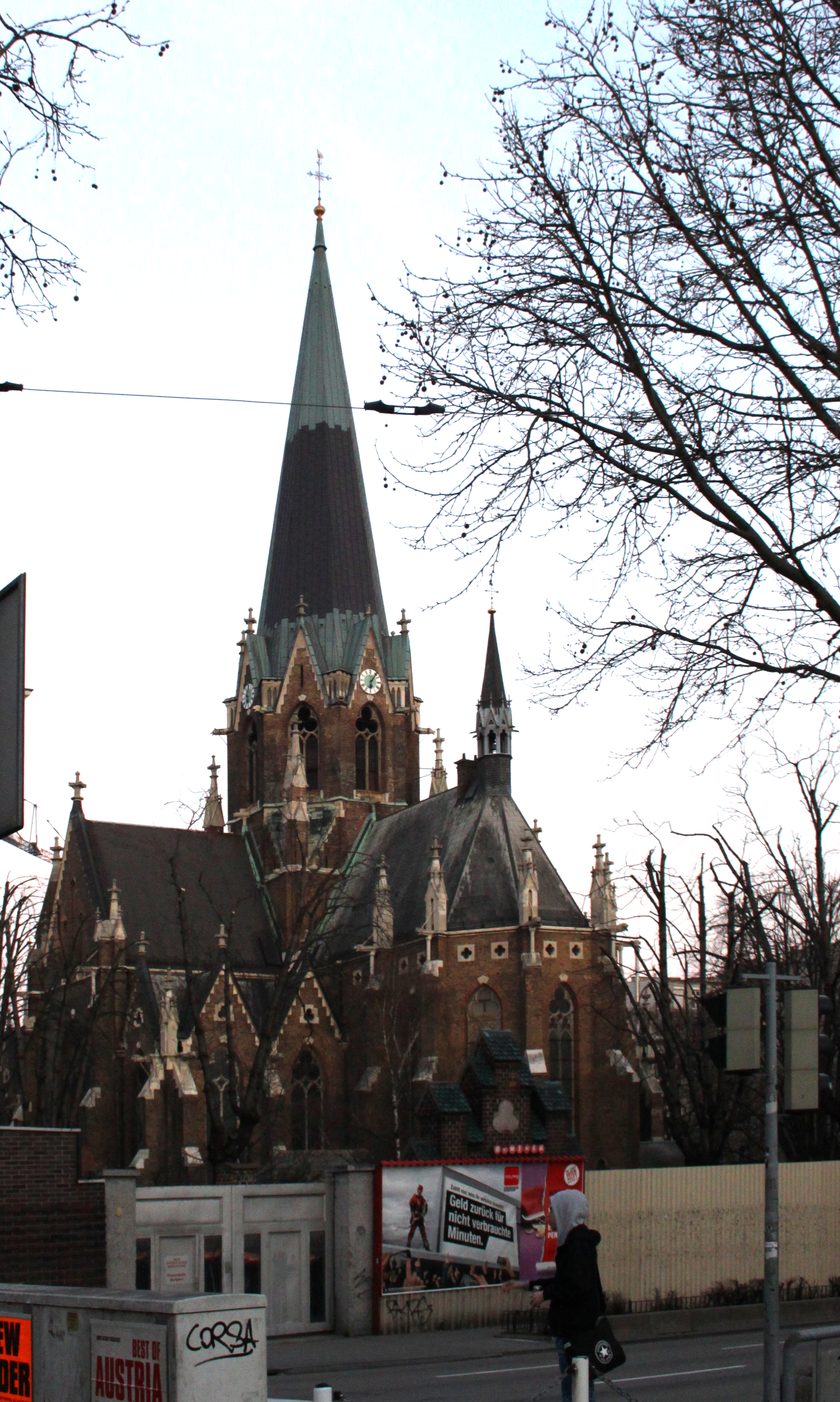
Lazaristenkirche
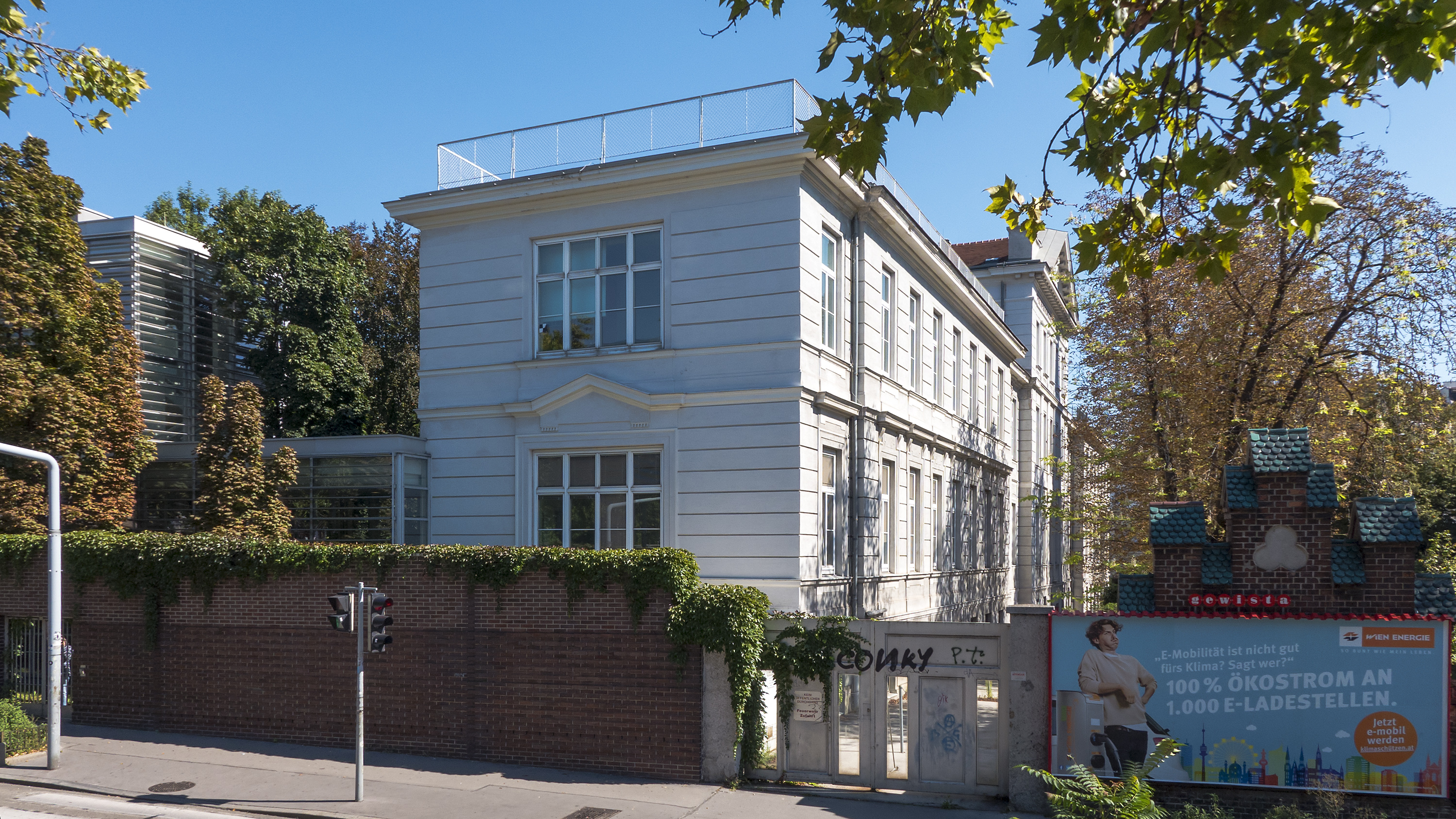
Ehem. Sophienspital
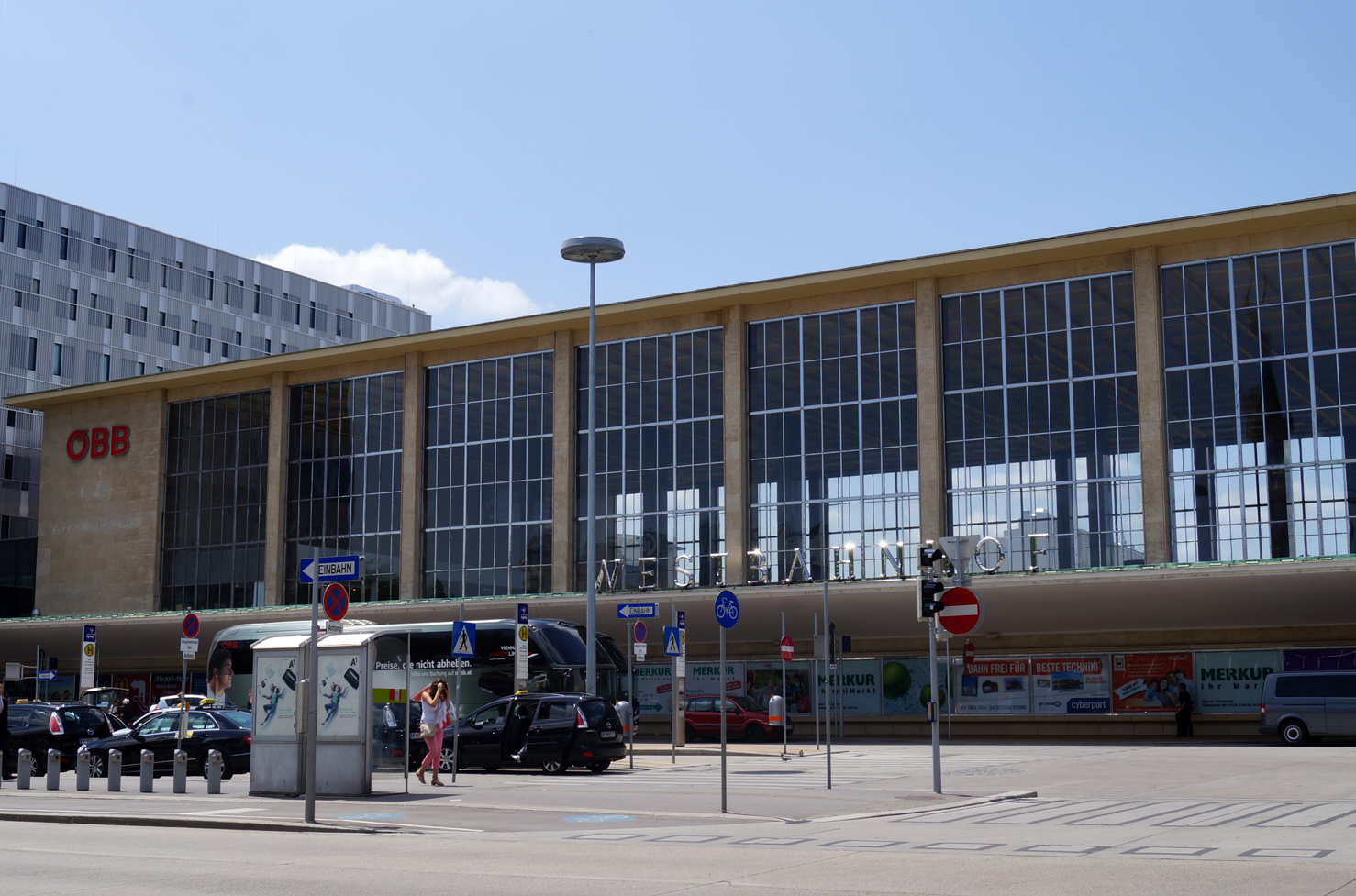
Aufnahmsgebäude des Westbahnhofs
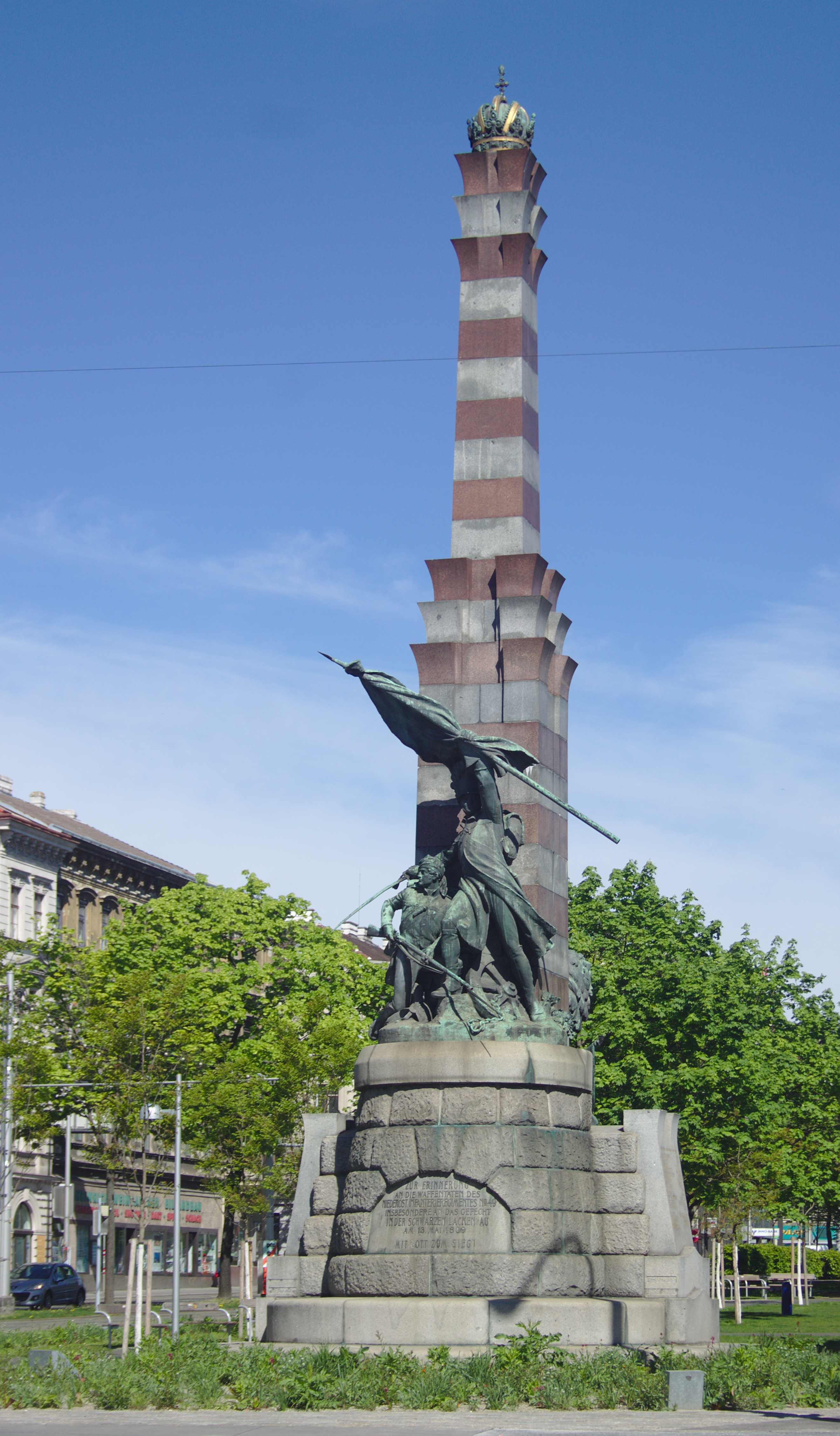
Hesser-Denkmal
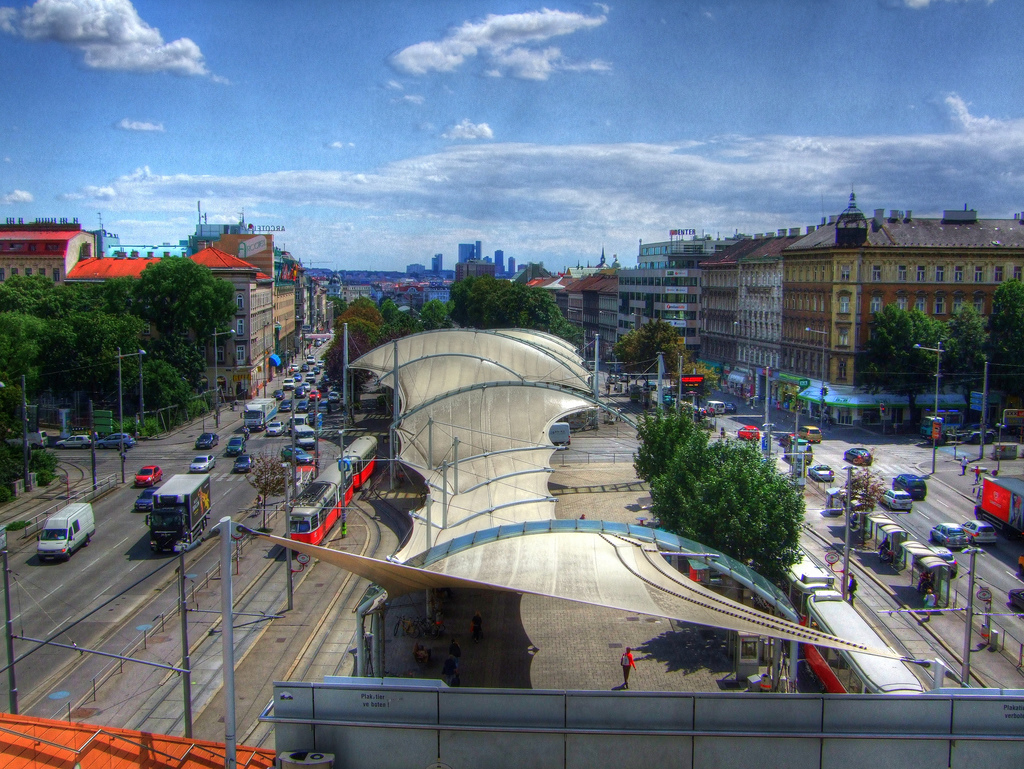
Blick von der Hauptbücherei nach Süden auf den Urban-Loritz-Platz
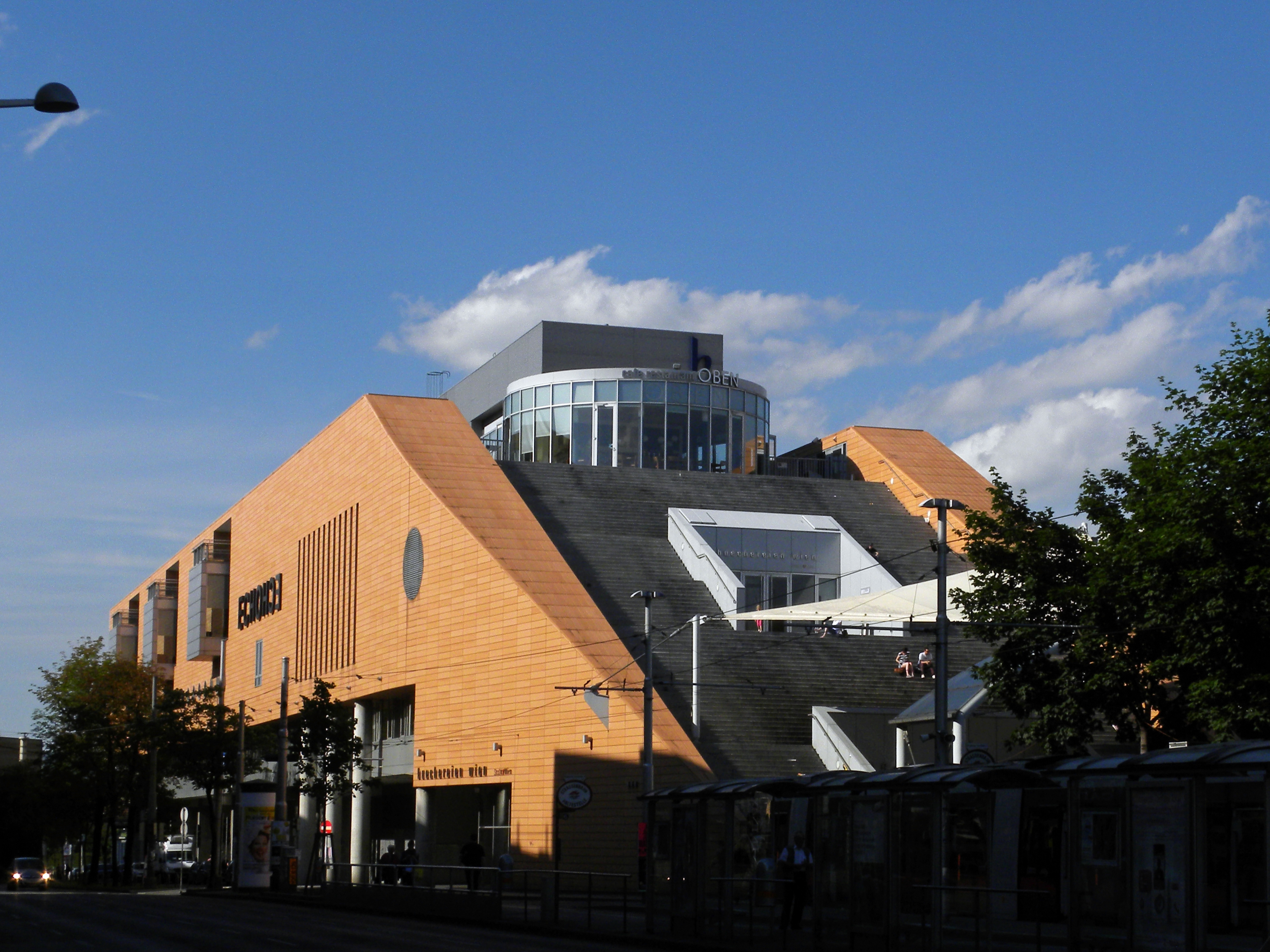
Die Hauptbücherei
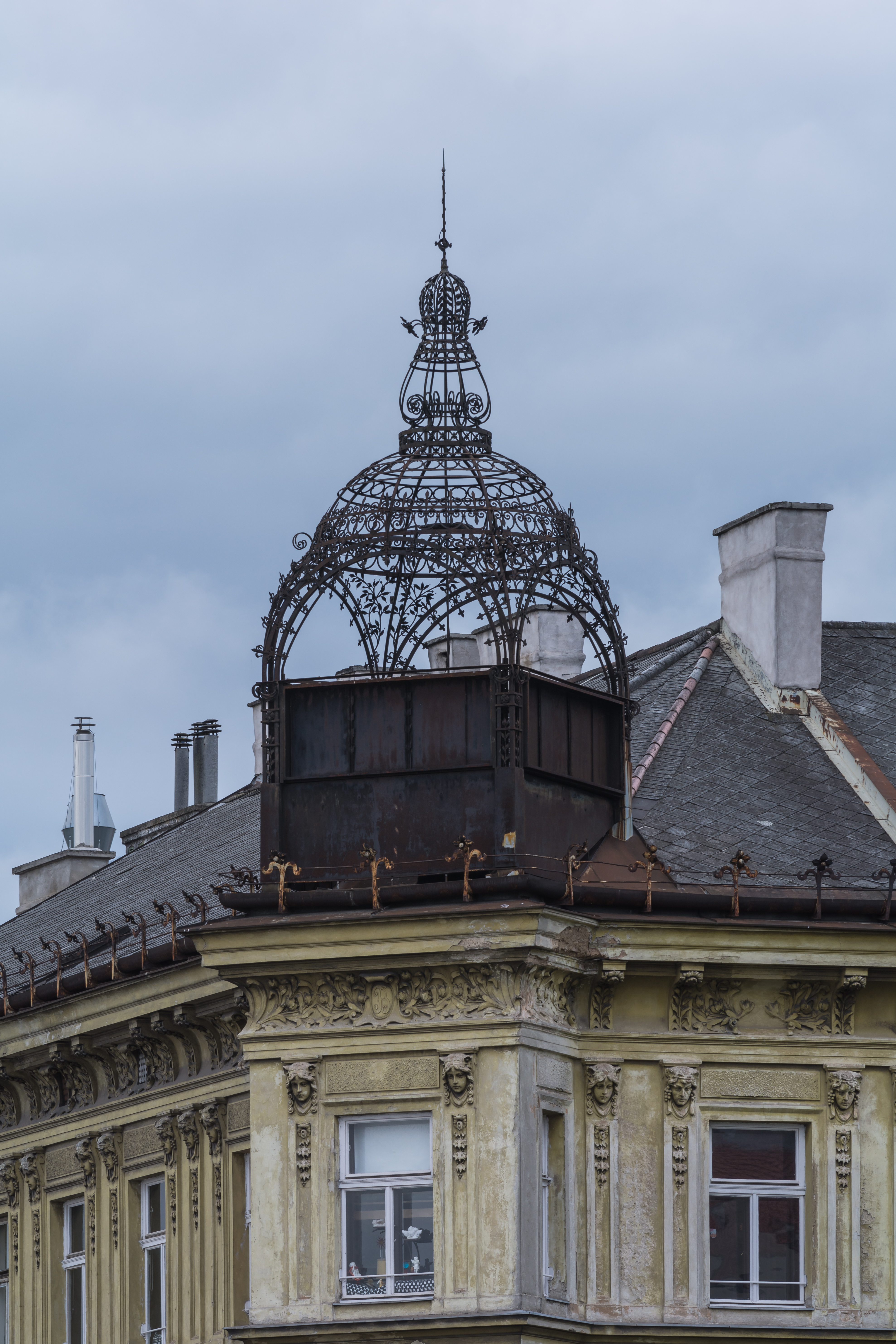
Gitterkuppel auf Nr. 25

### Mariahilfer Gürtel
Der Mariahilfer Gürtel (6. und 15. Bezirk), benannt 1864/1869, reicht von der Mariahilfer Straße bis zur Kreuzung Gumpendorfer Straße/Sechshauser Straße und wird auf eigenem Gleiskörper am inneren Gürtel von den Straßenbahnlinien 6 und 18 befahren. Der Abschnitt erstreckte sich im Süden ursprünglich bis zum Wienfluss, 1889/1894 wurde der Südteil als Sechshauser Gürtel ausgegliedert. Der innere Gürtel bestand im Südteil noch nicht.
- Am südlichen Ende des Abschnitts befindet sich die U-Bahn-Station Gumpendorfer Straße.
- Auf Nr. 1 (ident Sechshauser Straße 2) befindet sich ein secessionistischer Bau, der 1900 vom damals erst 28-jährigen Wagner-Schüler Ludwig Seiz erbaut wurde.
- Nr. 2 (ident Gumpendorfer Straße 144) ist ein repräsentatives späthistoristisches Zinshaus mit turmartigen Eckerkern, das das westliche Ende der Gumpendorfer Straße markiert. Es stammt von Carl Stephann aus dem Jahr 1905.
- Die Kirche Maria vom Siege im 15. Bezirk wurde 1868–1875 von Friedrich von Schmidt, Architekt des Wiener Rathauses, gestaltet. Um sie herum wurde ein gleichnamiger Platz angelegt, der als Ensemble des Strenghistorismus zu einem großen Teil noch erhalten ist.
- Am nördlichen Ende, schon am Rand der Mariahilfer Straße, befindet sich der Leuchtobelisk, der aus dem Jahr 1906 von Johann Scherpe geschaffen wurde. Er erinnert an die Vollendung des Gürtels und war ursprünglich mit einem mit Glühlampen ausgestatteten Stern bekrönt, von dem er seinen Namen hat.

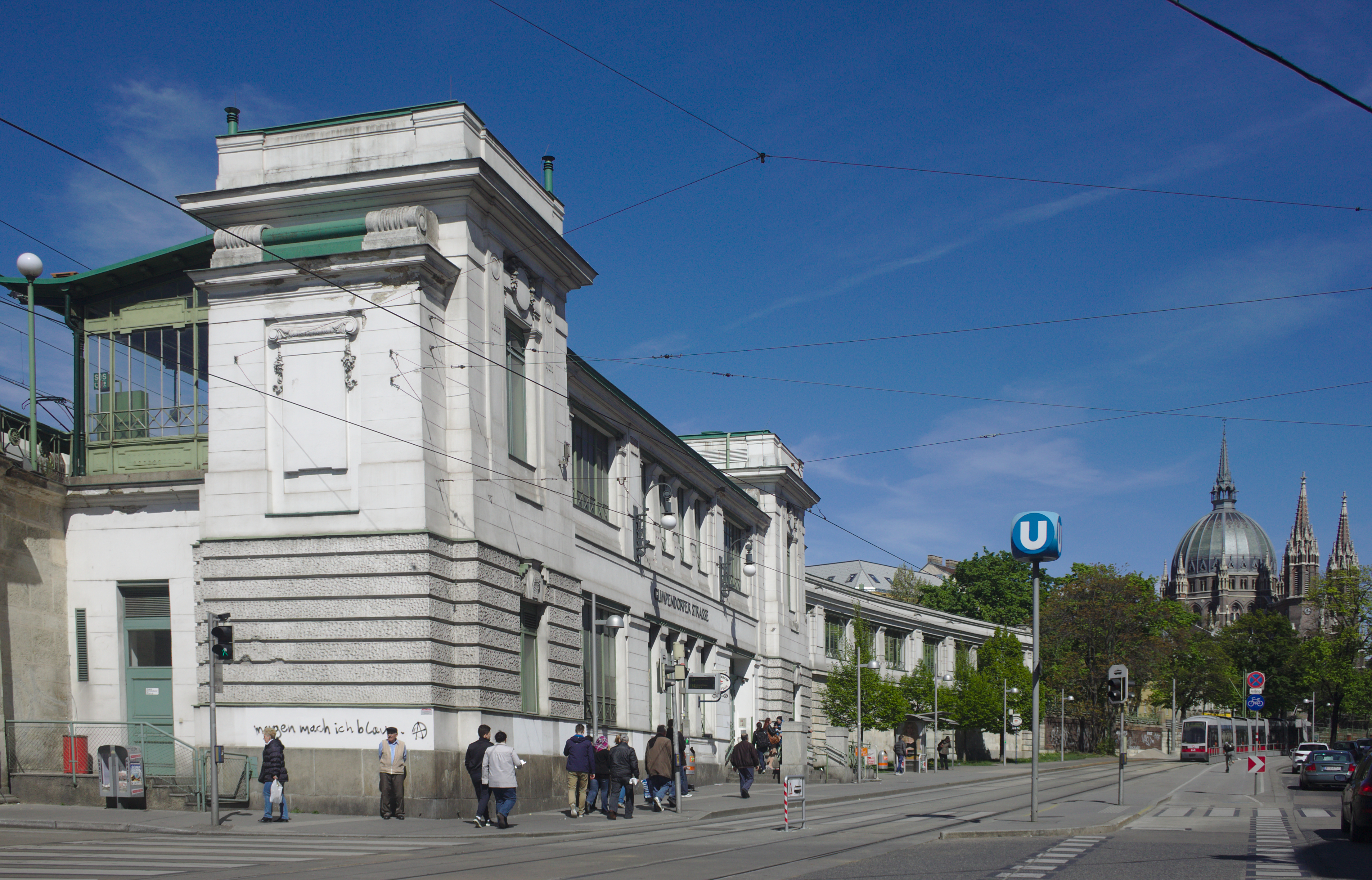
Station Gumpendorfer Straße
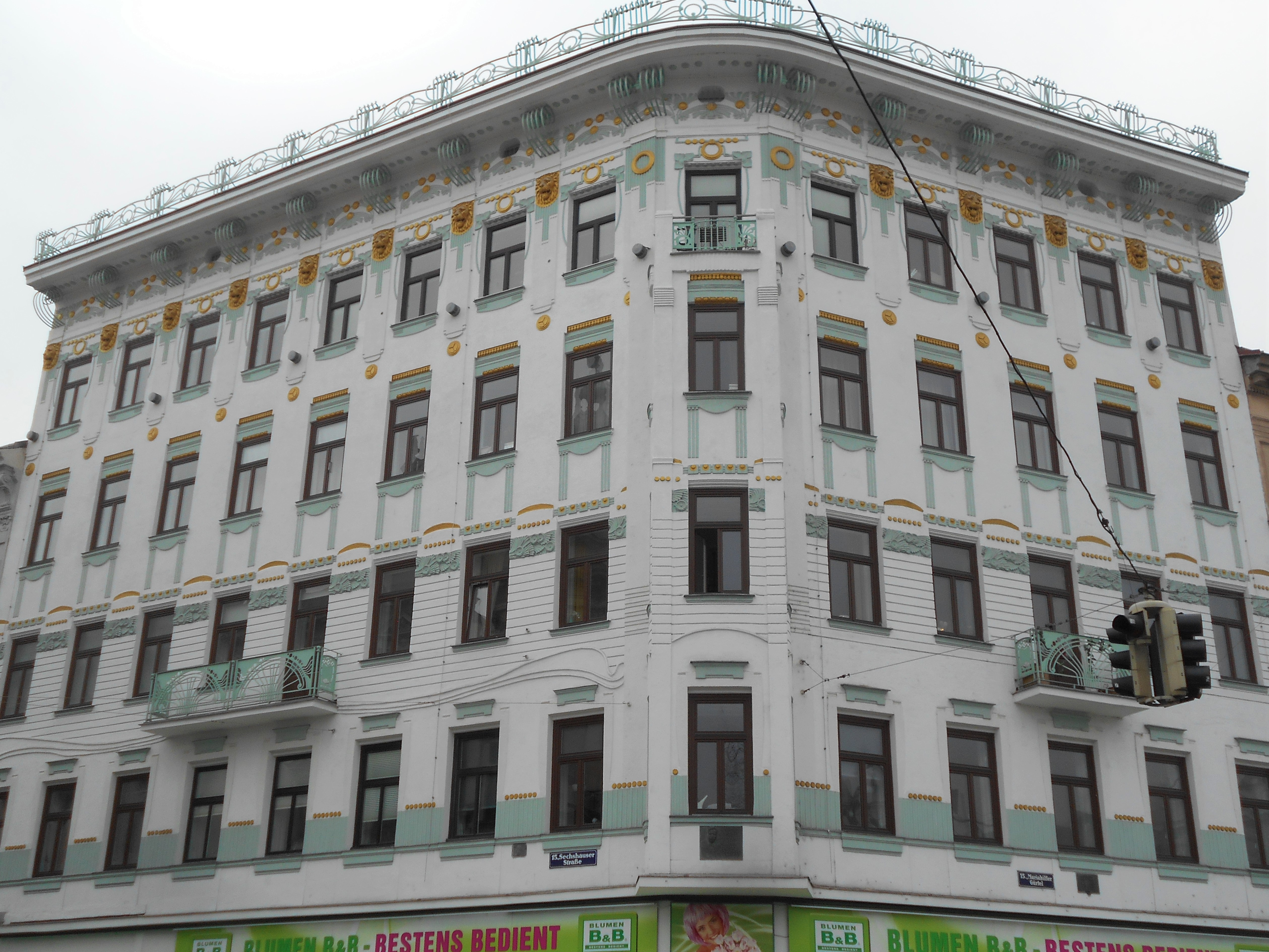
Nr. 1
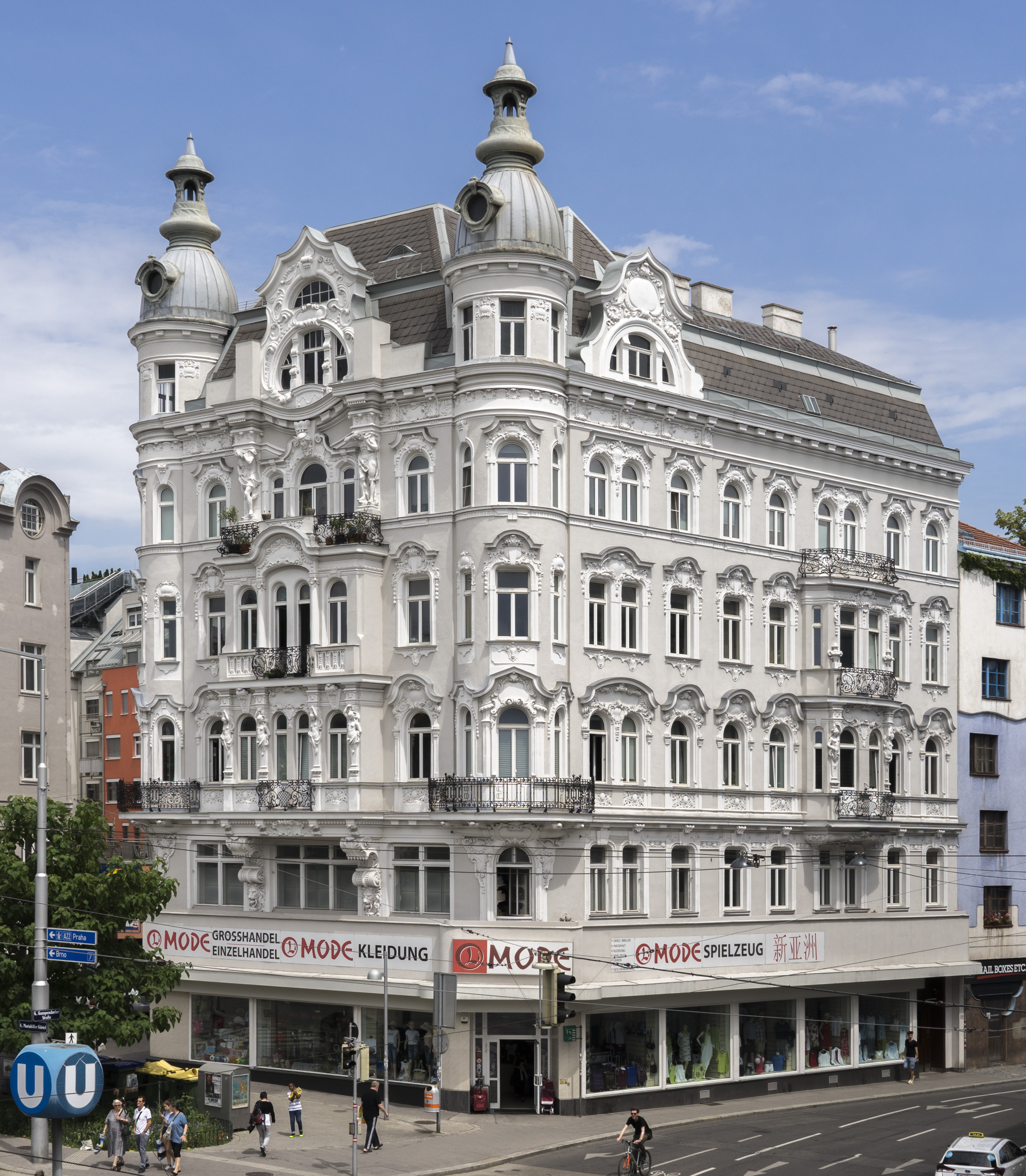
Nr. 2
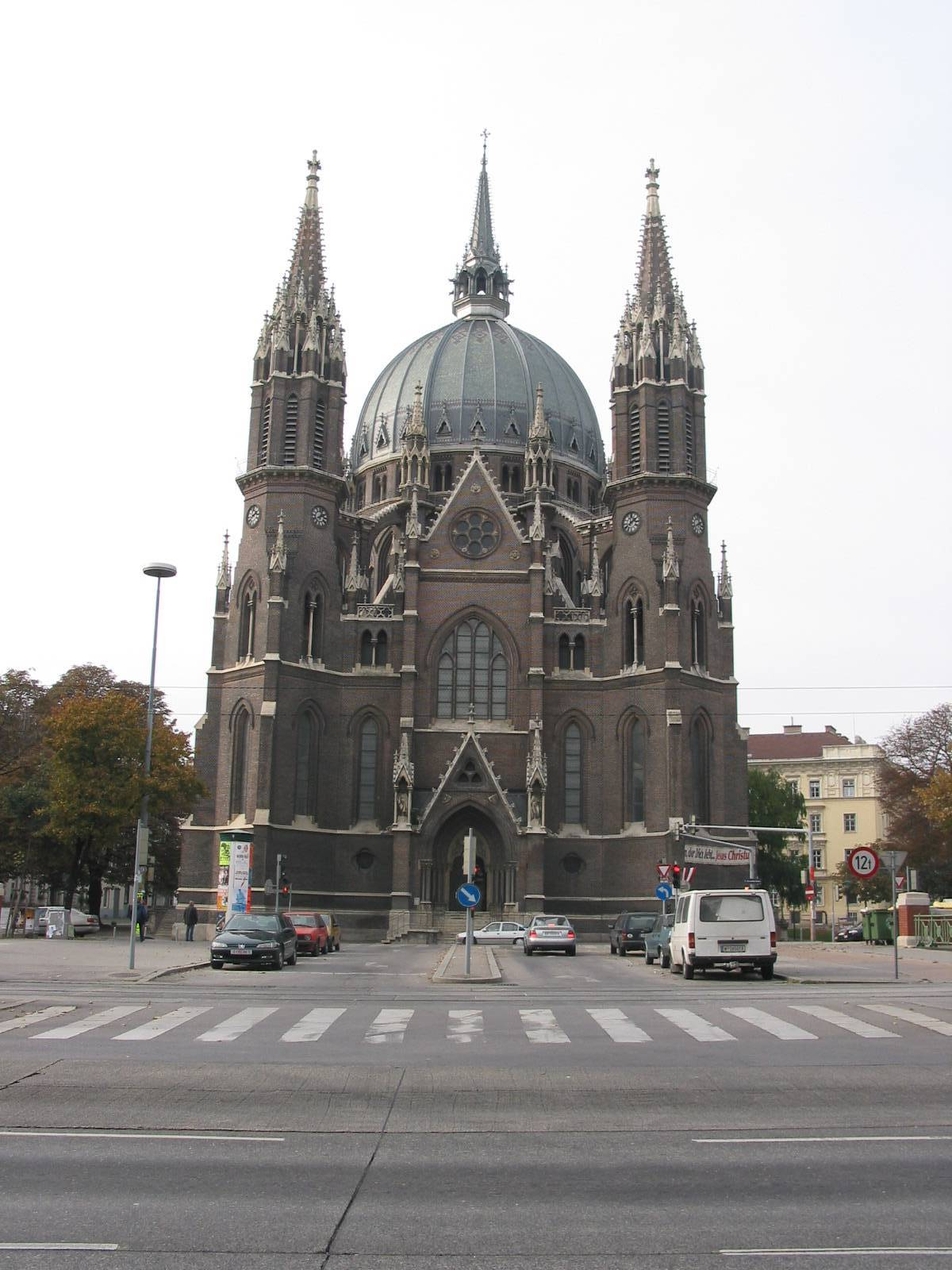
Maria vom Siege
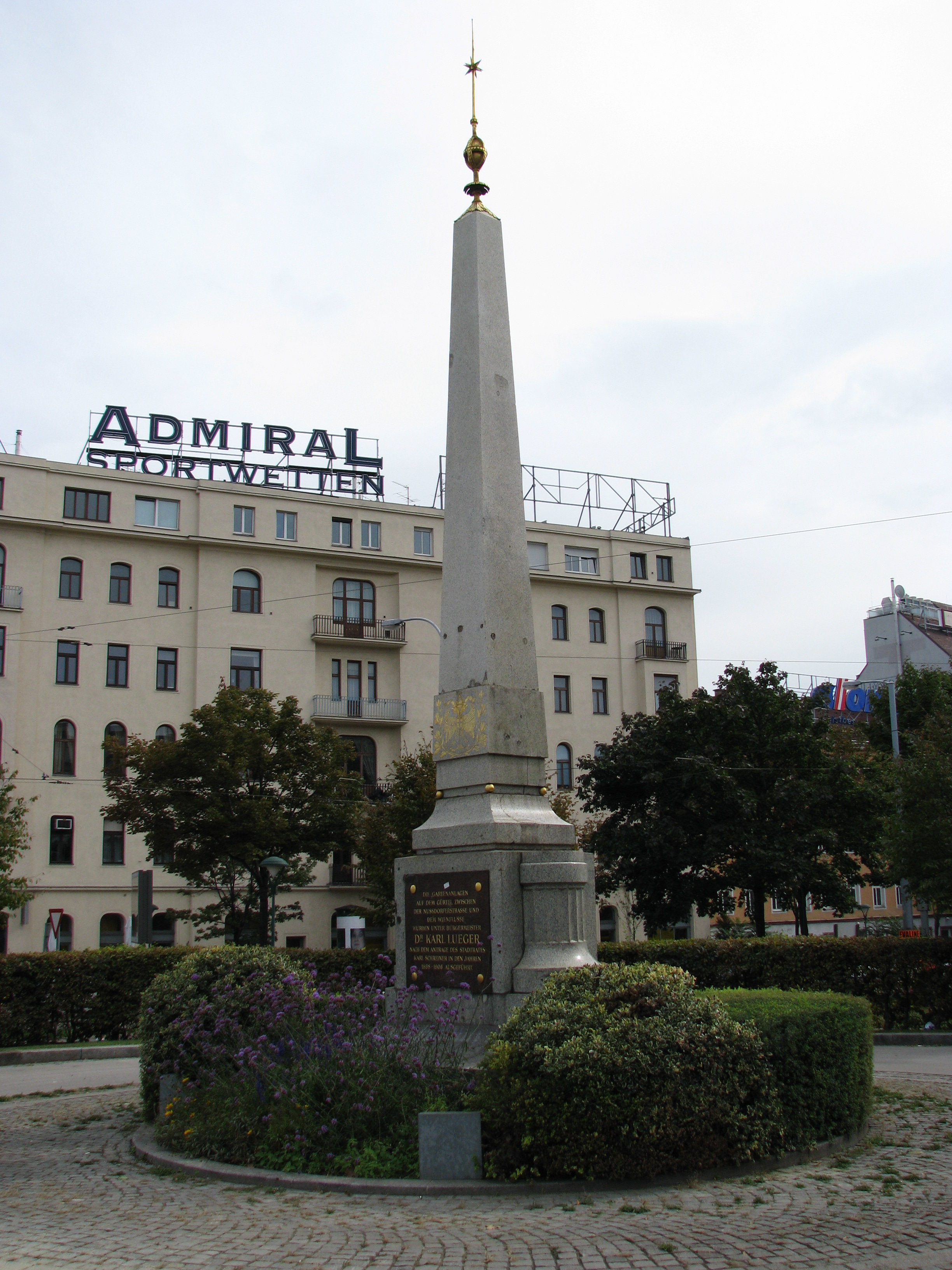
„Leuchtobelisk“

### Sechshauser Gürtel
Der Sechshauser Gürtel, benannt 1894 (ehem. Vorort, Teil des 15. Bezirks), ist der Abschnitt des äußeren Gürtels von der Sechshauser Straße bis zur Linken Wienzeile, wo die Kaiser-Joseph-Brücke über den Wienfluss in den 12. Bezirk führte; sie wurde bei der Wienflussregulierung 1895–1900 durch eine Einwölbung ersetzt, die ostwärts bis zur 1899 eröffneten Stadtbahnstation Margaretengürtel reichte. Hier verlief der Durchzugsverkehr bis 1967 in beiden Fahrtrichtungen auf dem Sechshauser Gürtel, da der innere Gürtel zwischen Gumpendorfer Straße und Linker Wienzeile noch nicht bestand (die Zufahrt war Teil der Mollardgasse) und in Verlängerung des Margaretengürtels noch keine Wienflussbrücke bestand. Die Nummerierung beginnt bei der Sechshauser Straße und endet bei der Wienzeile, sie ist damit gegenläufig zu allen anderen Gürtelabschnitten mit Ausnahme des Landstraßer Gürtels.
- Nr. 1, 2 und 3 sind ein Zinshauskomplex, der 1888 von Eugen Sehnal errichtet wurde. Zur Sechshauser Straße hin ist die Ecke abgerundet und von einer Kuppel bekrönt.
- Das große ehemalige Stadtbahnviadukt von Otto Wagner, bis 1985 von der Stadtbahn und seit 1989 nach dem Bau einer steileren Rampe im 12. Bezirk von der U-Bahn-Linie U6 befahren, führt in südwestlicher Richtung schräg über den Gürtel, die Wienzeile und den Wienfluss zur 1989 eröffneten U-Bahn-Station Längenfeldgasse der Linien U4 und U6.

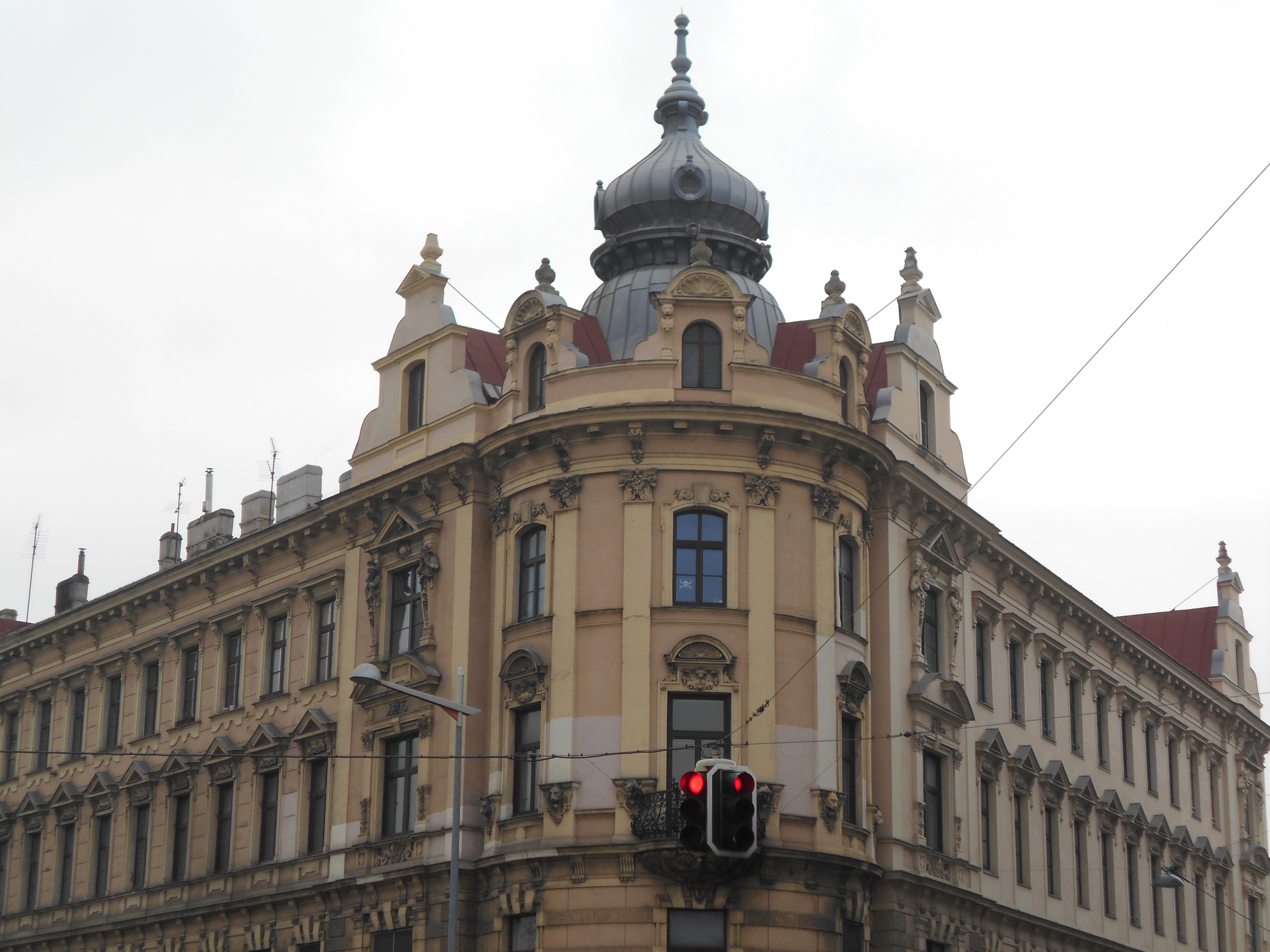
Die Ecke des Zinshauskomplexes zur Sechshauser Straße
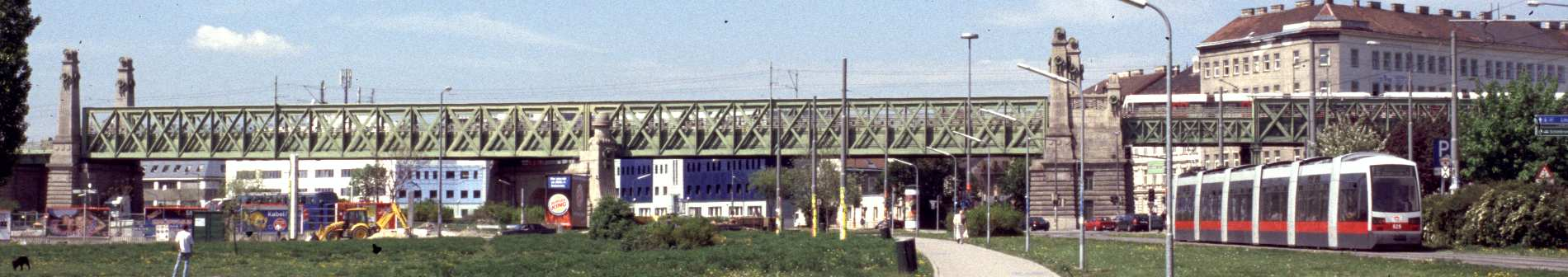
Wientalbrücke, heute durch die U6 vom Sechshauser Gürtel über den Wienfluss Richtung Meidling befahren

### Gumpendorfer Gürtel
Der Gumpendorfer Gürtel, benannt 1965 (ehem. Vorstadt, Teil des 6. Bezirks) ist der Abschnitt des inneren Gürtels parallel zum Sechshauser Gürtel und reicht von Gumpendorfer Straße bis zur Linken Wienzeile. Die vom Margaretengürtel kommenden Fahrzeuge befahren hier die 1967 fertiggestellte Margaretengürtelbrücke über den Wienfluss (östlich neben der U-Bahn-Station Margaretengürtel) und die U4 und ein Stück der Linken Wienzeile Richtung Westen, bevor von ihr der Gumpendorfer Gürtel nach Norden abzweigt. Vor der Erstellung dieses Abschnitts des inneren Gürtels verlief auch der Verkehr Richtung Norden und die Straßenbahn hier auf dem äußeren, dem Sechshauser Gürtel. Um den Gumpendorfer Gürtel bauen zu können, musste der bei der Linken Wienzeile angelegte Franz-Schwarz-Park (auf dem Stadtplan von 1961 noch in voller Größe eingezeichnet) stark verkleinert werden. Die in der Zwischenkriegszeit südlich der Gumpendorfer Straße noch eng an das Stadtbahnviadukt heranreichenden Häuser in der damals nach Norden schwenkenden Mollardgasse mussten abgerissen werden. Auf diesem neuesten Gürtelabschnitt verkehren auf eigenem Gleiskörper die Straßenbahnlinien 6 und 18.
- Dominiert wird dieser Gürtelabschnitt von der Hauptfeuerwache Mariahilf auf Nr. 2 und 2A, die 1912–1914 vom Stadtbauamt errichtet wurde und Elemente des Heimatstils mit Dekor in der Art der Wiener Werkstätte kombiniert.

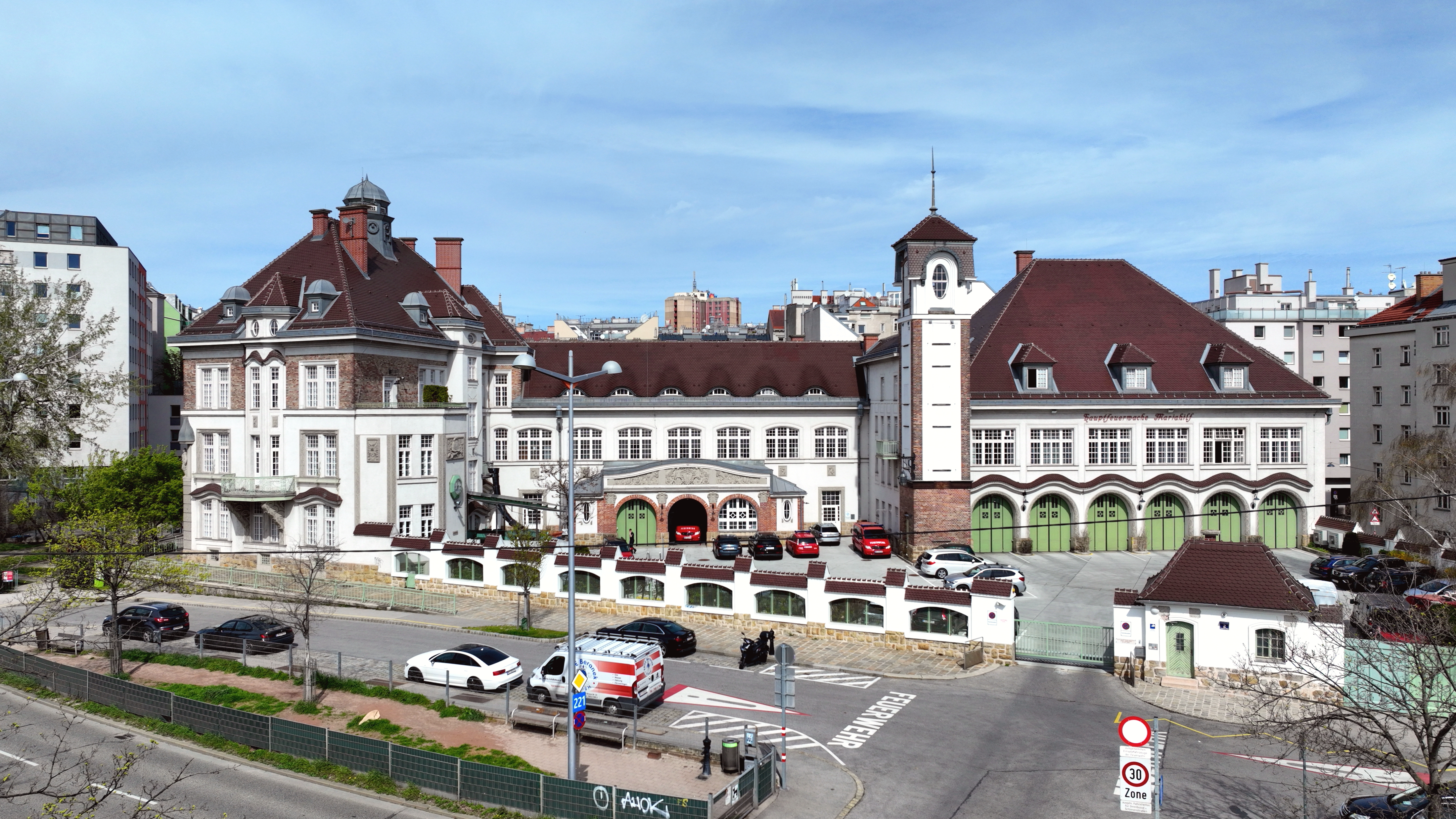
Hauptfeuerwache Mariahilf
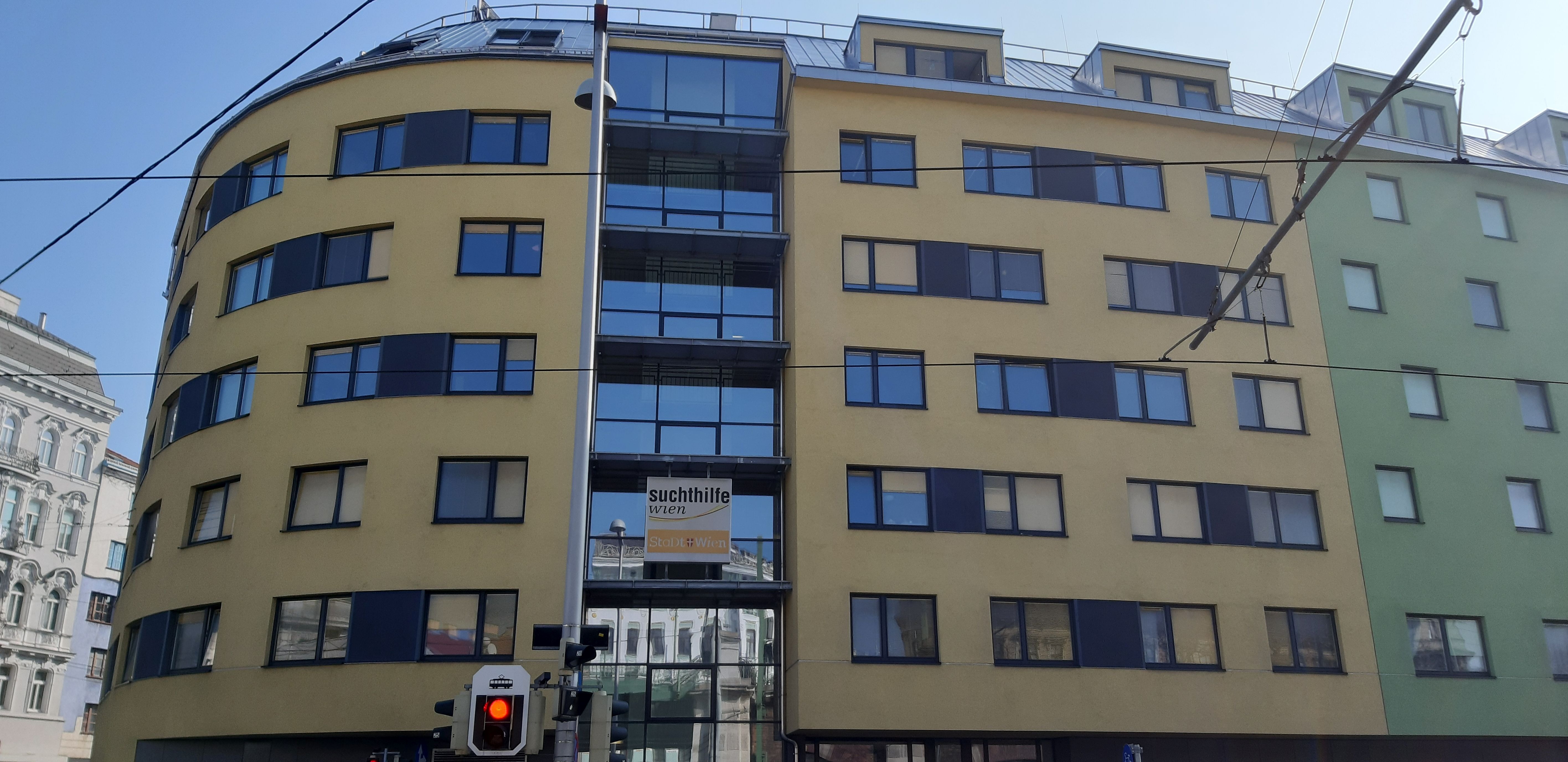
Das „Jedmayer“ (Betreuungszentrum der Suchthilfe Wien) auf Nr. 8

## Südgürtel

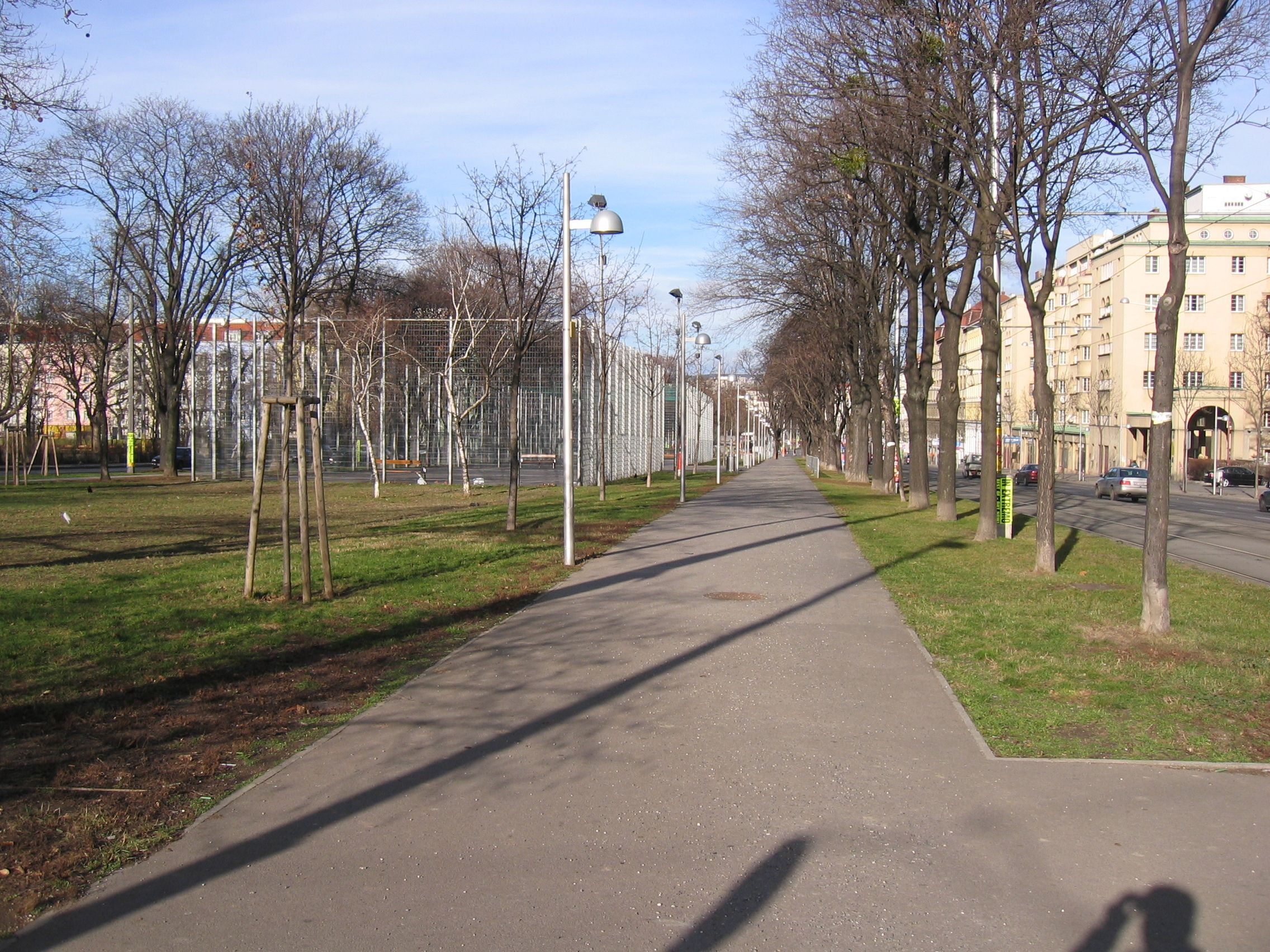
Der überbreite Mittelstreifen zwischen Margaretengürtel (rechts) und Gaudenzdorfer Gürtel (links) erinnert an die nicht gebaute Stadtbahnstrecke vom Westgürtel zur Südbahn, alternativ verkehrte hier von 1925 bis 1945 die kombinierte Stadtbahn- und Straßenbahnlinie 18G.

Der in Nord-Süd-Richtung verlaufende Teil des Südgürtels entspricht in seiner Anlage dem Westgürtel. Sein Mittelstreifen (früher Gürtelpark genannt) wirkt aber ungemein geräumig, weil das ursprünglich geplante Viadukt für eine Stadtbahnlinie (sie wäre südlich der Station Gumpendorfer Straße von der heutigen U6 abgezweigt) Einsparungen zum Opfer fiel. Auf den freien Flächen wurden Parkanlagen, Ballspielkäfige und Kinderspielplätze errichtet. Ein Abschnitt wurde 2019 Stefan-Weber-Park benannt.
Der in West-Ost-Richtung verlaufende Teil ist dadurch charakterisiert, dass sich herkömmliche Häuserzeilen nur am zentrumsseitigen, nördlichen Rand der Straße befinden; am südlichen Rand befinden sich von der Eichenstraße bis zum Südtiroler Platz Anlagen der Südbahn in Hochlage. Zwischen Südtiroler Platz und Arsenalstraße entstanden seit 2010 im so genannten Quartier Belvedere Bauplätze für eine neue Häuserfront statt der Südbahngleise. Abschnittsweise wurden zwischen der Bahn und der Straße Lagerhallen und kleinere Betriebe angesiedelt. Von der Einmündung Eichenstraße bis zum Matzleinsdorfer Platz ist zwischen den Richtungsfahrbahnen ein Parkplatz angeordnet. Östlich des Matzleinsdorfer Platzes beschränkt sich der Mittelstreifen auf eine Betonschwelle oder eine doppelte Sperrlinie.

### Gaudenzdorfer Gürtel
Der Gaudenzdorfer Gürtel, benannt 1894/1910 (ehem. Vorstadt, Teil des 12. Bezirks) ist der äußere Gürtel von der Linken Wienzeile bis zur Eichenstraße. Zuvor hieß er wie der innere Gürtel in diesem Abschnitt Margaretengürtel. Zwischen Wienfluss und Hofbauergasse verlief die Straße um 1912 nicht in der heutigen Rechtskurve, sondern diagonal von der Kaiser-Joseph-Brücke zu ihrem weiteren Verlauf. 1952 wurde der östlichste Teil der von Westen einmündenden Dunklergasse in die Nummerierung des Gaudenzdorfer Gürtels einbezogen.
- Am Beginn des Abschnitts befindet sich die turmlose Pfarrkirche Neumargareten, die in der heutigen Form aus der Nachkriegszeit stammt, allerdings durch eine Grünfläche vom Gürtel abgesetzt ist und ihren Eingang an der Flurschützstraße hat.
- Der Haydnpark war einst der Hundsturmer Friedhof. Hier war Joseph Haydn begraben, bevor seine Überreste nach Eisenstadt überführt wurden.
- Nördlich an den Haydnpark schließen zwei kommunale Wohnhausanlagen der Zwischenkriegszeit an, die das Ensemble am Margaretengürtel (siehe dort) ergänzen. Beide sind allerdings in Kontrast dazu in betont sachlichen Formen gehalten. Auf Nr. 11 befindet sich der Leopoldine-Glöckel-Hof, der 1931/32 von Josef Frank erbaut wurde und wegen seiner unterschiedlichen Farbgebung für die einzelnen Stiegen Regenbogenhof genannt wird.
- Auf Nr. 15 befindet sich der Haydnhof, der 1928 von August Hauser erbaut wurde.
- Die ehemalige Schokoladefabrik Stollwerck auf Nr. 43–45 wurde 1910 von Rudolf Krausz erbaut.
- Nr. 47 ist ein secessionistisches Wohnhaus von Ignaz Reiser aus dem Jahr 1907. Es war das Wohnhaus von Otto Glöckel.

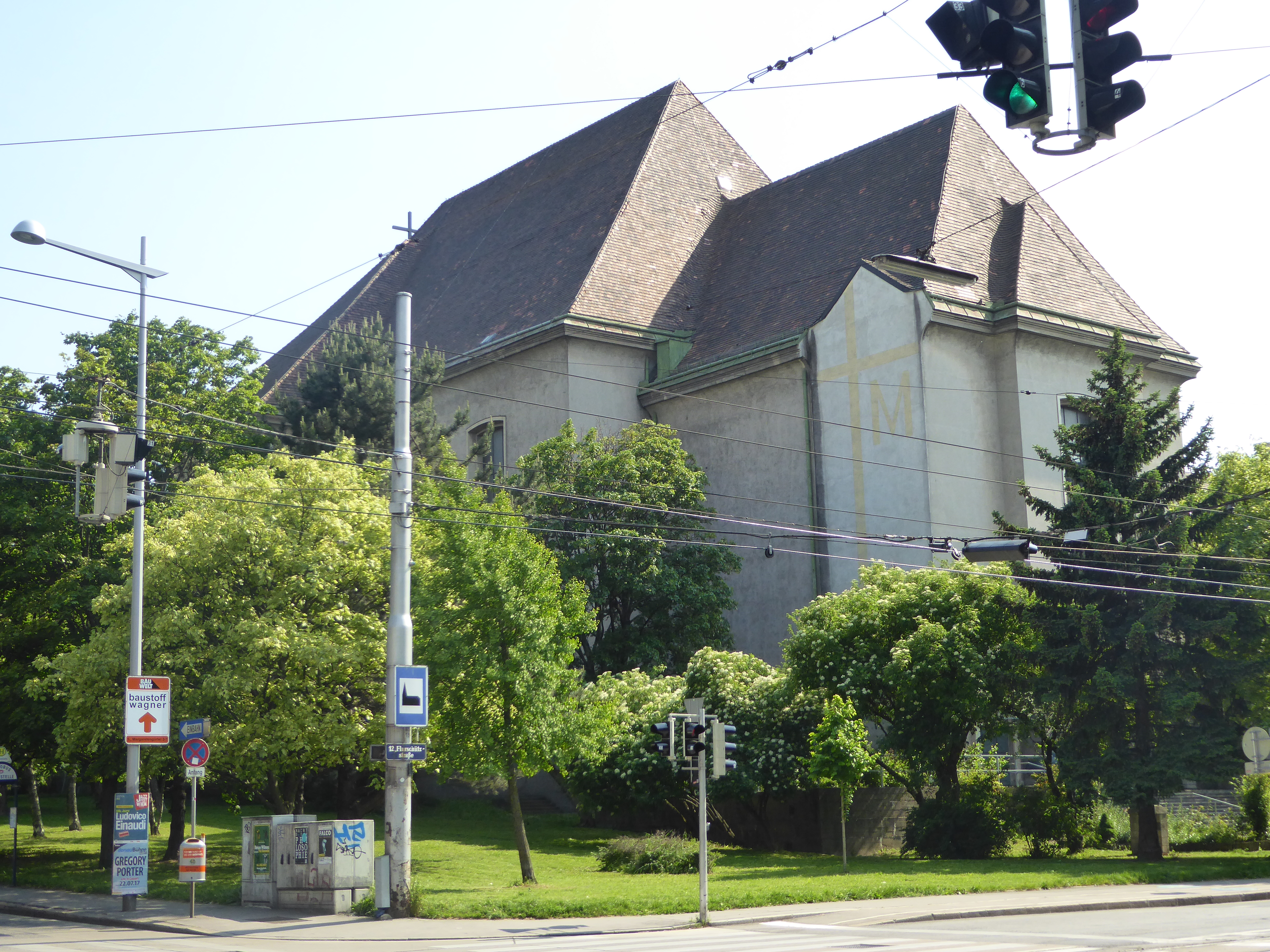
Pfarrkirche Neumargareten
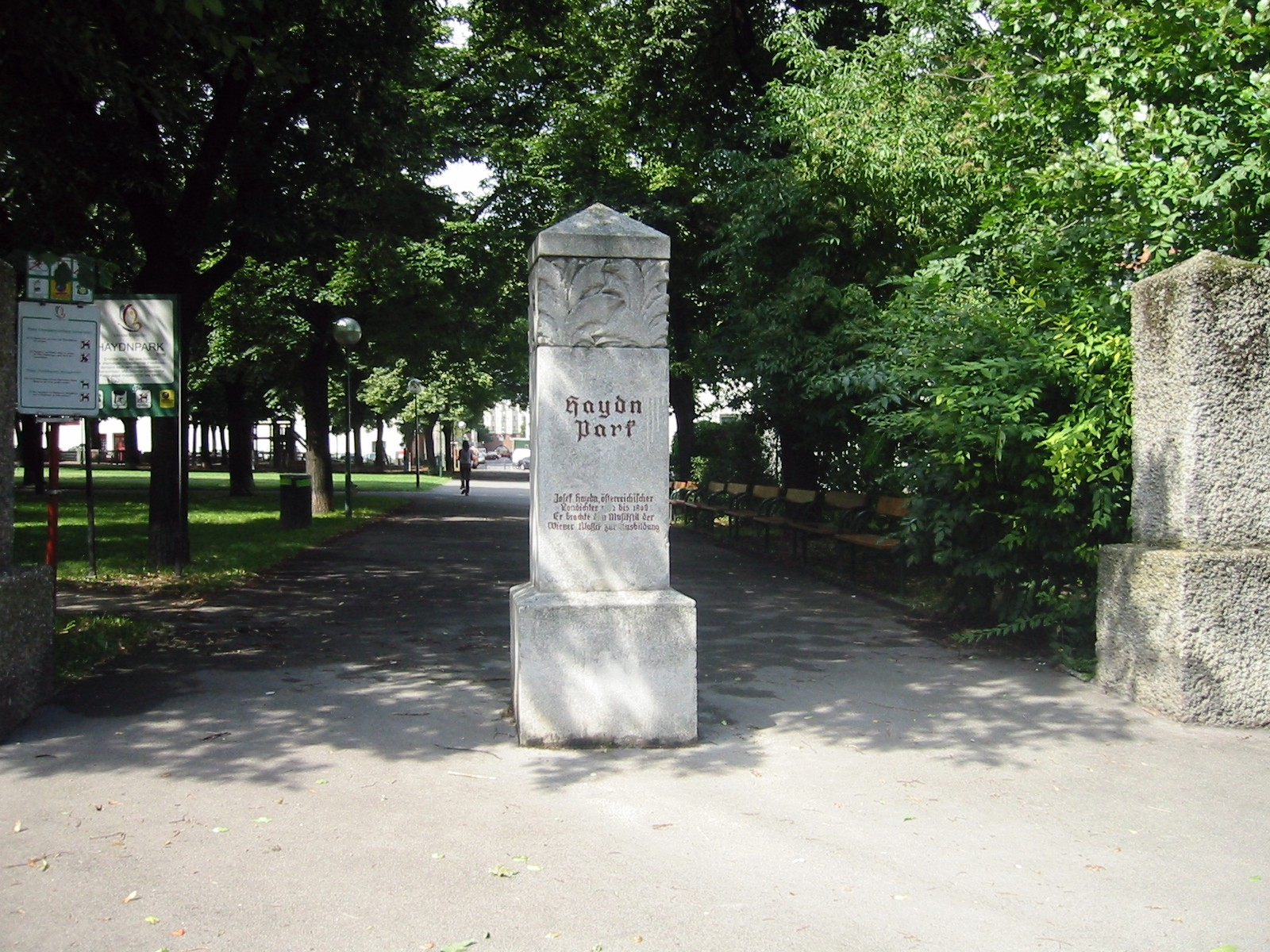
Haydn-Park
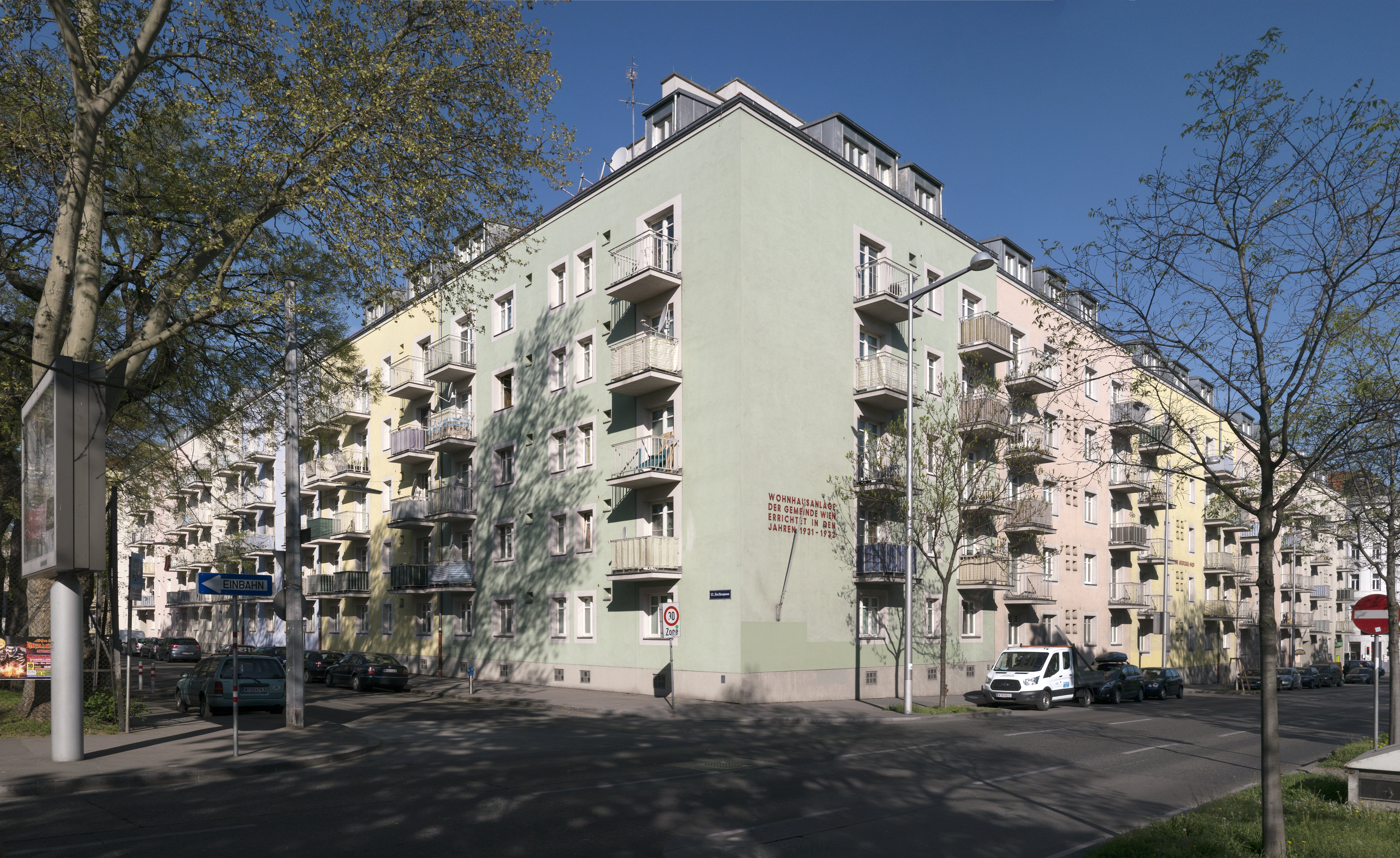
Leopoldine-Glöckel-Hof
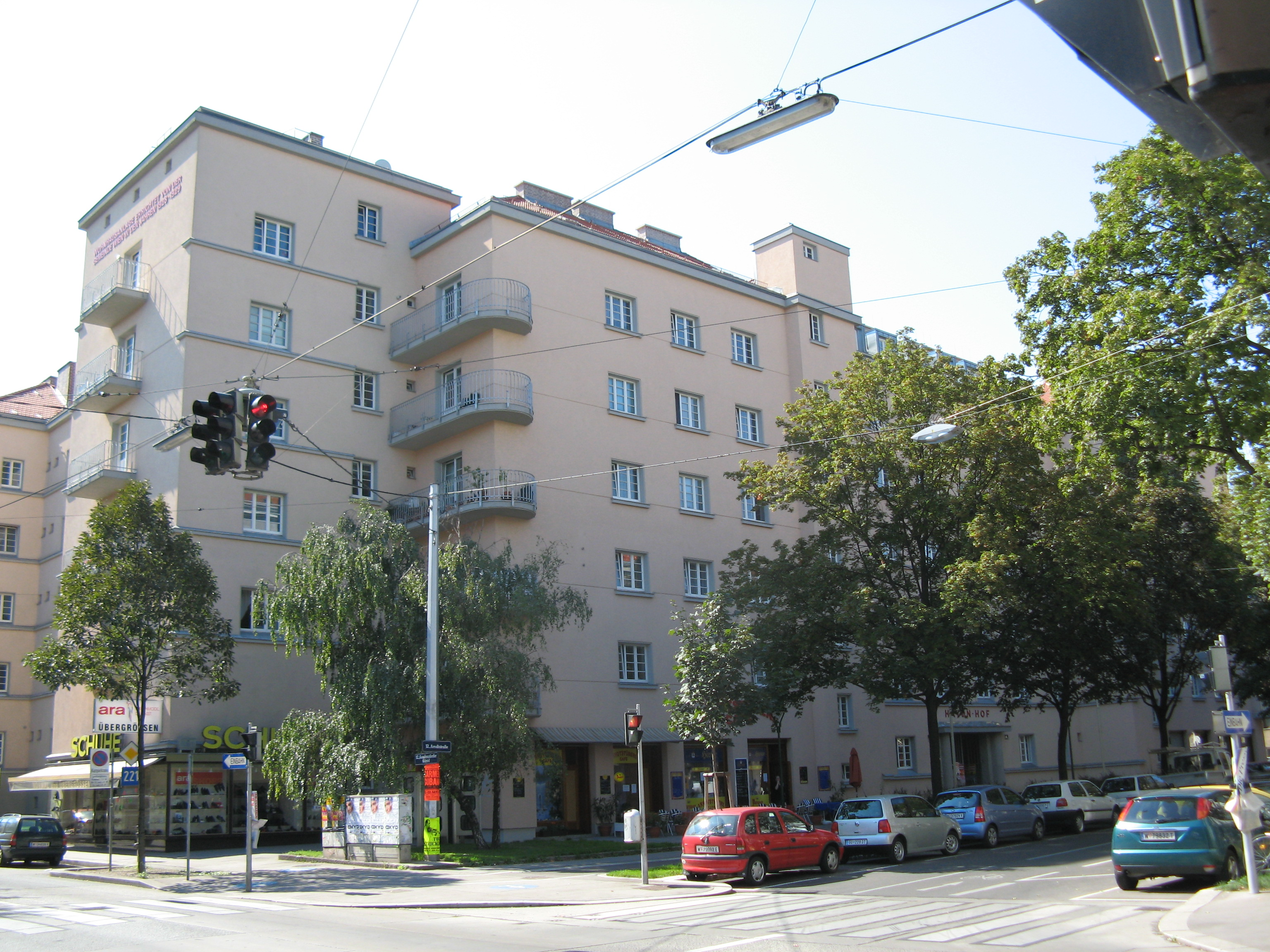
Haydnhof
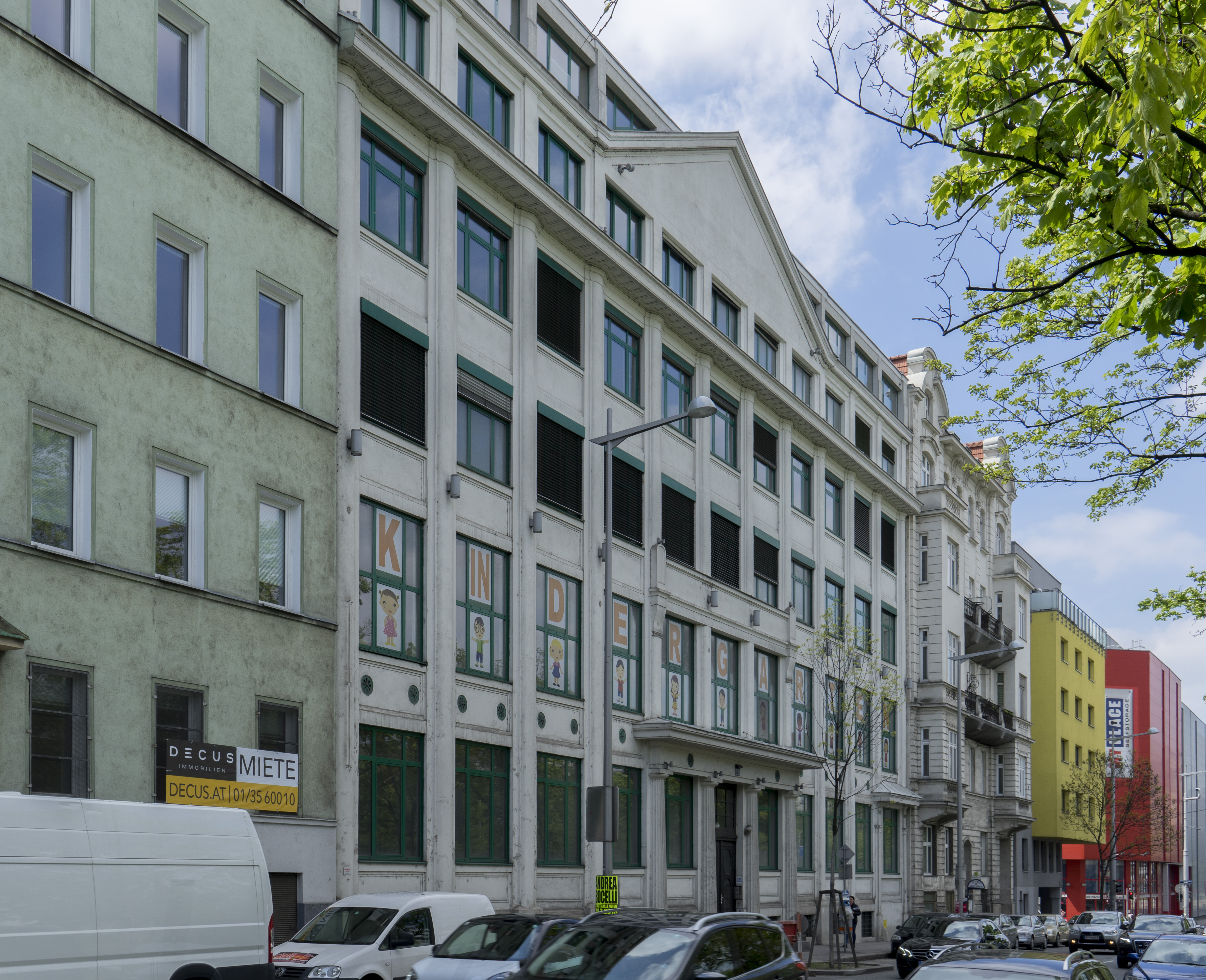
Ehem. Stollwerck-Fabrik
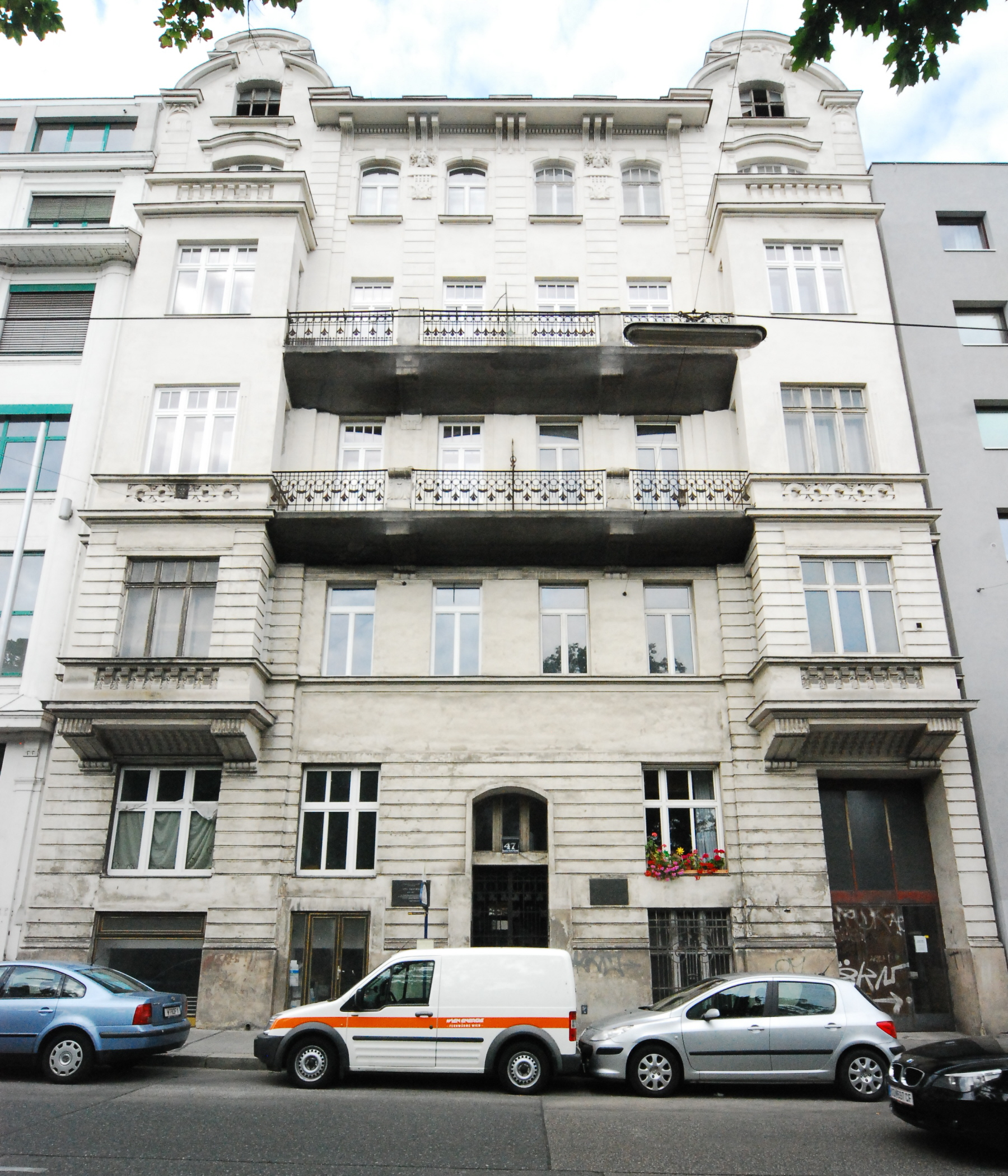
Nr. 47

### Margaretengürtel

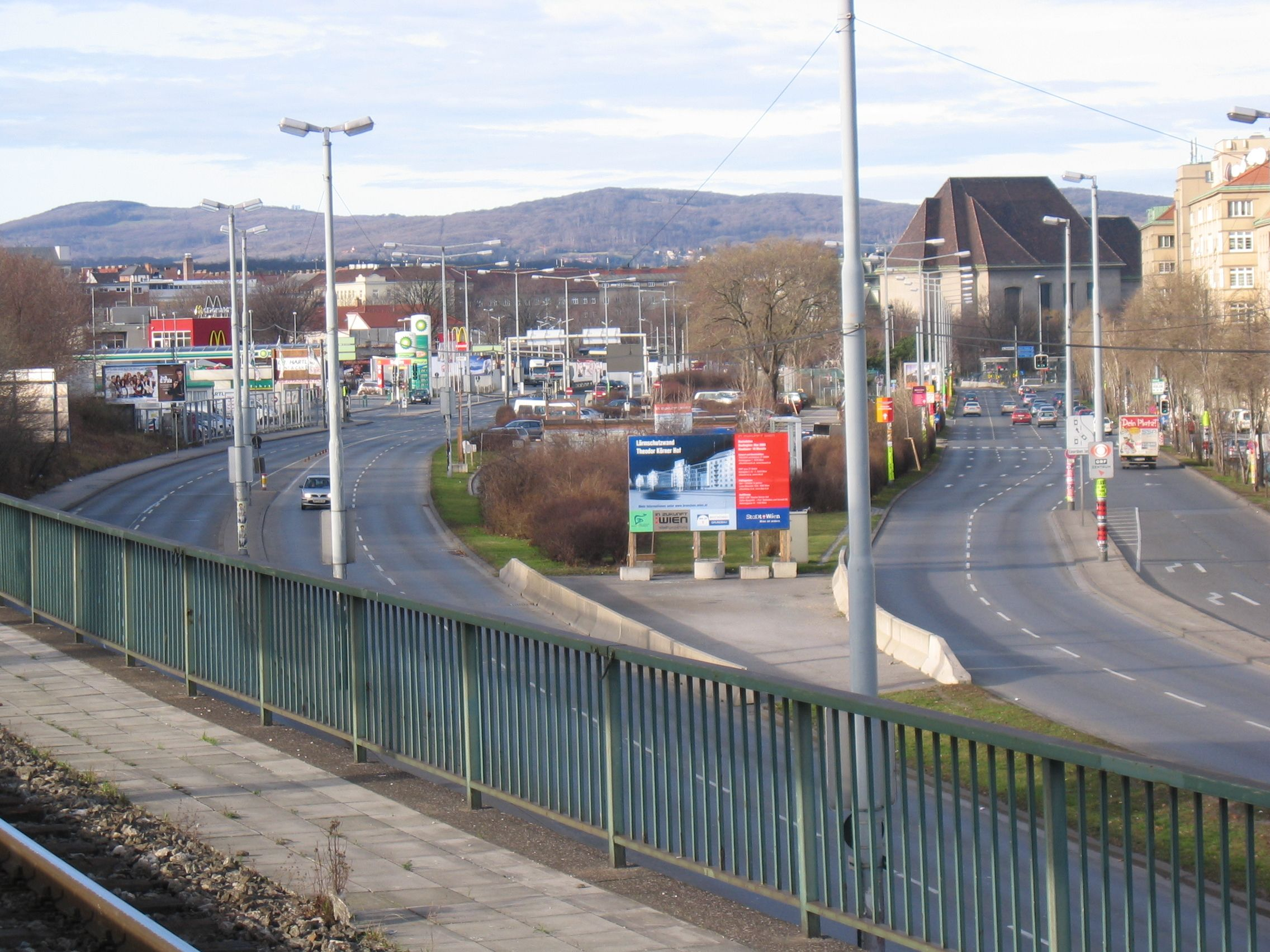
Margaretengürtel Höhe Matzleinsdorfer Platz Richtung Westen

Margaretengürtel, benannt ab 1881 (nach dem 5. Bezirk), ist der Name des inneren Gürtels vom Wienfluss nach Süden bis zur Eichenstraße und beider Richtungsfahrbahnen von dort nach Osten bis zur Blechturmgasse. Bis zur Flurschützstraße wird er von der Wiener Straßenbahn auf einem eigenen Gleiskörper in der Straßenmitte befahren, anschließend verlaufen die Gleise unterirdisch weiter. Der durchgehende Ausbau von Margaretengürtel und Gaudenzdorfer Gürtel wurde durch Teile des Linienwalls verzögert, die im Weg waren. 1881 wurde der Teil von der Schönbrunner Straße bis zur Arbeitergasse so benannt. Der Gürtel ist hier erst seit 1907 Bezirksgrenze zwischen dem 5. (Margareten) und dem 12. Bezirk (Meidling), da das westlich des Gürtels gelegene Neumargareten erst damals vom 5. an den 12. Bezirk übertragen wurde. 1906 wurde die Benennung auf den anschließenden Teil bis zum Matzleinsdorfer Platz erstreckt und 1908 bis zur Grenze zum 4. Bezirk erweitert (dieser Teil hieß 1906–1908 wie der östlich anschließende Wiedner Gürtel).
Er ist, besonders an seinem Knie, mit zahlreichen Gemeindebauten ausgestattet, die ihm im Roten Wien den Propagandanamen „Ringstraße des Proletariats“ einbrachten. Daneben gibt es einige Bauten aus der Zeit knapp vor dem Ersten Weltkrieg.
- Auf Nr. 22 befindet sich der erste kommunale Wohnbau, der Julius-Ofner-Hof von Ernst Lichtblau (1926).
- Auf Nr. 38–40 sowie auf Nr. 36 befinden sich zwei Wohnhäuser für Bedienstete der Südbahn-Gesellschaft, die von denselben Architekten stammen (Karl Badstieber mit Karl Reiner) und 1914 bzw. 1927 erbaut wurden.
- Auf Nr. 46 befindet sich ein weiterer Bau aus dem Jahr 1913 von Adolf Poschpischil
- Der Matzleinsdorfer Platz (benannt 1906) befindet sich im Kreuzungsbereich mit der Reinprechtsdorfer Straße, der Wiedener Hauptstraße und der Triester Straße. Die Gürtelunterführung wurde zweispurig 1951 in Betrieb genommen und war das erste derartige Bauwerk in Wien, 1969 wurde sie auf vier Spuren erweitert.
- Ein Gemeindebau aus den 1950er-Jahren, der Theodor-Körner-Hof (Ladislaus Hruska und Kurt Schlauss 1951–1955) befindet sich an den Adressen 62 bis 72, wo einzelne Objekte mit ihrer Schmalseite an den Gürtel ragen und nunmehr durch eine Lärmschutzwand verbunden sind. Auf seinem Gelände befand sich vorher der Heu-, Stroh- und Pferdemarkt.
- „Ringstraße des Proletariats“:
  - Auf Nr. 76–80 befindet sich der Julius-Popp-Hof von Heinrich Schmid und Hermann Aichinger (1925)
  - Auf Nr. 82–88 befindet sich der Herweghhof von Schmid/Aichinger (1926/27)
  - Auf Nr. 90–98 befindet sich der Metzleinstaler Hof, mit 141 Wohnungen, 1923/1924 von Hubert Gessner als erster kommunaler Wohnbau am Gürtel errichtet. Vor dem Hof befindet sich die westliche Rampe des 1969 eröffneten „UStrab“-Tunnels.
  - Hinter diesen drei Bauten schließt der nicht am Margaretengürtel gelegene, aber zum Ensemble gehörende Matteotti-Hof (Schmid/Aichinger, 1926) an.
  - Auf 100–102 wird die Reihe mit dem Reumannhof (Hubert Gessner, 1924) fortgesetzt.
  - Nach einer Unterbrechung kommt auf 122–124 der Ernst-Hinterberger-Hof (Adolf Jelletz, 1928/29), der 2013 nach einem seiner Bewohner, dem Schriftsteller Ernst Hinterberger benannt wurde.
  - Den Abschluss bildet der Franz-Domes-Hof auf 126–134 von Peter Behrens aus den Jahren 1928/29.
- Unterbrochen wird das Ensemble vor allem durch den Großwohnblock aus dem Jahr 1913 von Otto Kuntschik (114–118), der (nach Achleitner[15]) bereits den Maßstab für die spätere Bebauung vorwegnimmt.
- Nr. 136 ist das mit der Hauptfront zur Margaretenstraße gerichtete Eisenbahnerheim von Hubert und Franz Gessner aus dem Jahr 1913.
- Auf Nr. 142 befindet sich ein 2013 erbautes Hotel von David Chipperfield.
- Daran schließt auf Nr. 144 ein Wohn- und Geschäftshaus von Adolf und Carl Stöger junior aus dem Jahr 1912 an.
- Im an den Gürtel grenzenden Bruno-Kreisky-Park, dem ehemaligen St.-Johann-Park zwischen Rechter Wienzeile und Schönbrunner Straße, befindet sich die einzige so genannte Linienkapelle, die aus der Zeit des Wiener Linienwalls erhalten geblieben ist; sie wurde 1759 im Barockstil errichtet. Solche Kapellen waren ebenso wie die Steuer einhebenden Linienämter bis in die 1890er Jahre bei allen 18 Toren, den so genannten Linien, gestanden. Im März 2010 kündigte die Stadt Wien an, den Bruno-Kreisky-Park mit den Grünflächen zwischen Wienfluss und nördlichstem Gaudenzdorfer Gürtel durch einen Steg für Fußgänger und Radfahrer über den Margaretengürtel zu verbinden.

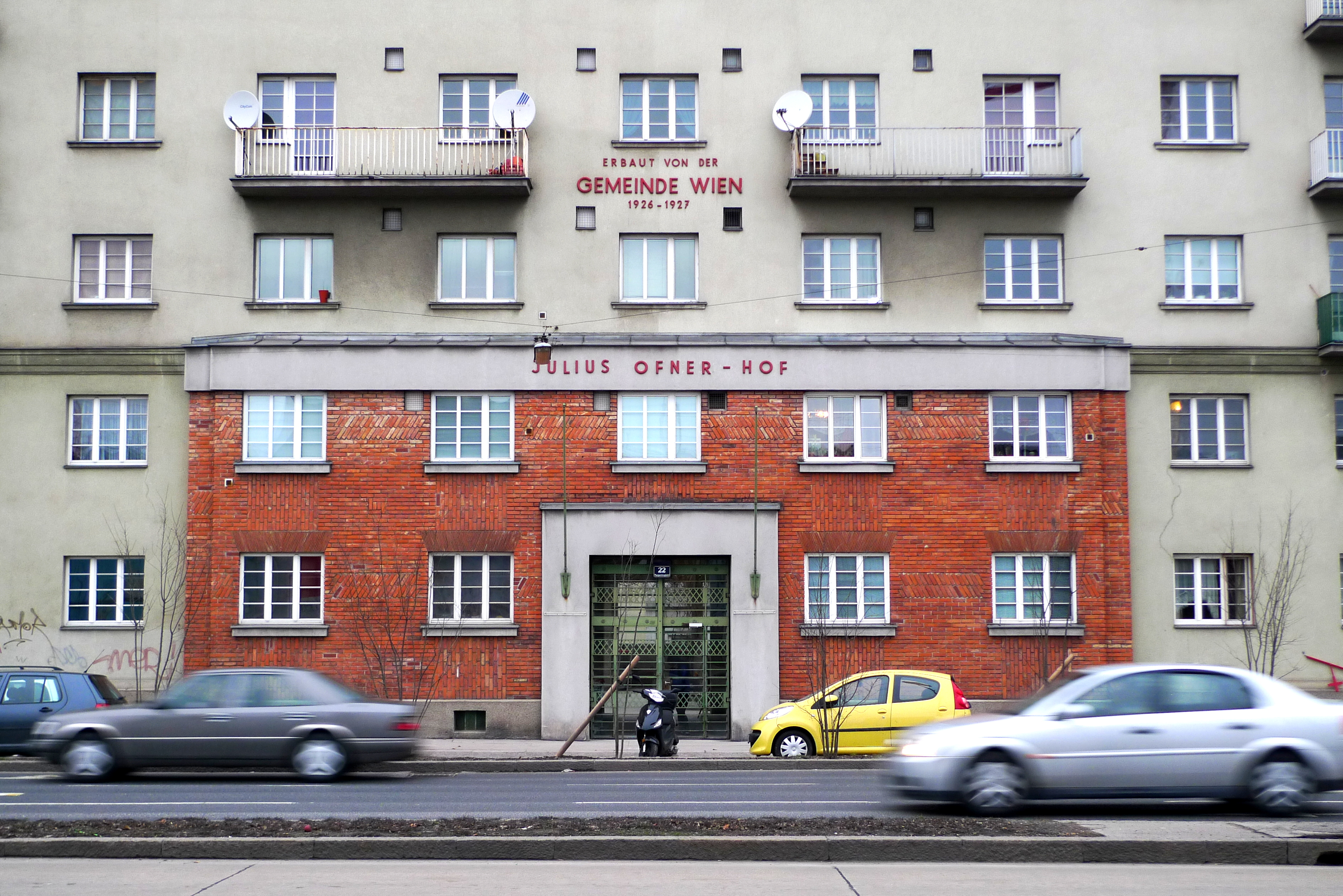
Julius-Ofner-Hof
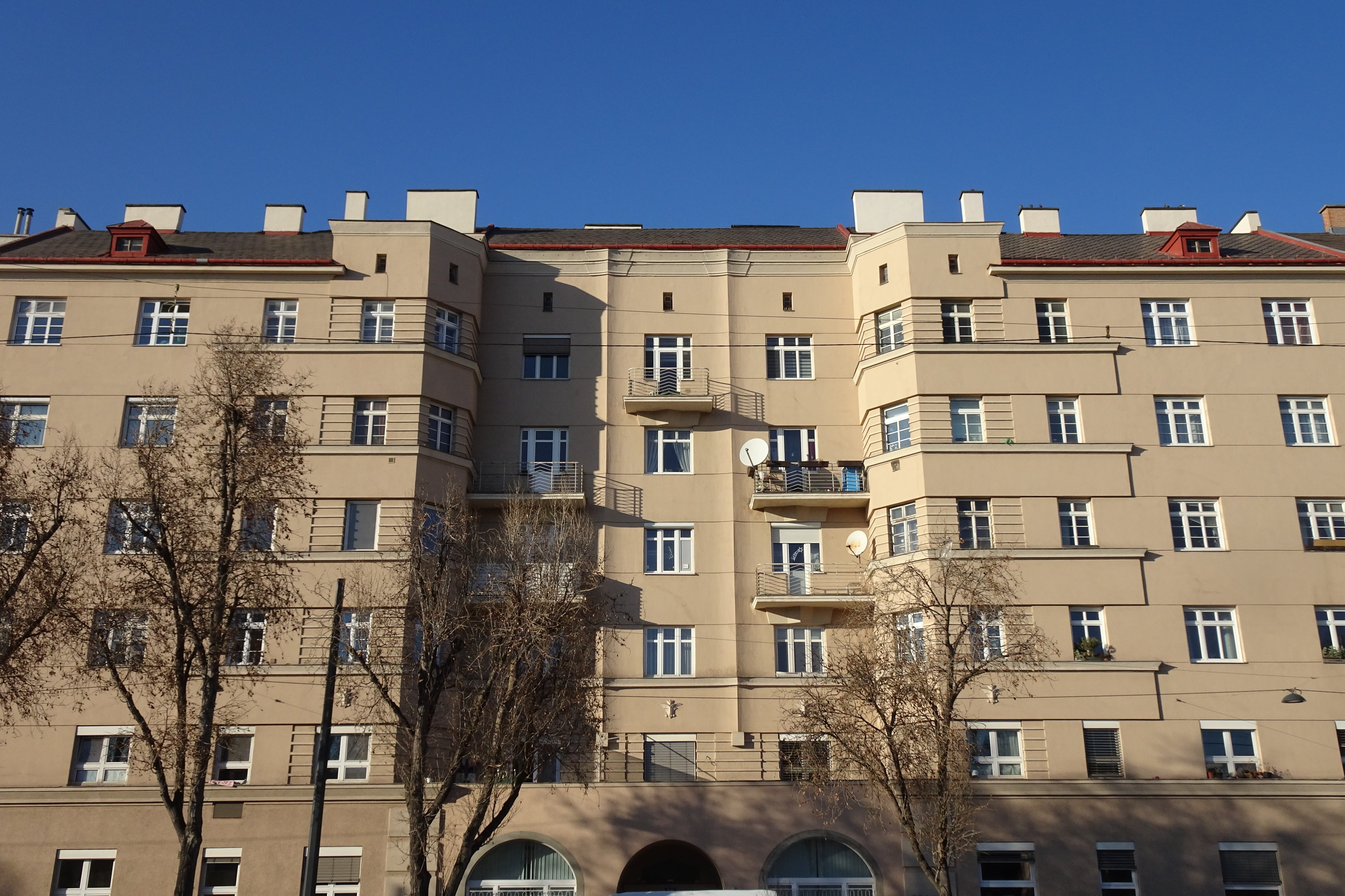
Wohnhaus der Südbahn-Gesellschaft, Nr. 36
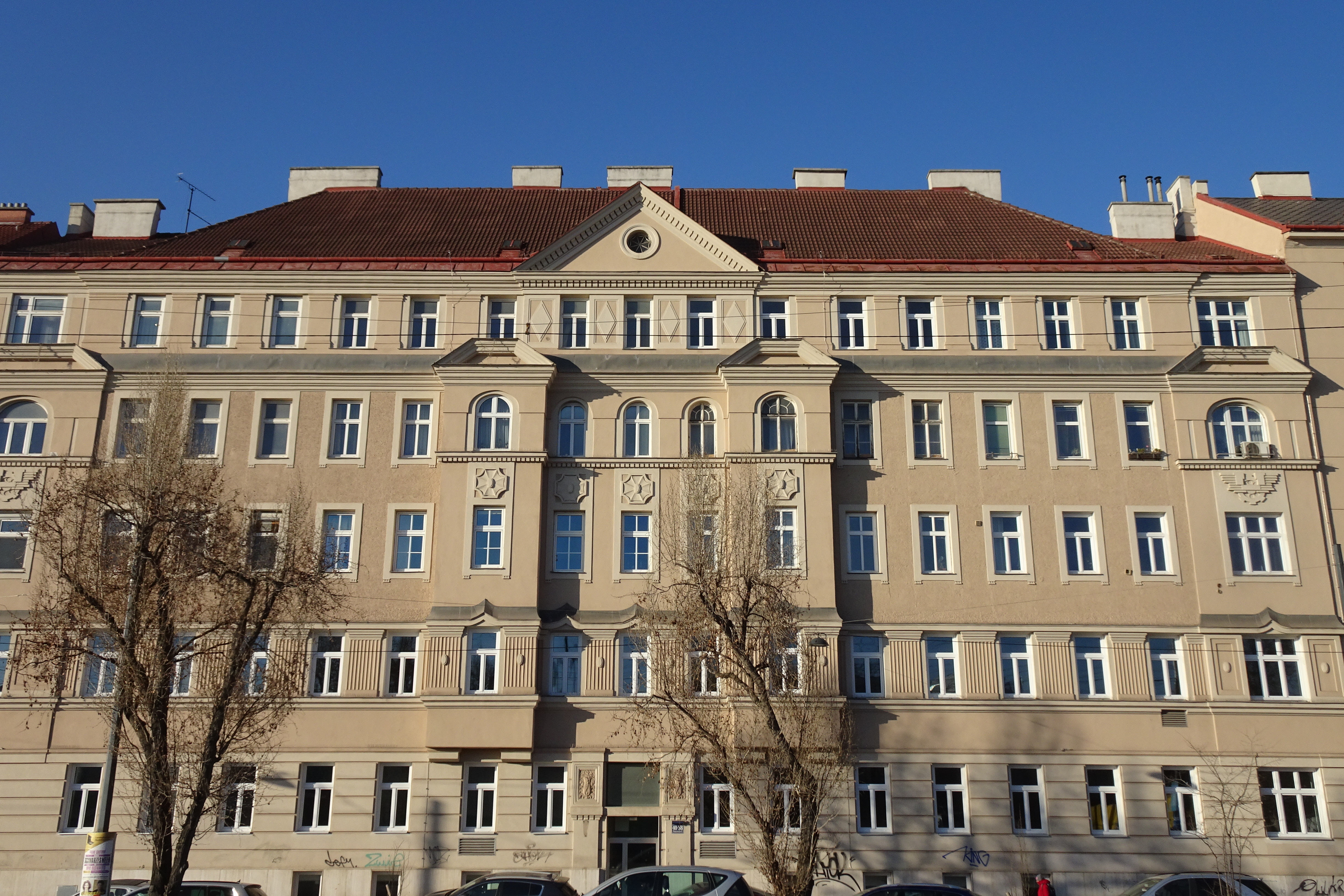
Wohnhaus der Südbahn-Gesellschaft, Nr. 38–40
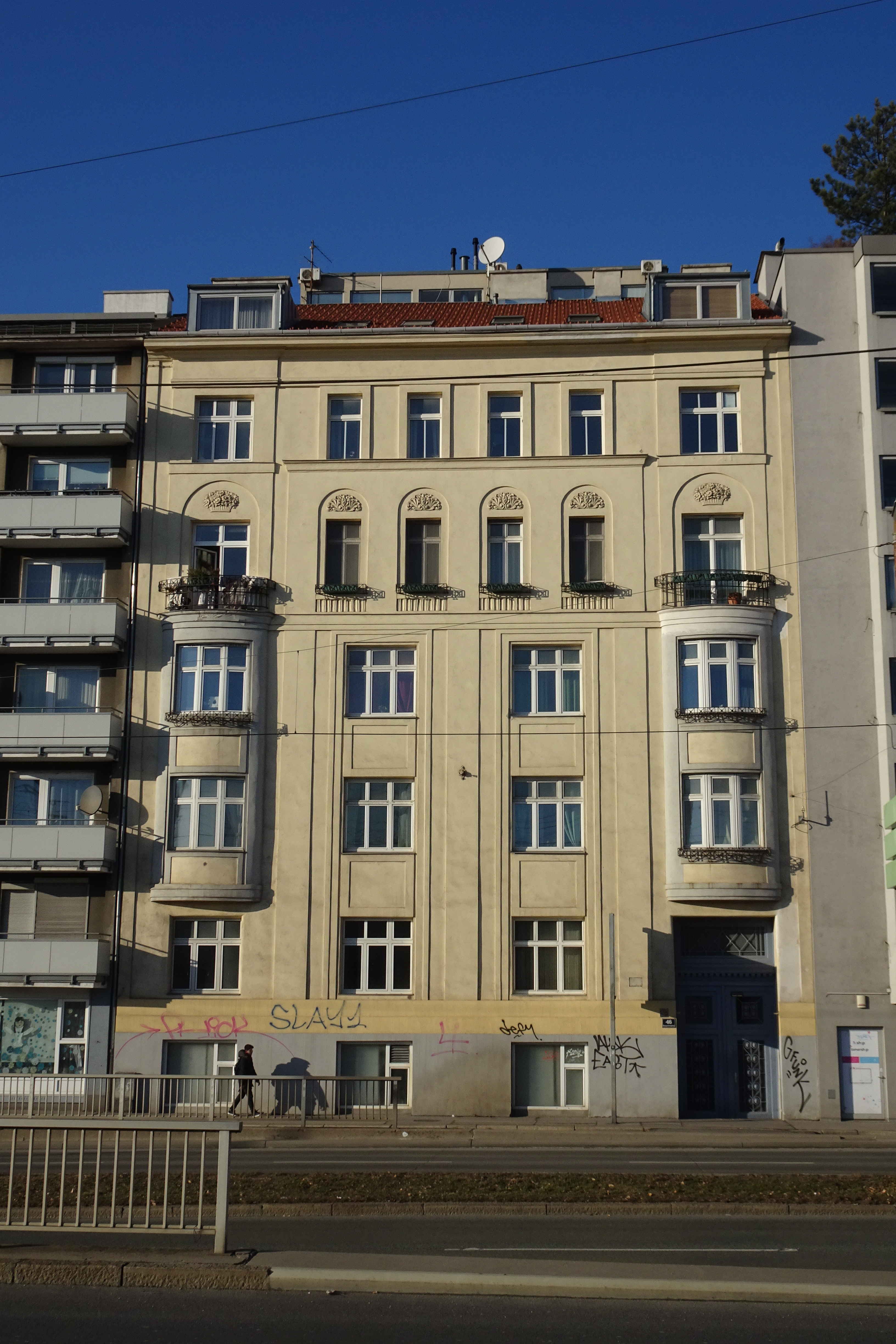
Nr. 46
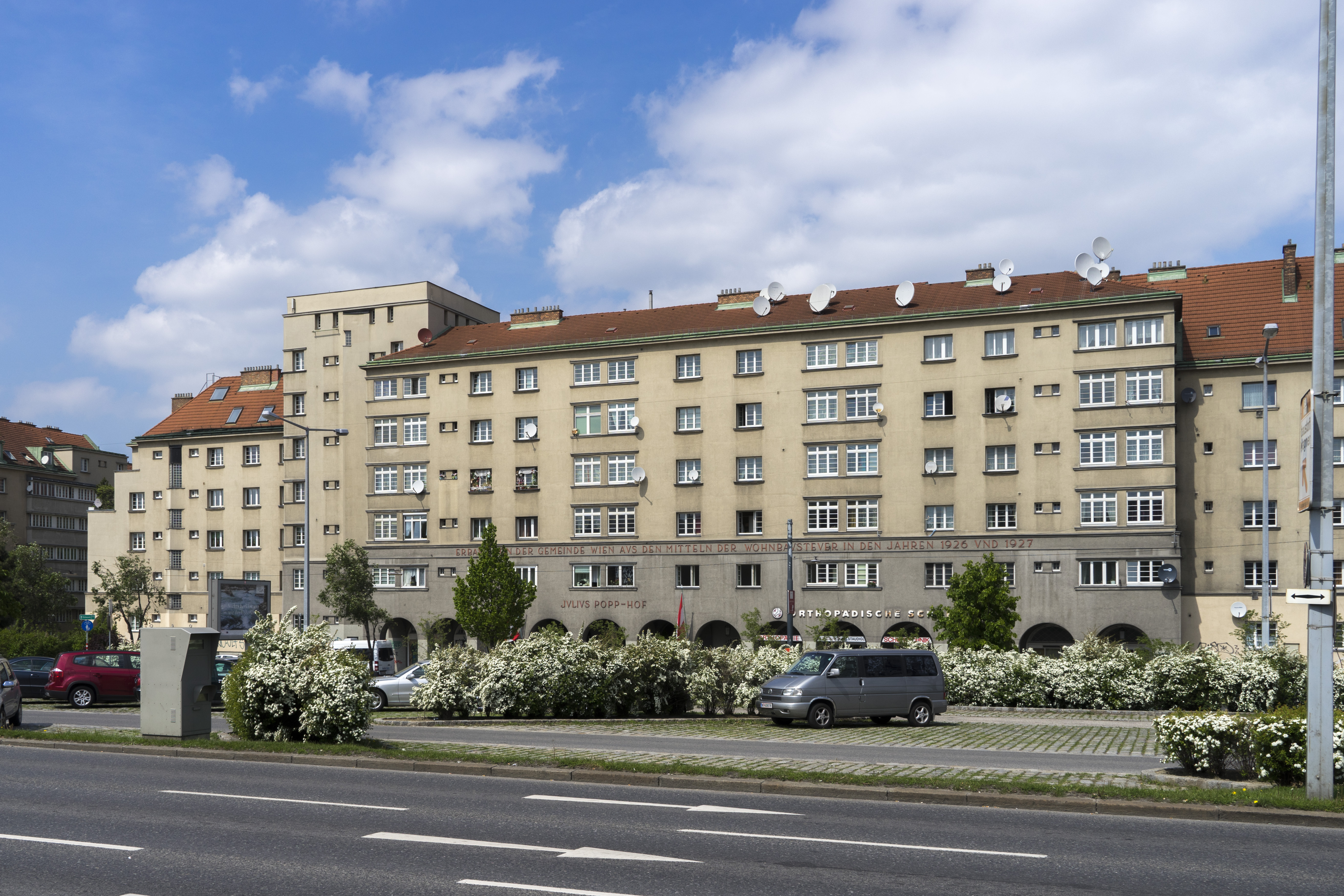
Julius-Popp-Hof
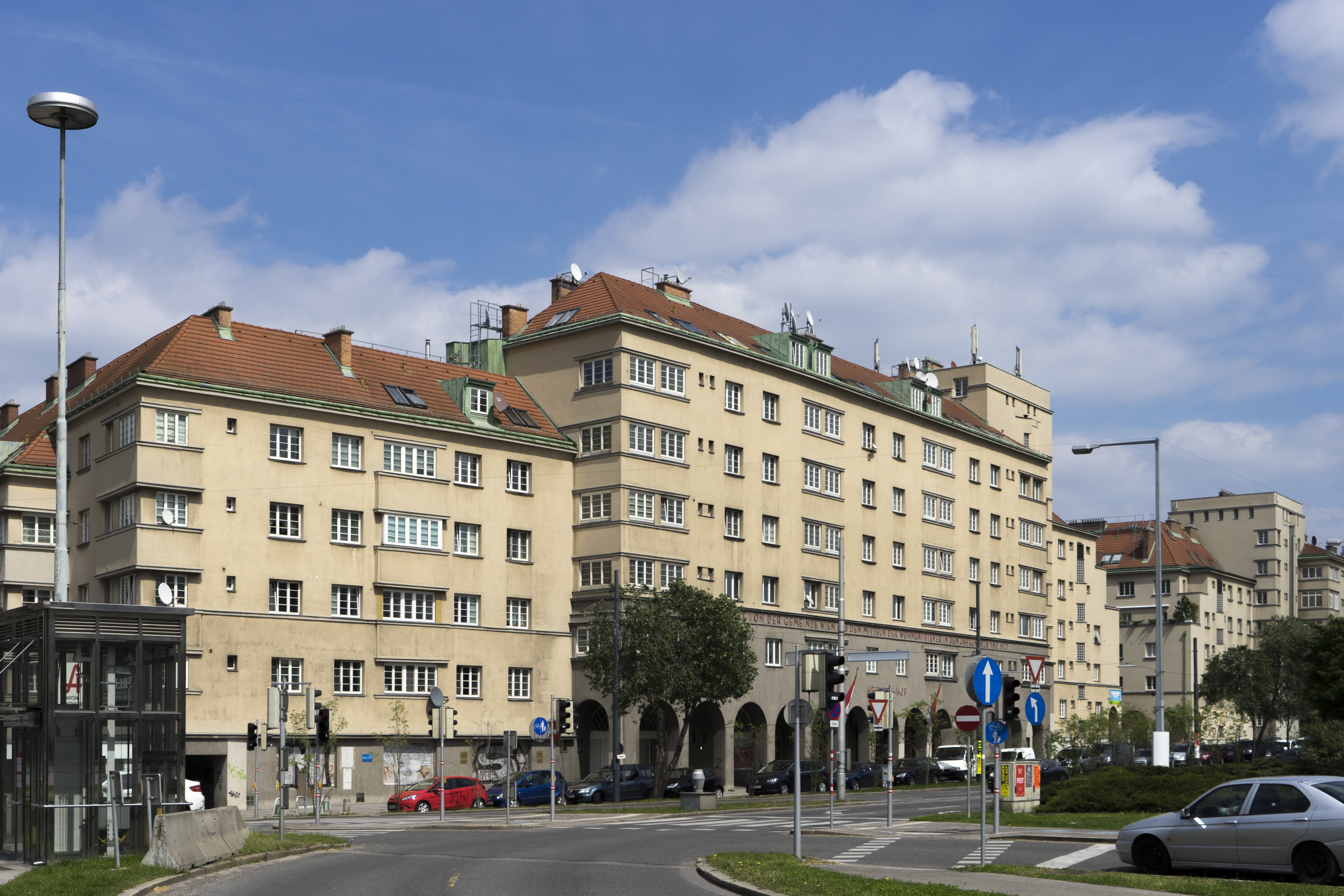
Herweghhof
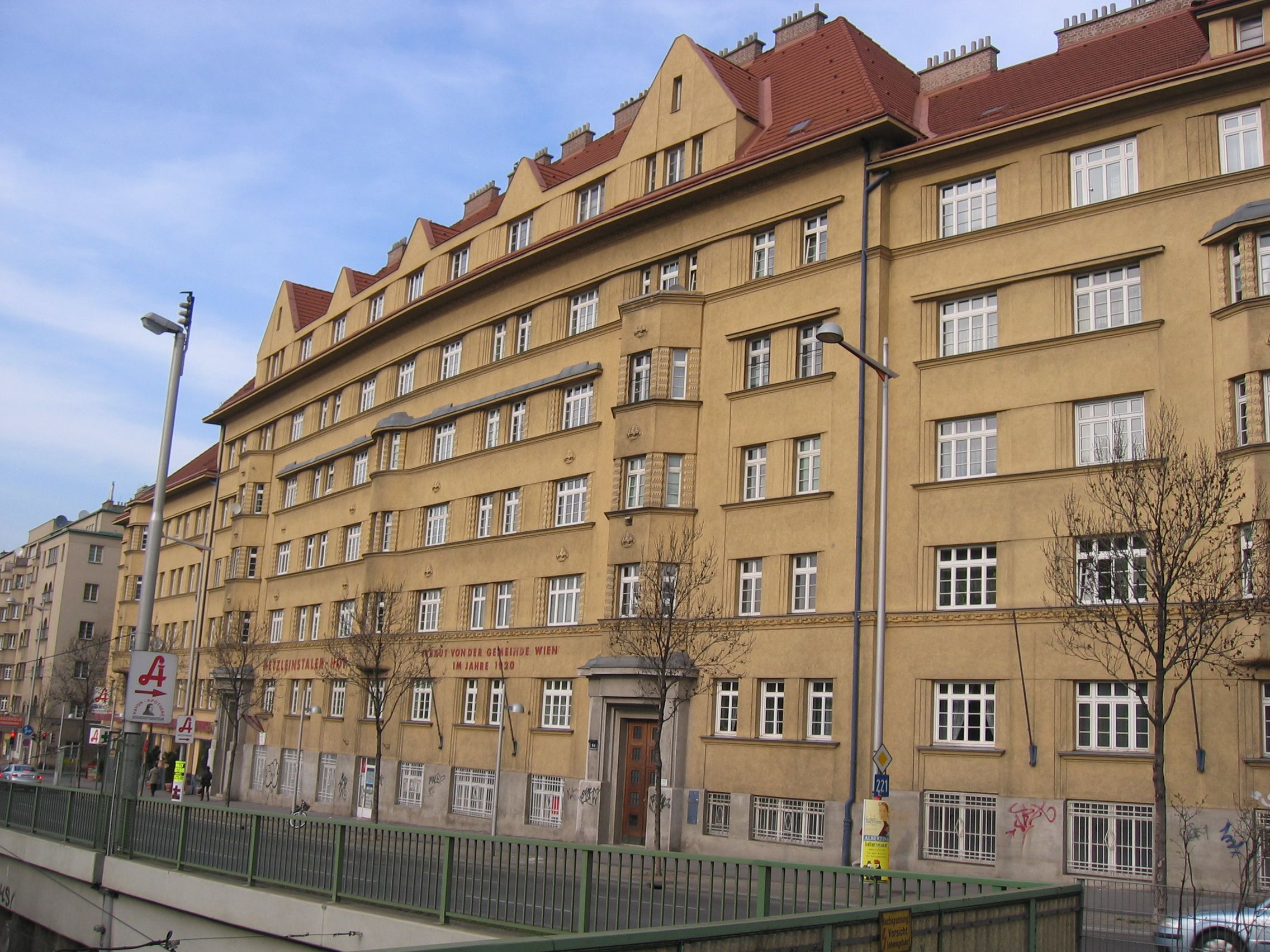
Metzleinstaler Hof
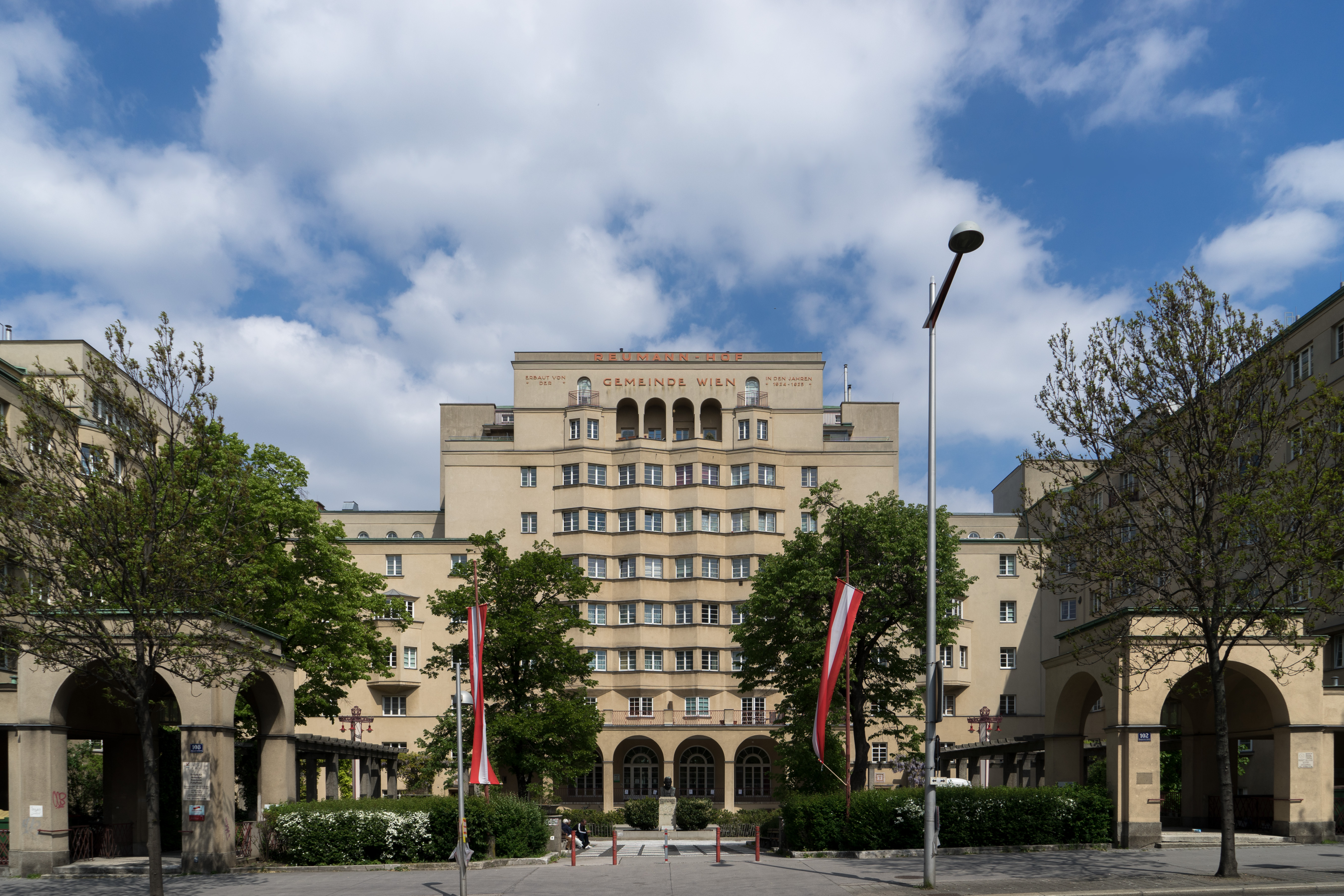
Reumannhof
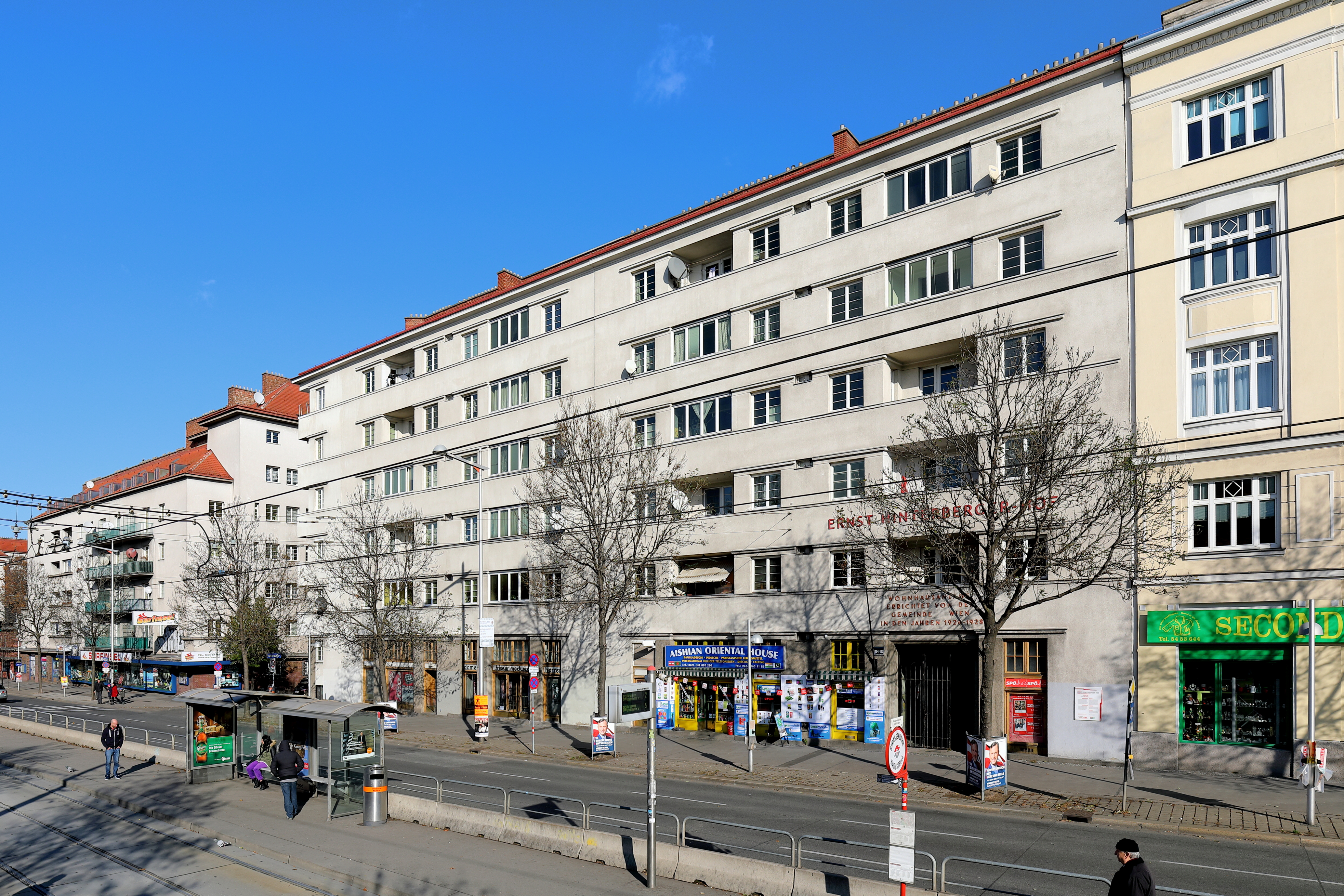
Ernst-Hinterberger-Hof
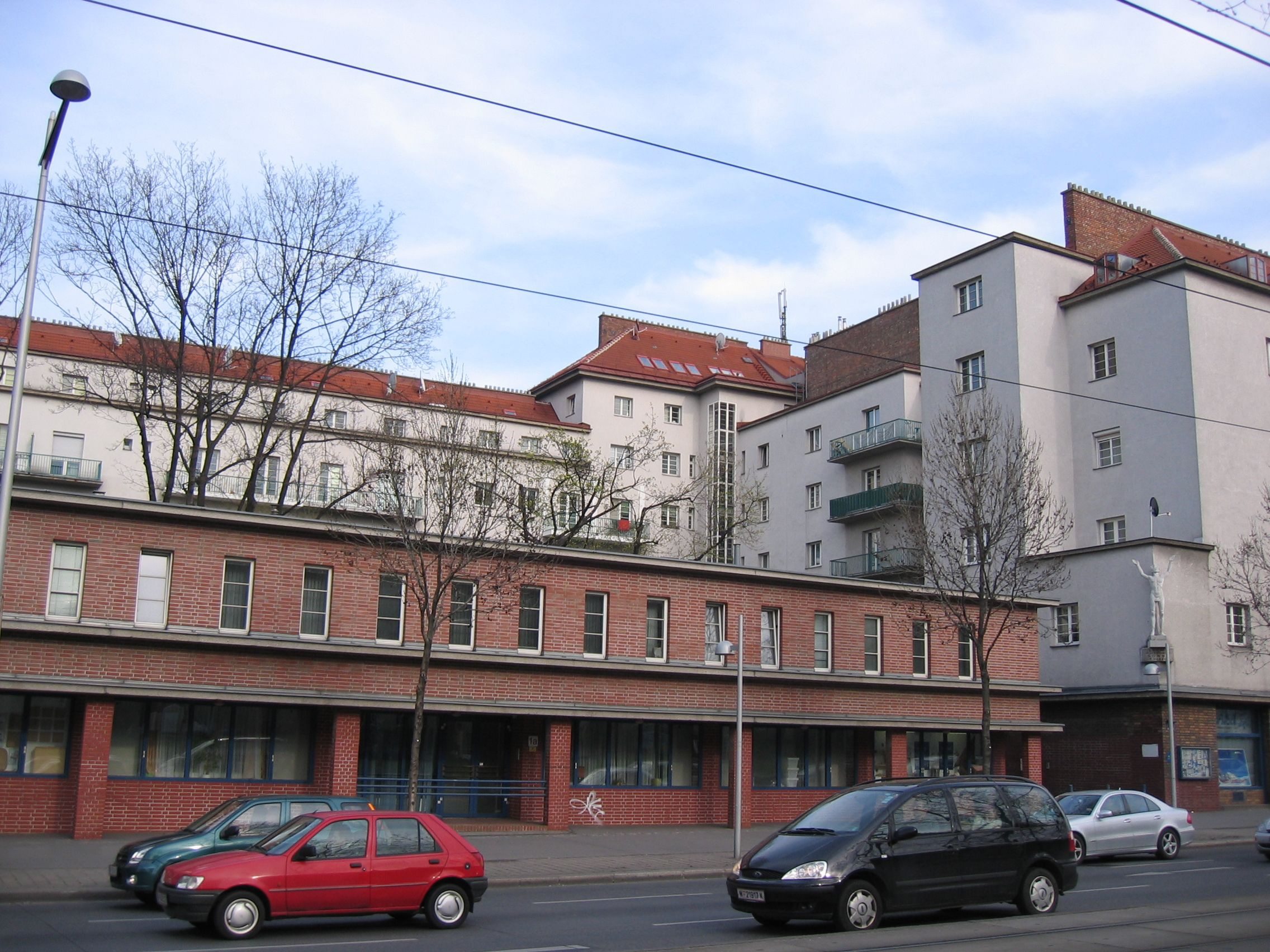
Franz-Domes-Hof
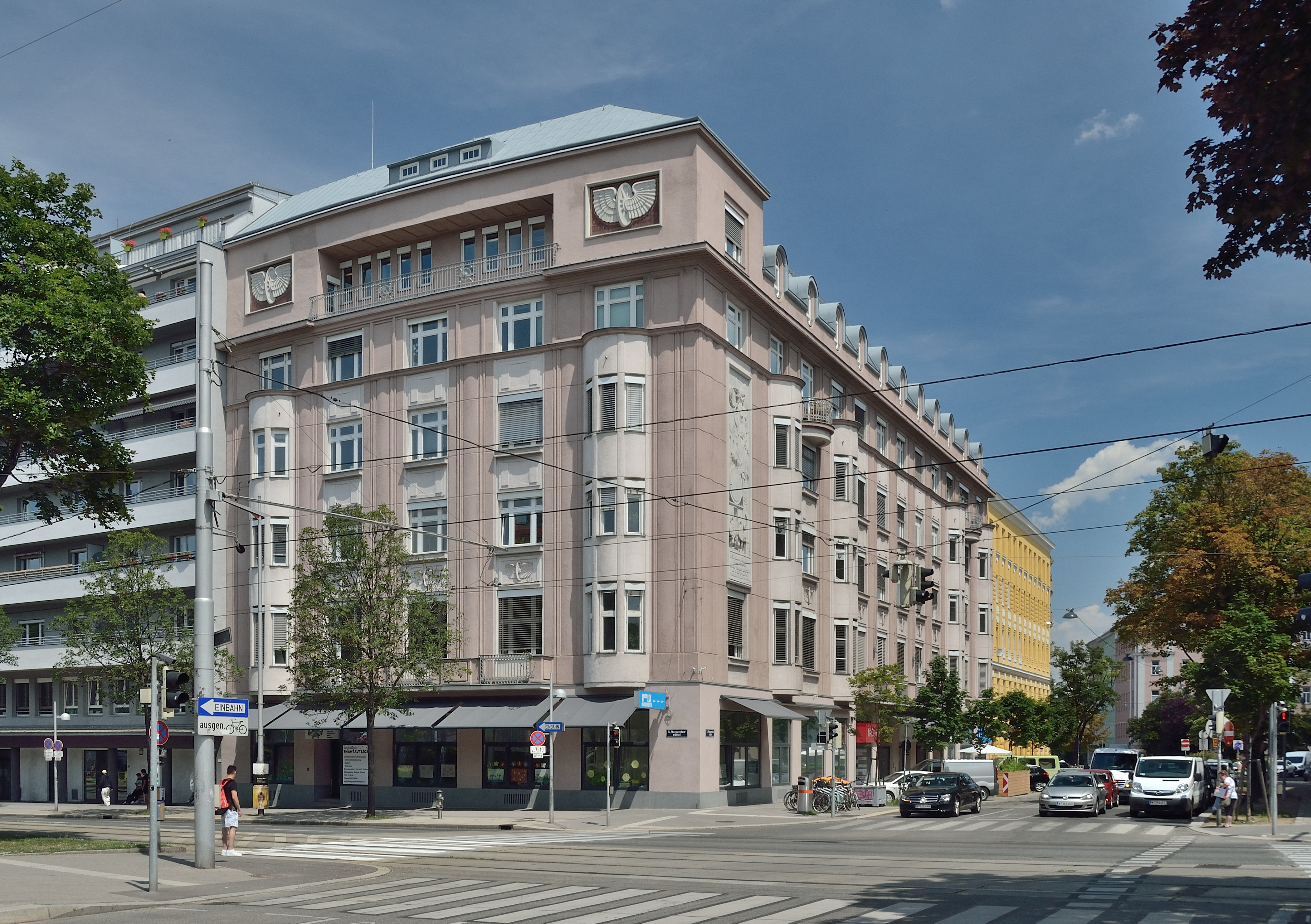
Eisenbahnerheim
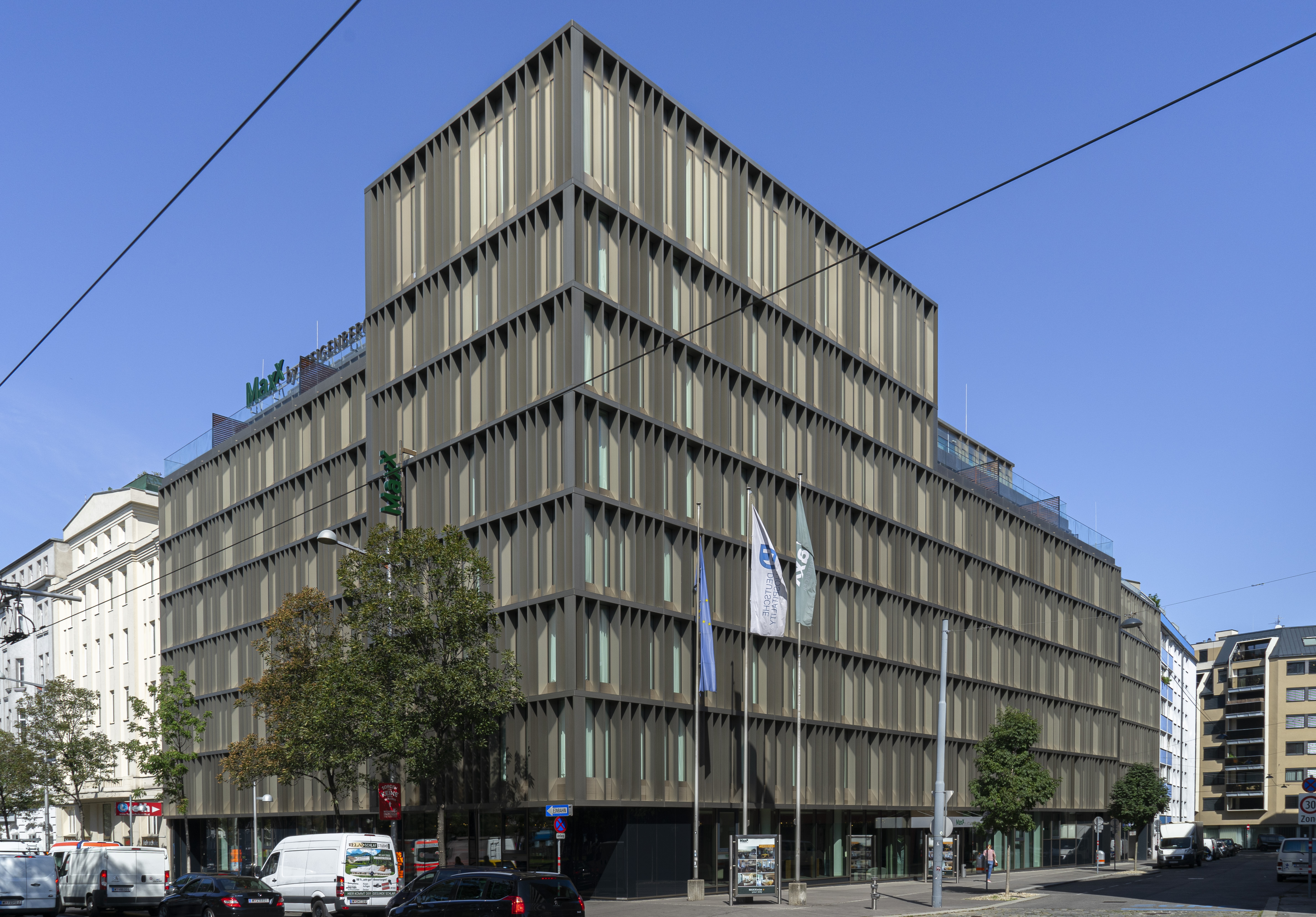
Hotel auf Nr. 142
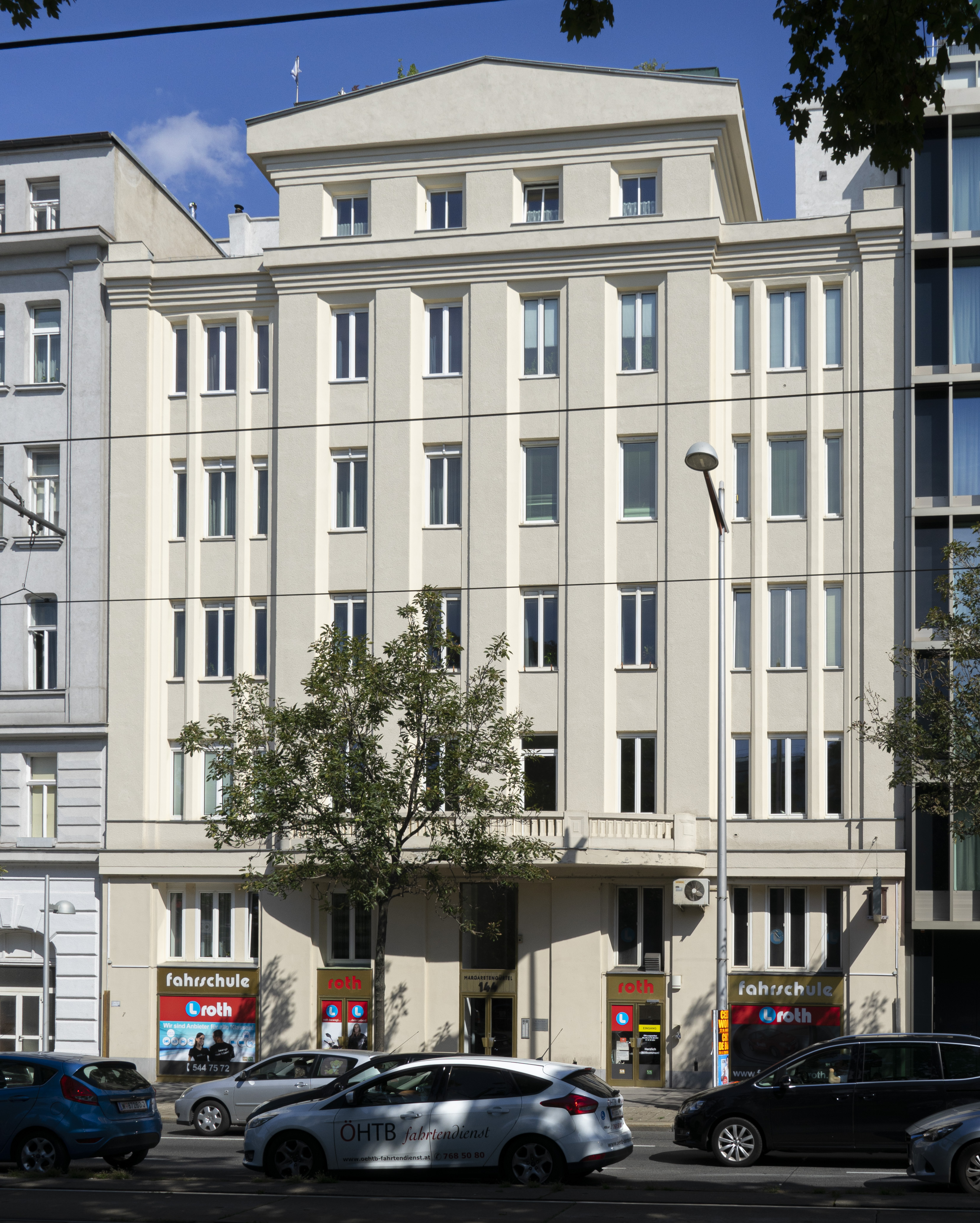
Nr. 144

### Wiedner Gürtel

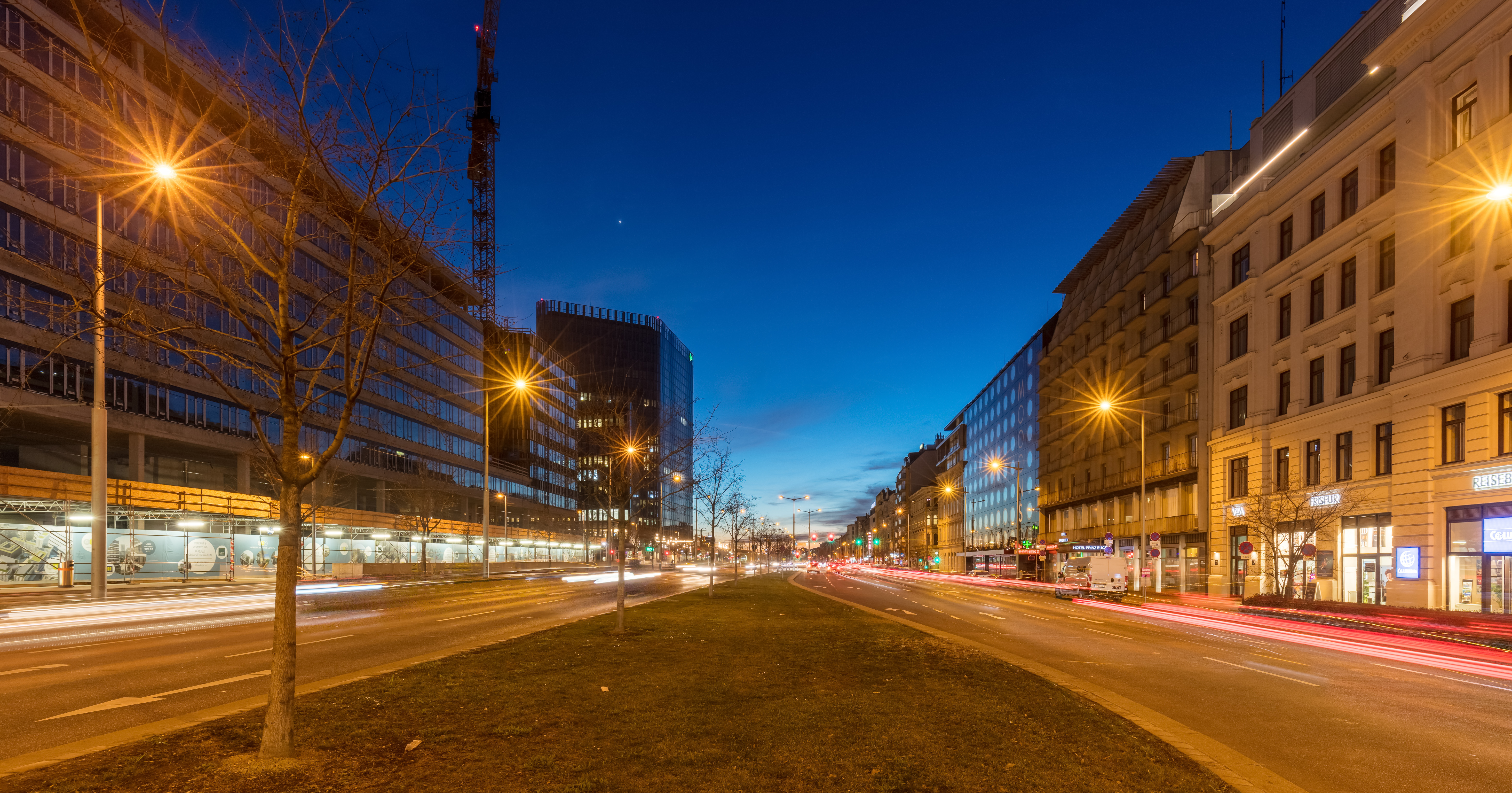
Wiedner Gürtel bei der Karl-Popper-Str., Blick nach Westen

Wiedner Gürtel, benannt 1882 (nach dem 4. Bezirk), vorher teilweise Vordere Südbahnstraße, heißt der Abschnitt von der Blechturmgasse bis zur Prinz-Eugen-Straße und Arsenalstraße. 1906–1908 gehörte auch die westliche Verlängerung bis zum Matzleinsdorfer Platz zum Wiedener Gürtel, ehe sie in den Margaretengürtel einbezogen wurde. Der Wiedener Gürtel entspricht dem Gürtelabschnitt im 4. Bezirk, zwischen Südtiroler Platz und Arsenalstraße grenzt der 10. Bezirk an. Die Straßenbahnen fahren erst unterirdisch, dann an der Südseite der Fahrbahn auf einem eigenen Gleiskörper.
- Am östlichen Ende des Wiedner Gürtels befanden sich bis 1955 im 10. Bezirk zwei Kopfbahnhöfe, der Ostbahnhof und der Südbahnhof, mit dem Ghegaplatz als gemeinsamem Vorplatz. Dann wurde der Platz mit der Halle des 3. Südbahnhofs, der auch die Bahnsteiggleise der Ostbahn aufnahm, verbaut. 2010 wurde dieser Bahnhof abgerissen; auf dem Gelände entstand das Geschäfts- und Bürohausviertel Quartier Belvedere. An der Ecke zur Arsenalstraße wurde ein Bürohaus des Bankkonzerns Erste Group errichtet.
- Auf Nr. 12 befindet sich das Gebäude des Pensionsfonds der Südbahn-Gesellschaft, das 1906/07 von Ferdinand Pichler erbaut wurde. Für Achleitner drückt der Bau das Selbstbewusstsein der Gesellschaft und ihre Corporate Identity aus.[16]
- Auf Nr. 14 befindet sich das 1958 von Georg Lippert erbaute Hotel Prinz Eugen, das für Formensprache der späten 1950er repräsentativ ist.
- Auf Nr. 26 befindet sich ein Wohngebäude von Ernst Epstein aus dem Jahr 1909, daran schließt auf Nr. 28 ein secessionistisches Wohnhaus von Julius Müller aus demselben Jahr an.
- Auf Nr. 32–34 befindet sich ein auf den Neoklassizismus vorausweisendes Gebäude aus dem Jahr 1896 von Ludwig Baumann. Der secessionistische Dekor ist nur mehr teilweise vorhanden.
- Ein kommunaler Wohnbau, der Südtiroler Hof, befindet sich auf Nr. 38–40, er wurde 1927/28 von Karl Ernst und Josef Hahn errichtet.
- Südtiroler Platz (seit 1927, vorher seit 1898 Favoritenplatz): Hier werden die Gürtelfahrbahnen und die Straßenbahnlinie 18 seit 1959 in Tieflage unter der kreuzenden Favoritenstraße geführt. 1962 wurde sie S-Bahn-Station Südtiroler Platz eröffnet, 1978 die gleichnamige Station der U-Bahn-Linie U1. Der Hauptbahnhof, am 9. Dezember 2012 teilweise eröffnet, schließt (süd)östlich an den Platz an. Ferner endet hier der „UStrab“-Tunnel.
- Das letzte Gebäude am Wiedner Gürtel ist das Wiedner Gymnasium auf Nr. 68. Es wurde 1909/10 als Bundeslehranstalt für Frauenberufe von Emil und Paul Hoppe erbaut. Der große, freistehende ärarische Bau hat zum Gürtel hin einen geschwungenen Giebel und eine Lisenenordnung mit Blumendekor. Von Achleitner wird die klare architektonische Disposition der Teile gelobt.[17]

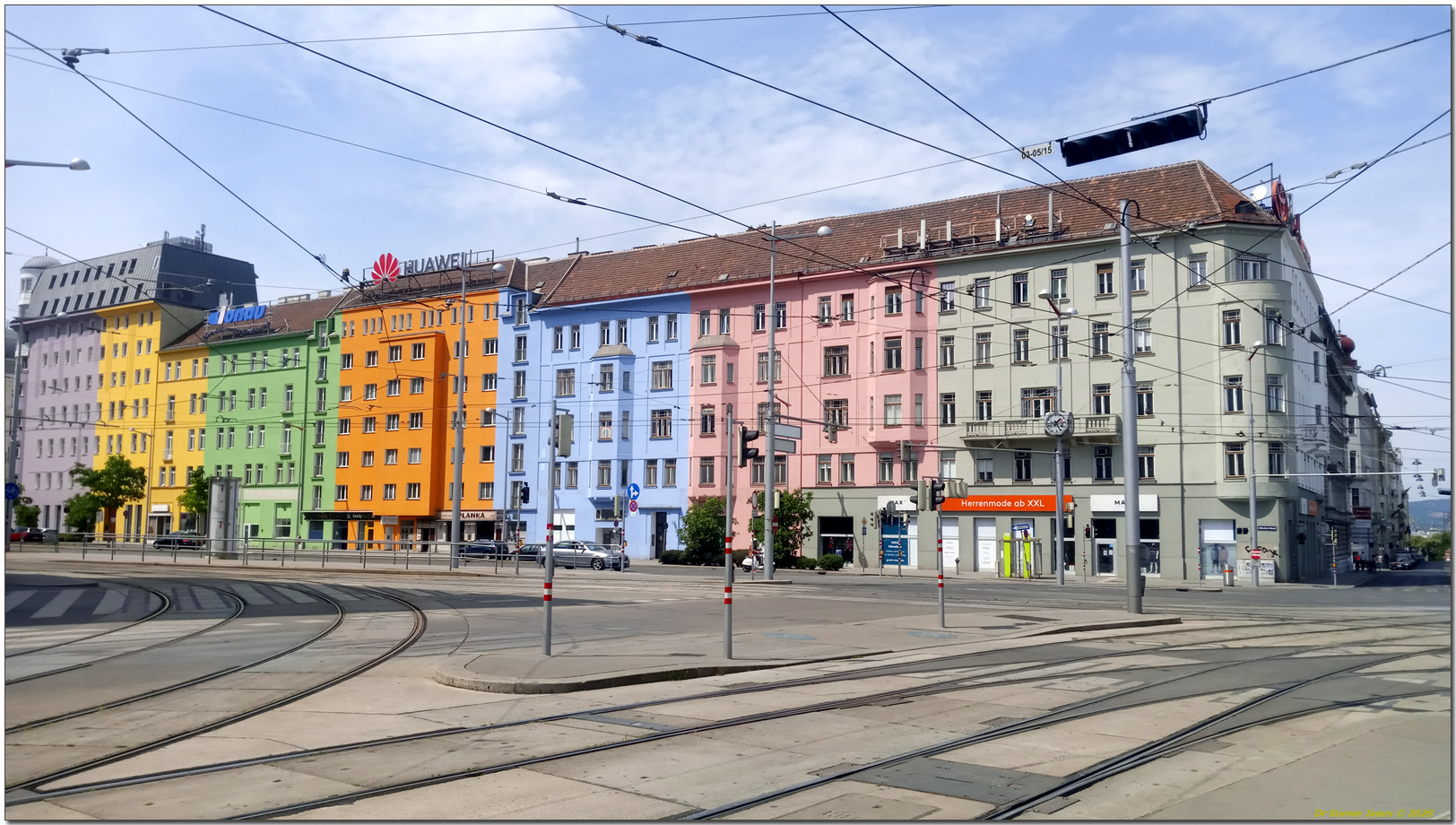
Die gürtelseitigen Gebäude des Häuserblocks zwischen Prinz-Eugen-Straße und Mommsengasse (Nrn. 2–10) gehören zur Caritas und sind in den Farben der Euro-Geldscheine bemalt
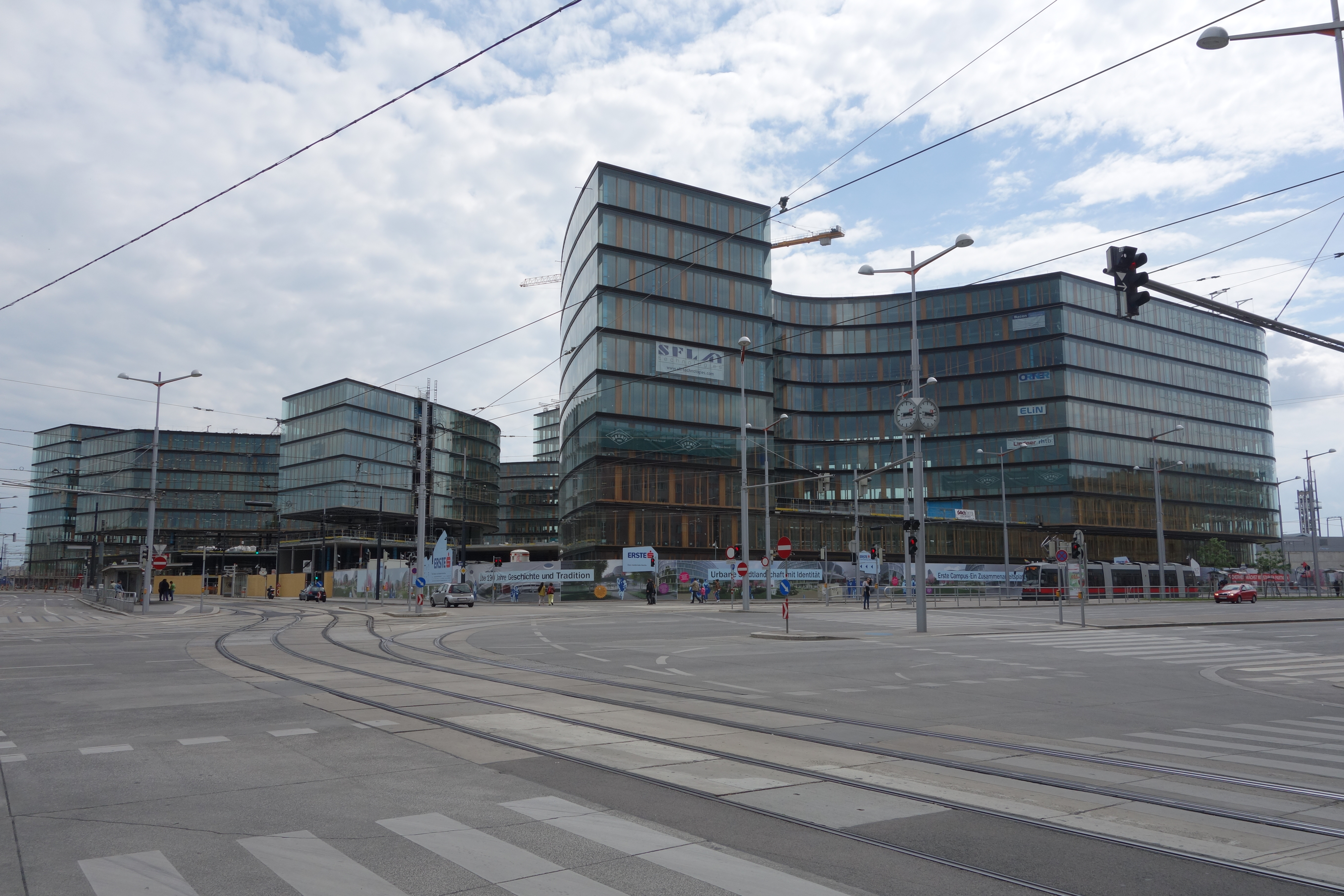
„Quartier Belvedere“ an der Kreuzung zur Arsenalstraße
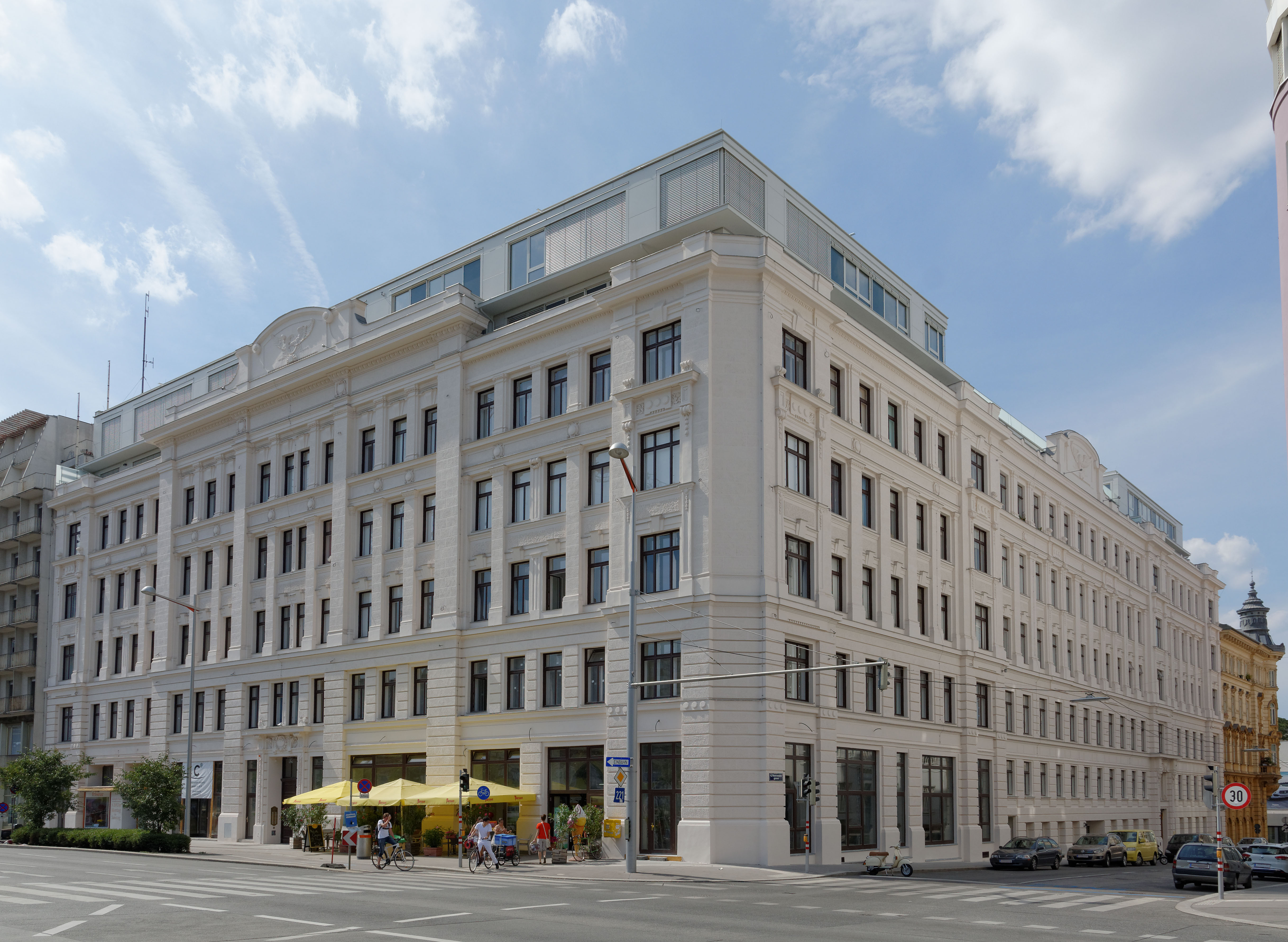
Nr. 12, der Dachausbau erfolgte um 2015
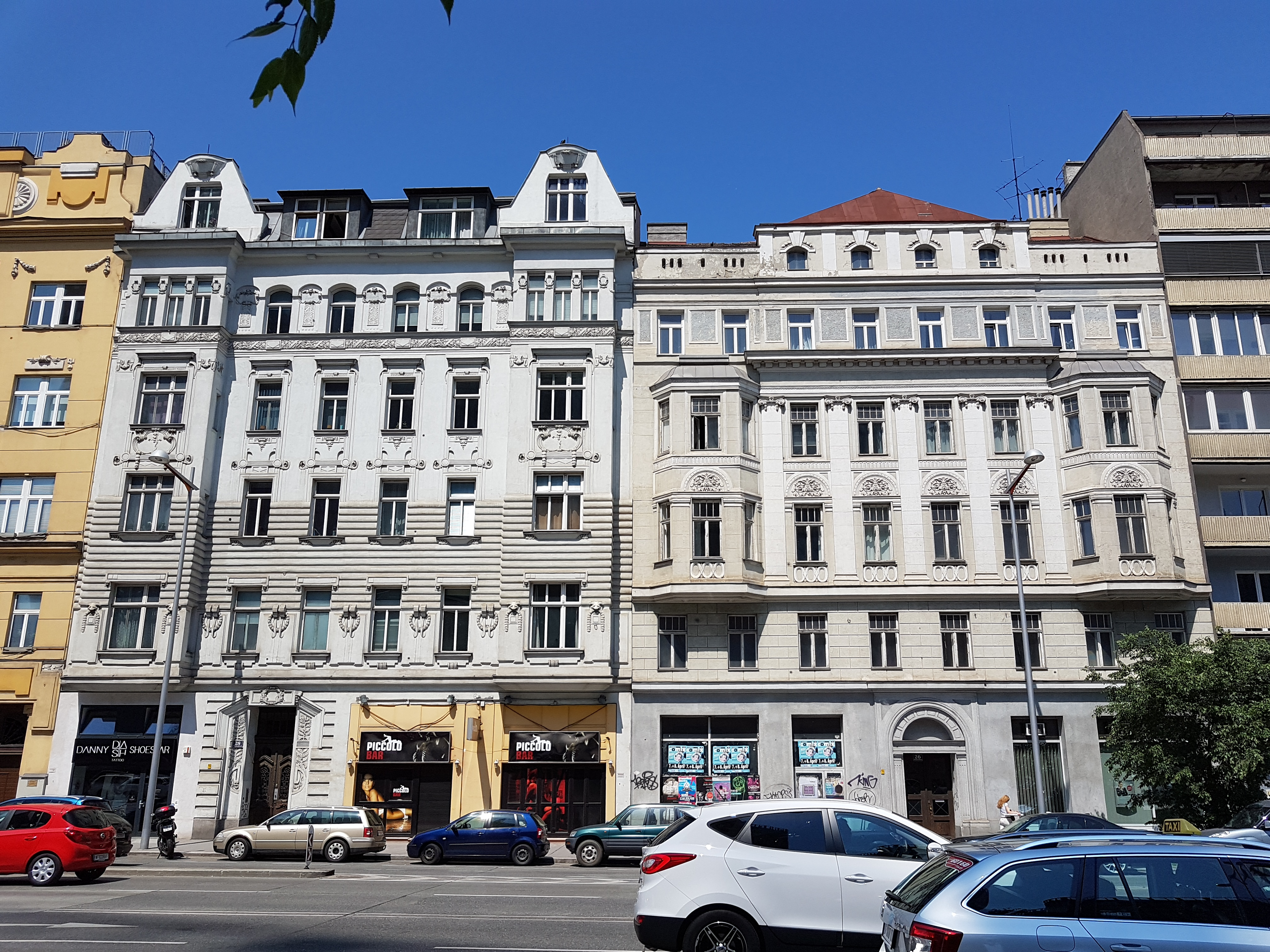
Nrn. 26 (rechts) und 28
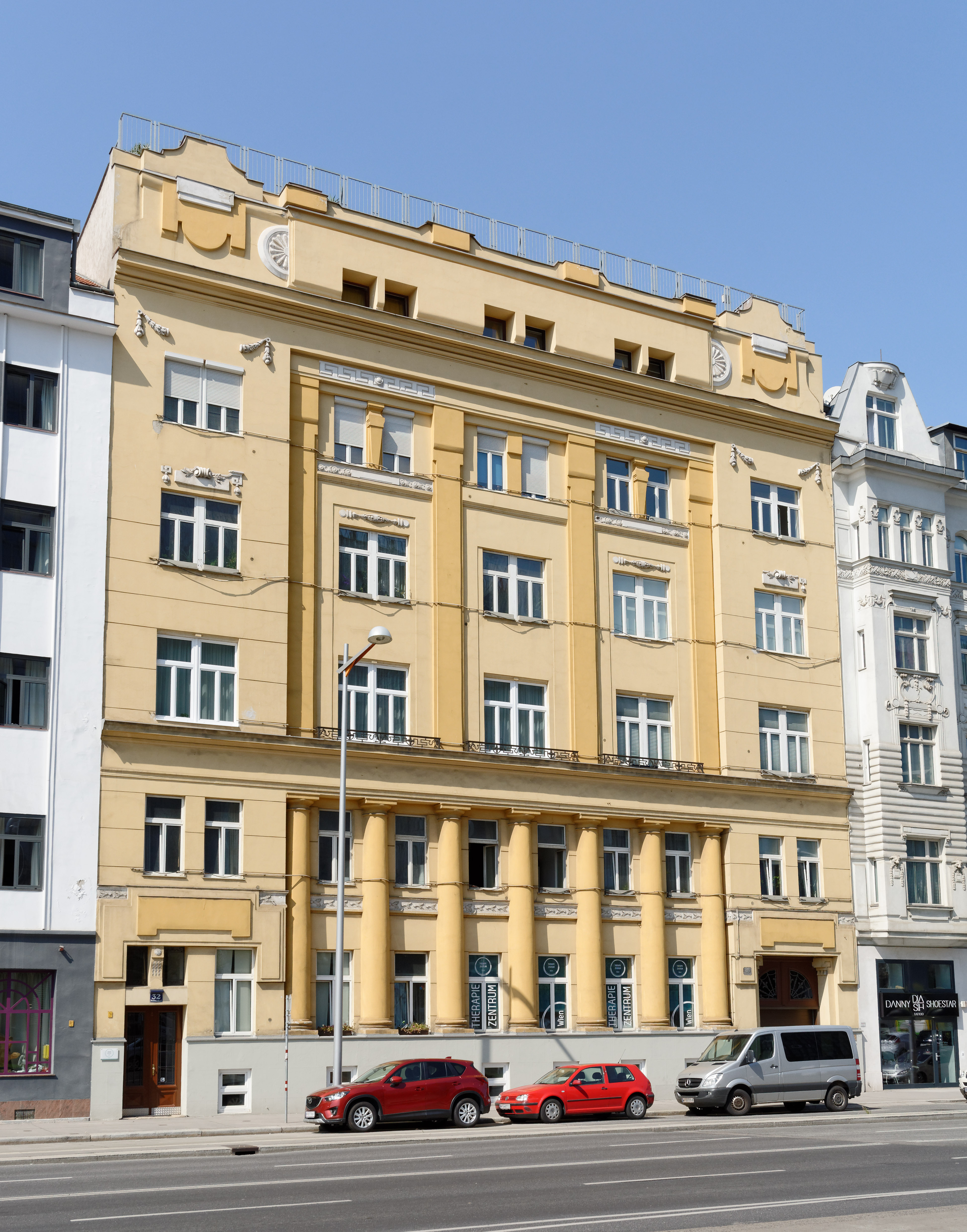
Nr. 32–34
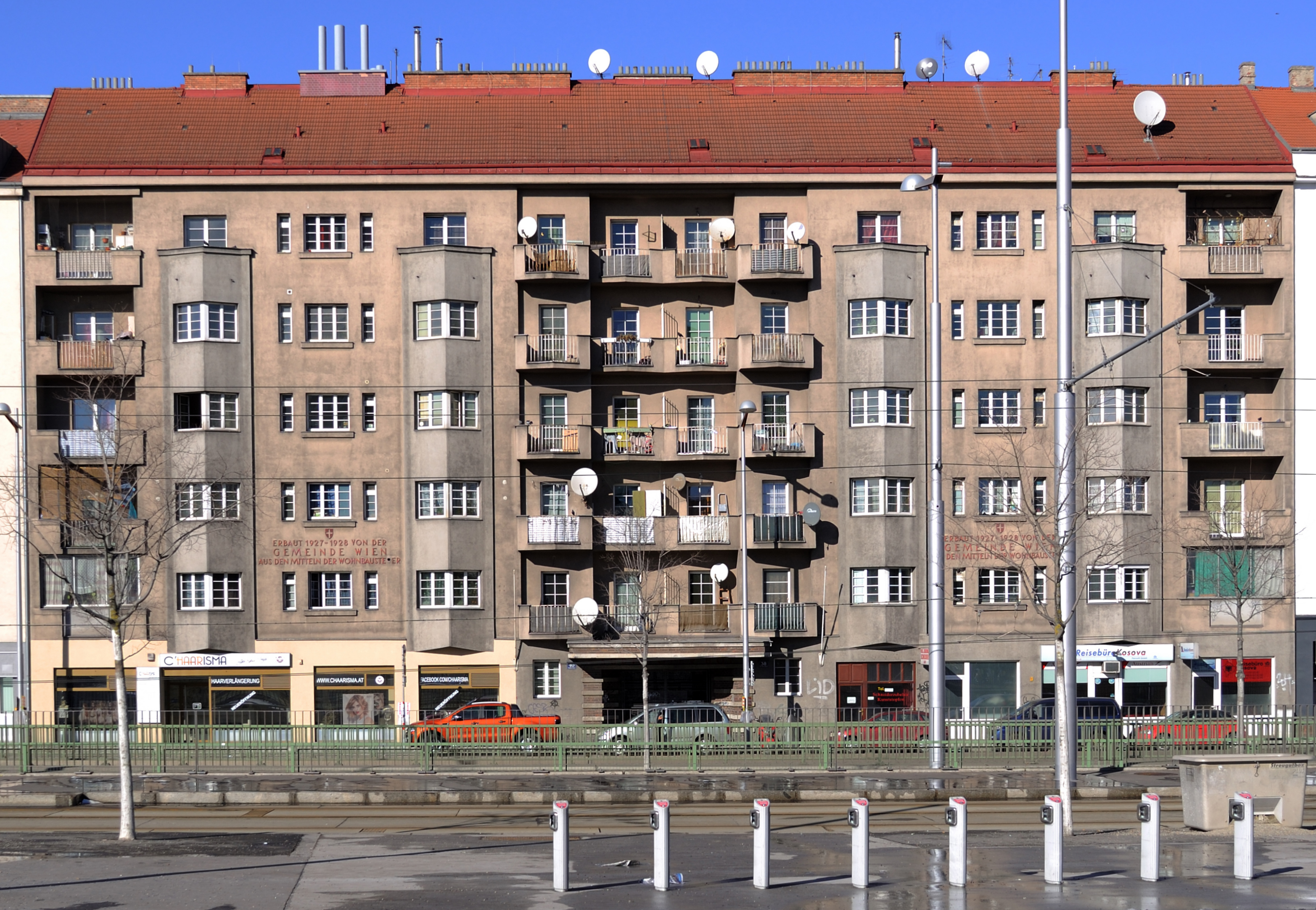
Südtiroler Hof
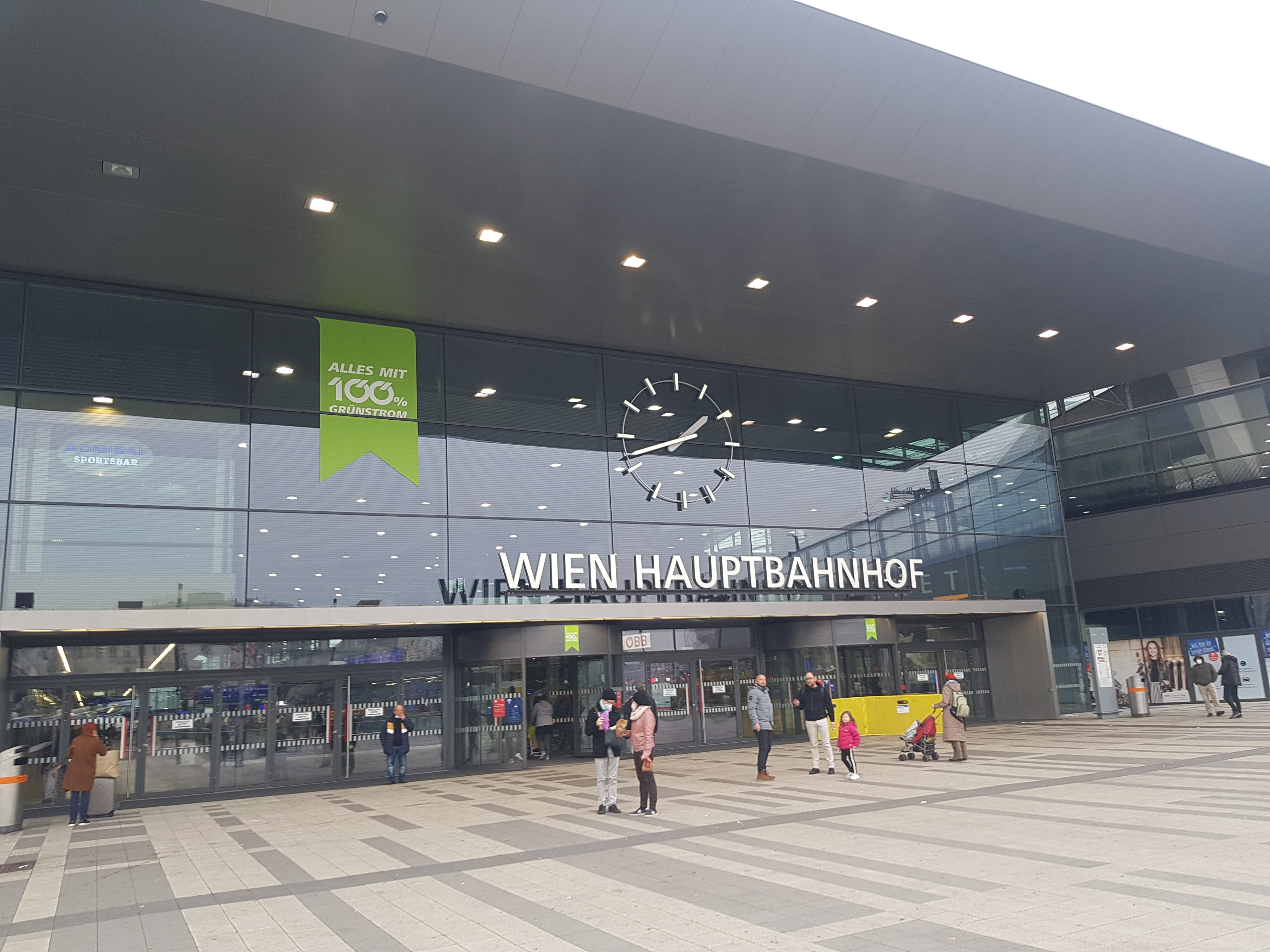
Eingang zum Hauptbahnhof
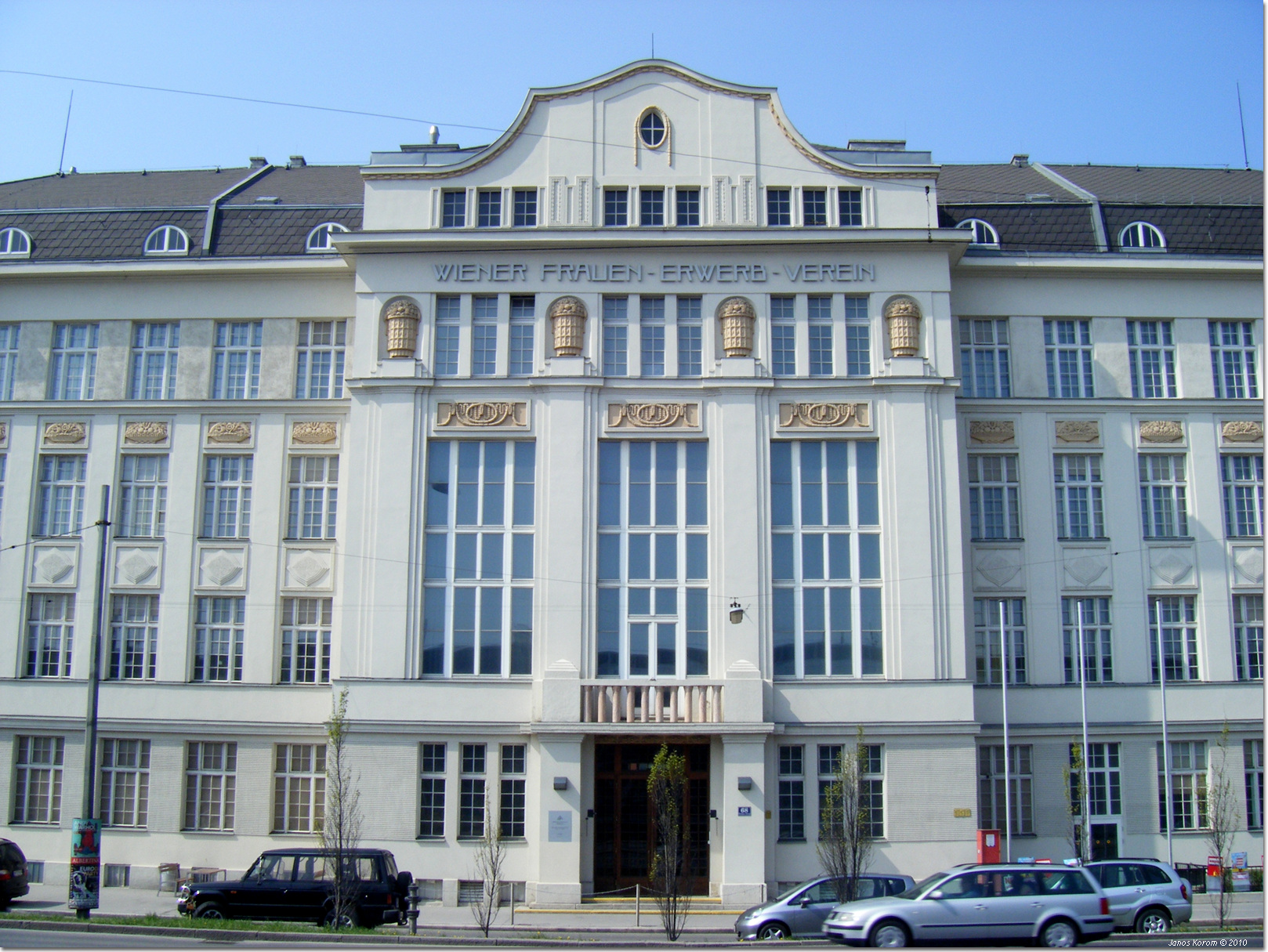
Wiedner Gymnasium

### Landstraßer Gürtel
Der Landstraßer Gürtel (benannt, Datum unbekannt, nach dem 3. Bezirk), ist der östlichste Teil der Gürtelstraße, von der Kreuzung Prinz-Eugen-Straße/Arsenalstraße bis zum Ende des Gürtels am Wildgansplatz. Die Hauptfahrbahnen werden höhenfrei unter dem Wildgansplatz zur Autobahnzufahrt zum Knoten Landstraße der Stadtautobahn „Südosttangente“ (A23) weitergeführt. Richtung Nordosten zweigt beim Wildgansplatz die zur B221 zählende Landstraßer Hauptstraße ab, in die die Linie 18 einbiegt. Der Landstraßer Gürtel geht östlich des Wildgansplatzes, der die Straße für den Autoverkehr unterbricht, als Nebenstraße weiter und mündet schließlich in die Grasbergergasse. Er ist (abgesehen vom kurzen Sechshauser Gürtel) der einzige Abschnitt, der gegenläufig zu den anderen Abschnitten von Nordwest nach Südost nummeriert ist.
Der Landstraßer Gürtel wurde später konzipiert als andere Abschnitte des Straßenzuges; der Linienwall (der hier teilweise außerhalb des heutigen Gürtels verlief) war im Weg, der Druck zur Stadtentwicklung geringer als anderswo. Die Brücke über die heutige S-Bahn-Stammstrecke bei der Adolf-Blamauer-Gasse wurde erst 1910/1911 gebaut, auf dem Stadtplan von 1912 ist der östlich der Brücke vorgesehene Gürtelabschnitt noch nicht konkret festgelegt. Für den Landstraßer Gürtel war noch in Stadtplänen um 1960 eine projektierte Verlängerung vom heutigen Wildgansplatz, dem Gürtelende, parallel zur im Bogen verlaufenden Hofmannsthalgasse (3. Bezirk) bis zur Leberstraße (Aspangbahn) eingezeichnet. Die Gemeindebauten südlich der Hofmannsthalgasse nehmen den Bogen der geplanten Verlängerung auf, die nördlich des Sankt Marxer Friedhofs die Aspangbahn übersetzt hätte und dann etwa in der Lage der Südosttangente Richtung Donaukanal verlaufen wäre.
- Der Garten des Schlosses Belvedere, einer Hauptsehenswürdigkeit Wiens, grenzt bei der Prinz-Eugen-Straße direkt an den Landstraßer Gürtel. Ein ehemaliges Schulgebäude, das direkt am Gürtel liegt, dient nunmehr als Verwaltungsgebäude.
- Gegenüber, südlich des Gürtels, befindet sich der 1920 so benannte Schweizergarten, 1905/1906 als Maria-Josefa-Park eröffnet. An der Ecke zur Arsenalstraße befindet sich der Abgang zur Station Quartier Belvedere.
- Auf Nr. 5 befindet sich das ehemalige Hoffmann-La Roche-Verwaltungsgebäude, das heute als Hotel genutzt wird. Es wurde von 1960 bis 1962 von Georg Lippert erbaut und ersetzte das nach dem Zweiten Weltkrieg abgerissenen Palais Lanckoroński. Es war das erste Gebäude Wiens mit Vorhangfassade.
- An der Kreuzung Fasangasse/Schweizer-Garten-Straße biegt die Linie O nach Norden in die Fasangasse ab (siehe Fasanviertel), die Linie 18 fährt auf dem Gürtel weiter. An der Straßenbahnstation Fasangasse befindet sich an der Seite des Schweizergartens eines der letzten Wartehäuschen aus den 1910er-Jahren, das von Christoph R. Ernst entworfen wurde.
- Hinter dem Schweizergarten wurde bis 1856 das Arsenal des kaiserlichen Heeres errichtet (Heeresgeschichtliches Museum), dem sich der Landstraßer Gürtel bei der Einmündung der Ghegastraße nähert.
- Die zwischen Ghegastraße und Wildgansplatz nördlich angrenzenden Aspanggründe lagen lange brach, hier entsteht seit den 2000er Jahren das Stadtviertel Eurogate. Während die an den Rennweg angrenzenden Teile fertiggestellt sind, werden die an den Gürtel angrenzenden Bereiche aktuell bebaut.

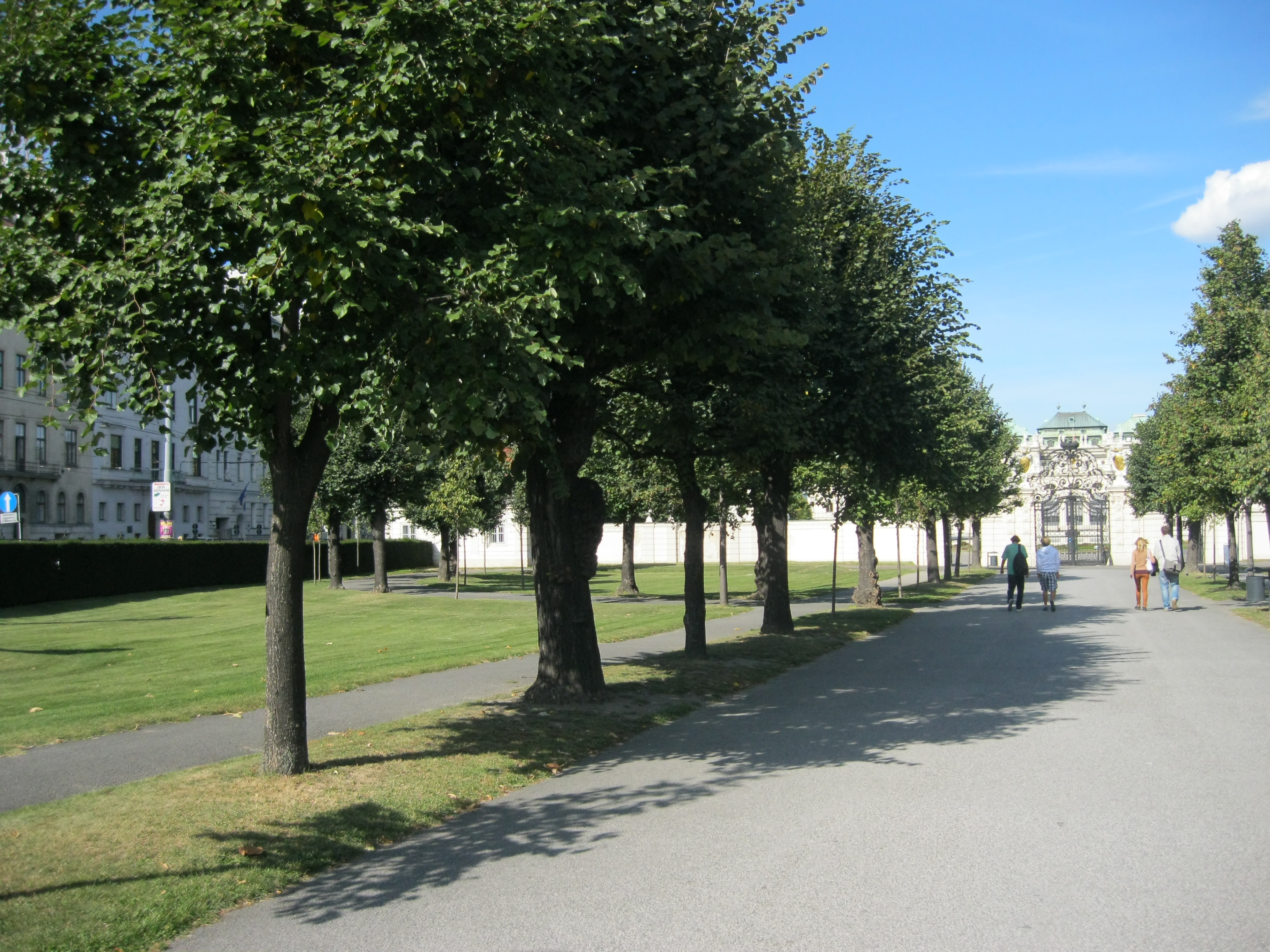
Die Allee vom Gürtel zum Oberen Portal des Belvedere-Gartens
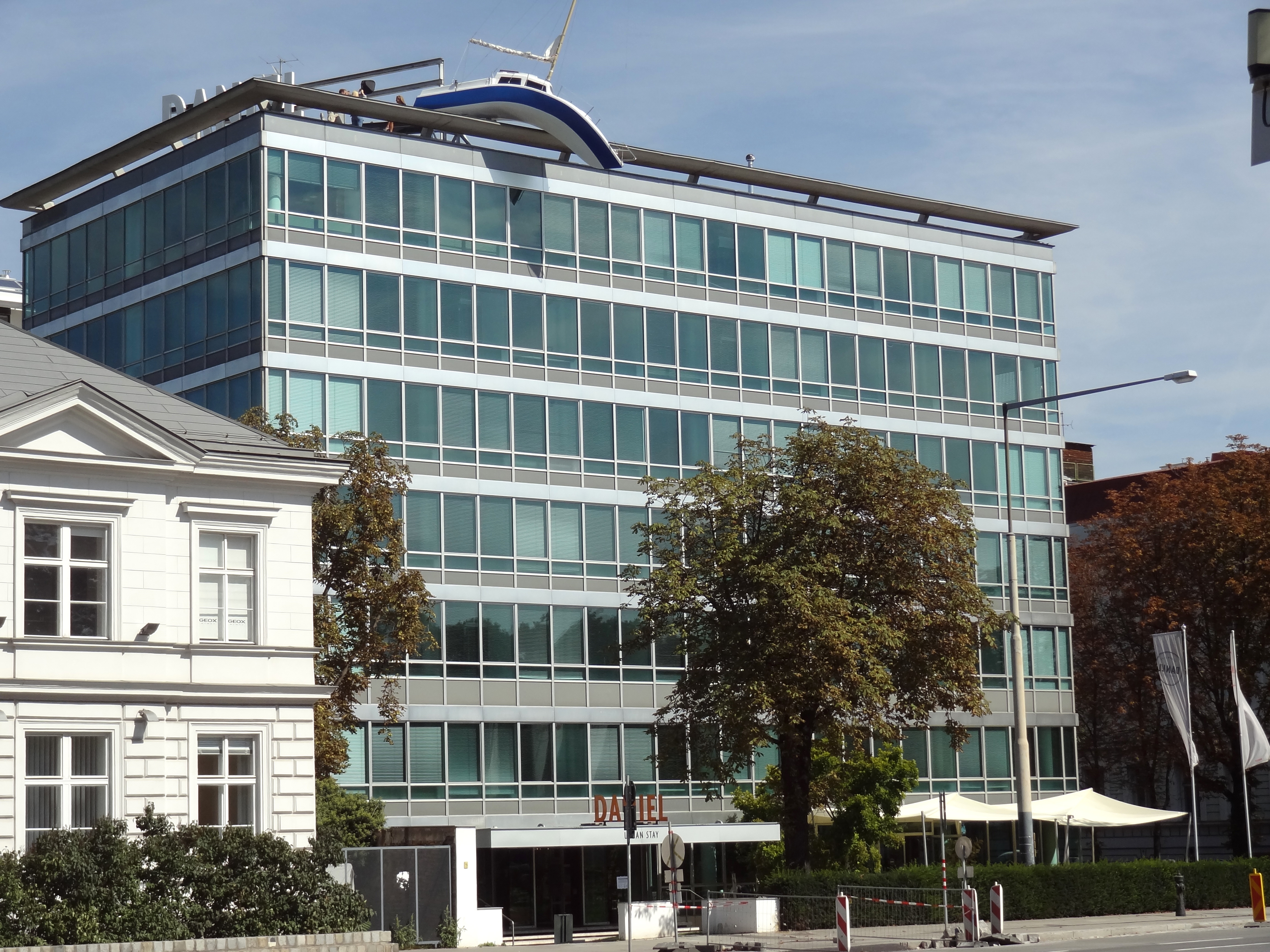
Das ehemalige Hoffmann-La Roche-Gebäude, links das ehemalige Schulgebäude, die Bootsskulptur am Dach stammt von Erwin Wurm aus dem Jahr 2012
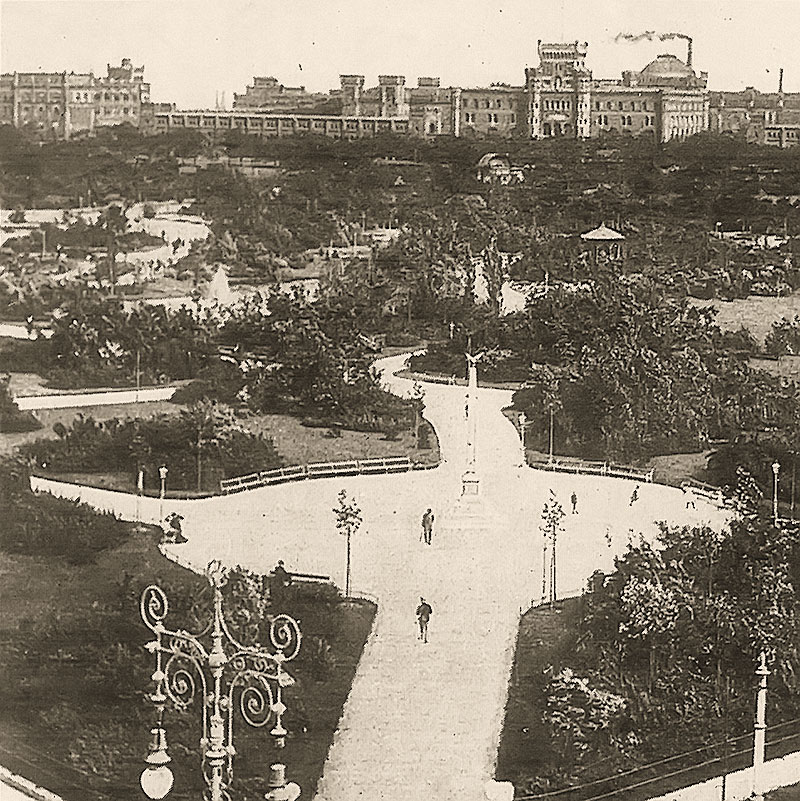
Der Maria-Josefa-Park, seit 1920 Schweizergarten, um 1900, vom Gürtel aus gesehen; im Hintergrund das Arsenal
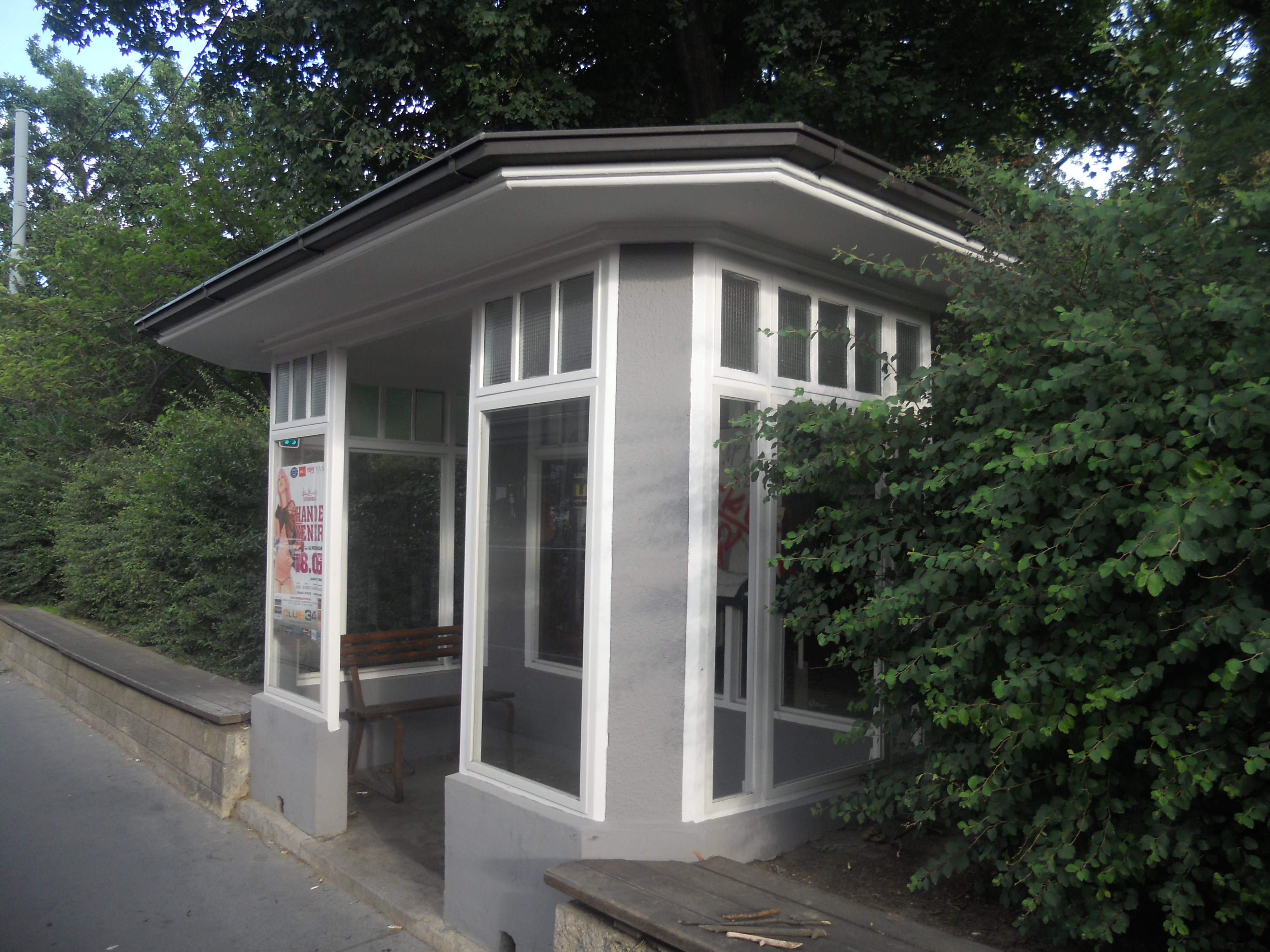
Das Straßenbahn-Wartehäuschen
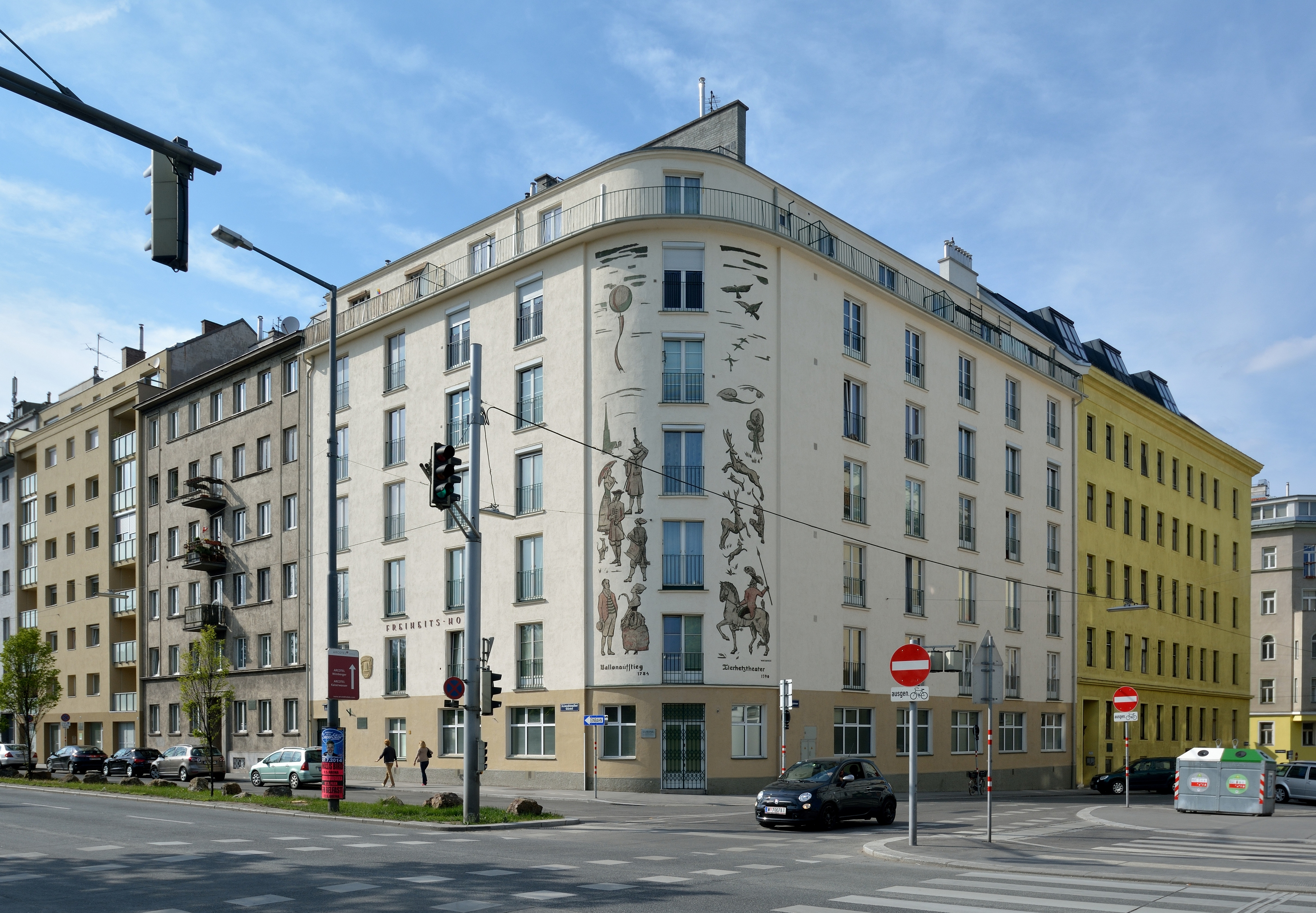
Das 1955 gebaute Eckhaus zur Kleistgasse („Freiheitshof“), die Sgraffiti von Johann Wolfsberger thematisieren einen Ballonflug 1784 (siehe Johann Georg Stuwer) und das Tierhetztheater 1790

## Gegenwärtige Entwicklungen
Ab den 1990er Jahren wurde mit einem bis 1999 von der EU geförderten Stadterneuerungsprojekt namens „Gürtel plus“ versucht, die Verslumungstendenzen am Gürtel zu beseitigen und neue urbanistische Akzente zu setzen; mehrere dieser Detailprojekte wurden von „Gürtelarchitektin“ Silja Tillner gestaltet. Im Zuge dessen siedelten sich in den insgesamt 218 Stadtbahnbögen unter der U-Bahn-Linie U6 zahlreiche Lokale an, die unter anderem vom starken Verkehrslärm profitieren, weil infolgedessen ihrer eigenen lauten Musik kaum Lärmgrenzen gesetzt sind. Die neue „Gürtelszene“ wurde von Medien und Konsumenten positiv kommentiert.
Ziel des Stadterneuerungsprojekts, zu dem auch die erfolgte Errichtung der neuen Wiener Hauptbücherei (Entwurf: Ernst Mayr) über der U-Bahn-Station Burggasse-Stadthalle und die neue Gestaltung des benachbarten Urban-Loritz-Platzes im Zuge des Gürtels durch Silja Tillner zählt, ist es, das Gebiet längerfristig auch für Fußgänger attraktiv zu machen und so die Lebensqualität zu erhöhen.
Im Zuge des Projekts wurden unter anderem folgende Daten über den Gürtelbereich erhoben:
- Ausländeranteil an der Wohnbevölkerung: 34 % (im Stadtdurchschnitt 18 %)
- Bausubstanz vor 1919 entstanden: 65 % (37 %)
- Wohnungen ohne WC: 41 % (20 %)
- Grünfläche pro Einwohner: 1 m² (23 m²)

Beobachtungen im Zeitraum von 1995 bis 2005 ergaben, dass der Verkehr auf dem Westgürtel in bestimmten Abschnitten um 10 % bis 15 % abgenommen hat. Gründe dafür sind vermutlich die Parkraumbewirtschaftung in den angrenzenden inneren Bezirken und der Ausbau der U6.
Um 2000 wurde der Margaretengürtel geringfügig umgebaut und die Fahrbahn von der Bebauung ein Stück abgerückt.
Die Parkraumbewirtschaftung wurde 2012 auf die an den Gürtel angrenzenden Teile des 12., 15., 16. und 17. Bezirks ausgedehnt. Vom Hernalser Gürtel im Norden bis zum Gaudenzdorfer Gürtel im Süden grenzen nun Kurzparkzonen (mit Ausnahmen für Anrainer) auch im Westen an den Gürtel an.

### Verkehrsentwicklung 1995 – 2010 in Zahlen
Entwicklung der durchschnittlichen Fahrzeug-Anzahlen pro Tag im Zeitraum von 1995 bis 2010, Gesamtverkehr in beide Fahrtrichtungen, entnommen der Straßenverkehrszählung Wien 2010:
| Zählstelle         | 1995      | 2000      | 2005      | 2010      |
| ------------------ | --------- | --------- | --------- | --------- |
| Gürtelbrücke       | 64601 Kfz | 65508 Kfz | 69747 Kfz | 68516 Kfz |
| Währinger Gürtel   | 57495 Kfz | 61818 Kfz | 61960 Kfz | 57866 Kfz |
| Hernalser Gürtel   | 70222 Kfz | 66553 Kfz | 70446 Kfz | 69645 Kfz |
| Mariahilfer Gürtel | 80482 Kfz | 76467 Kfz | 82598 Kfz | 75389 Kfz |
| Margaretengürtel   | 68095 Kfz | 66703 Kfz | 68656 Kfz | 67913 Kfz |